# Українська хата

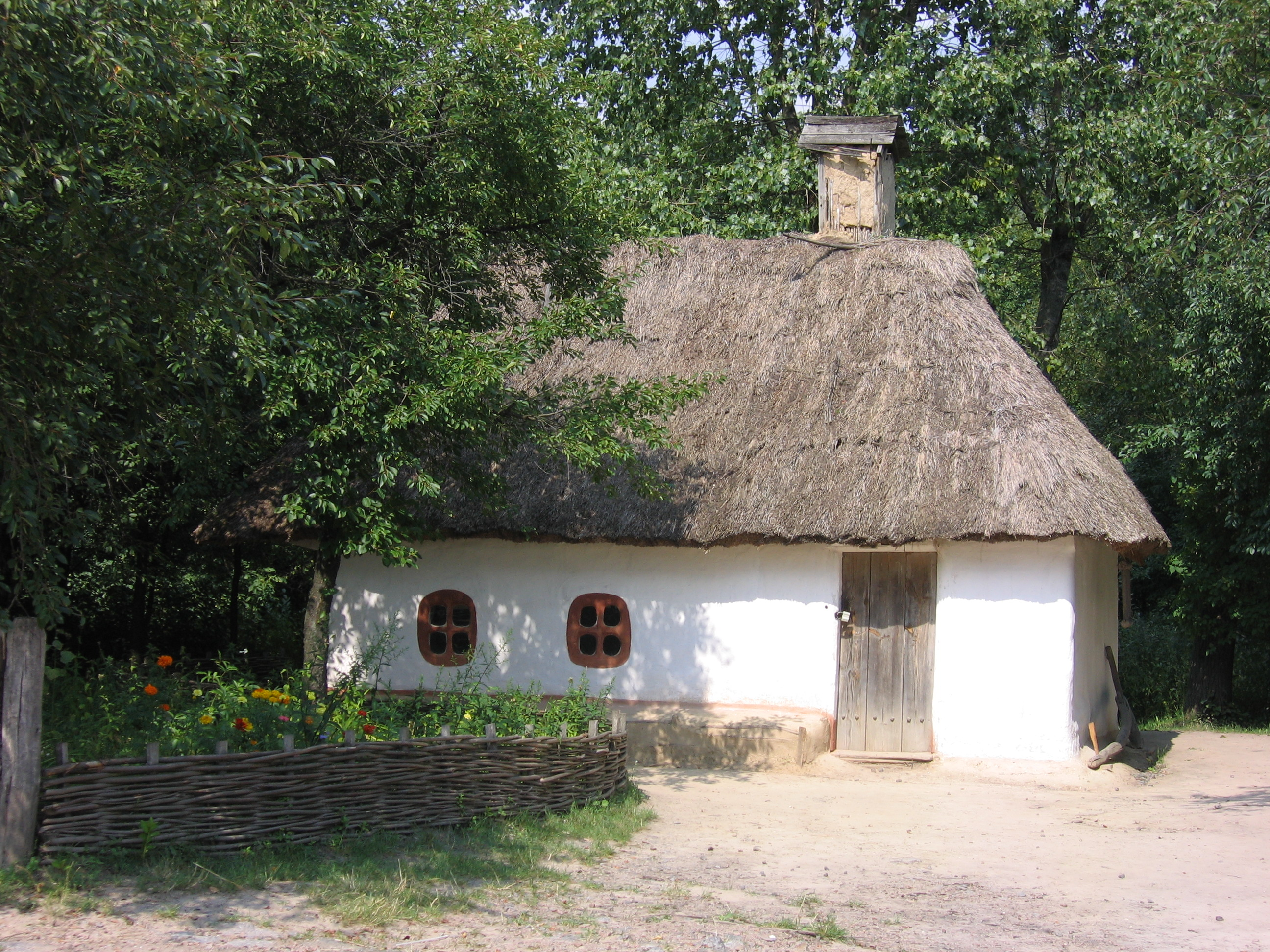
Українська хата з округлими вікнами. Музей української народної архітектури та етнографії в Пирогові

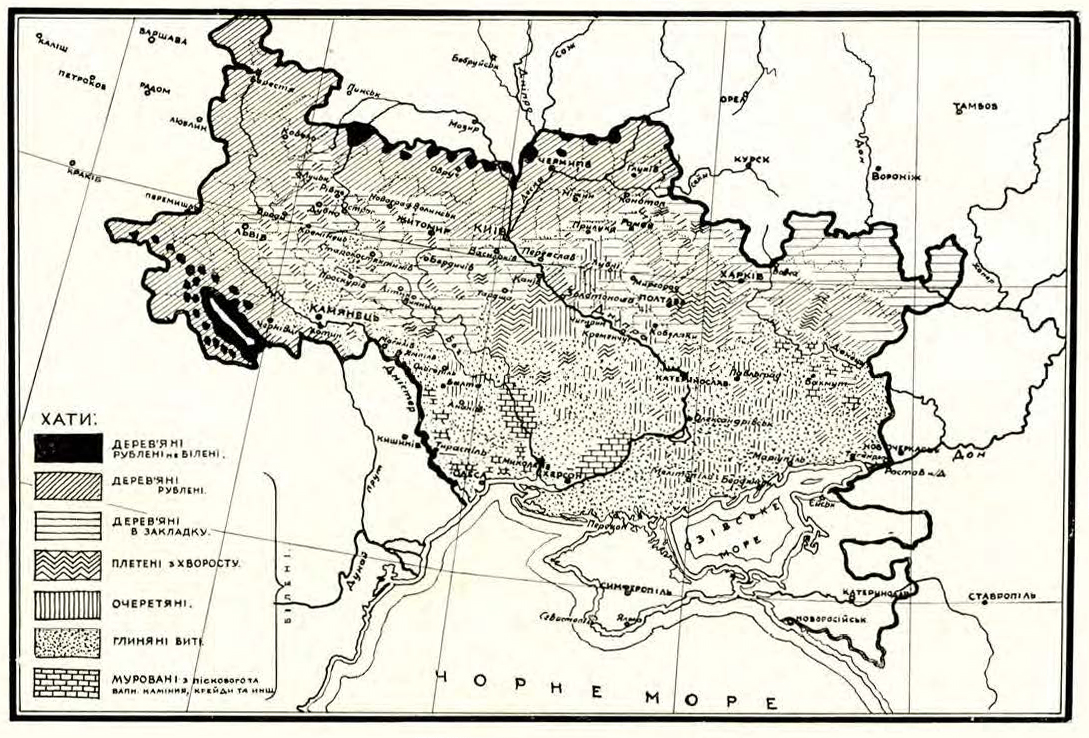
Географічний розподіл українських хат за будівельним матеріалом

Українська хата — загальнопоширена на території України назва житлової споруди; тип народного житла України.
У західних районах України побутували назви житла: хижа, халупа, на Лівобережжі — хатина. У південних степових районах частково заглиблене в землю житло називалося бурдей, землянка, а підвищене — верхова хата, горішня хата, горішник. Бідняцька хата гуцулів та бойків Карпат мала назву бурдей (бурдій).
Українське народне житло створювалося українцями протягом століть шляхом безперервного вдосконалення прийомів і форм, які відповідали умовам життя, побуту й естетичним уподобанням народу.
Популярний образ хати — побілена зовні й усередині, під солом'яним дахом, набув етнічної виразності лише у XVII — XVIII ст. й став етнографічною ознакою українського народу. Від хат такого типу відрізняються рублені хати північної частини України (Полісся) і Карпатських гір, де вони дерев'яні, мають відкриті стіни.
Народна будівельна творчість розвивалася в річищі технологічного поступу загальнолюдської цивілізації, відображаючи в своєму оздобленні вірування та культуру. Внутрішнє планування та інтер'єр української хати характеризуються типологічною єдністю. Українська хата є не тільки житловим простором для людини, а й місцем родинних обрядів, надалі —  найяскравішим символом української народної культури, добробуту, духовності української нації.

## Вступний опис

Українська хата. Музей української народної архітектури та етнографії в Пирогові

### Характерні риси
Українська хата є наземною одноповерховою спорудою, що має в основі прямокутник і містить одне-чотири приміщення. Принаймні в одній стіні — південній чи східній — містяться вікна і двері. Усередині в одному з кутів розташована піч, обернена своїм отвором до фасадної стіни. По діагоналі від печі міститься кут, де розташовані ікони.
Стіни хати зводилися з колод або дерев'яного каркасу, обмазаного глиною та укріпленого деревом, лозою, хмизом, очеретом. Саме останній різновид набув найбільшого поширення наприкінці XIX — на початку XX ст. Підлога української хати (долівка) глиняна; дощатою бувала лише у найзаможніших господарів. Стеля підтримується поздовжніми або поперечними балками — сволоками. На них укладали різного роду настил: дошки, горбилі, пруття, солому. Покрівля зазвичай чотирисхила. Стелю, як правило, білили, залишаючи іноді небіленими лише сволоки.
Житло не має підвалу, за винятком хат гірських районів Карпат, придністровської зони Буковини та Поділля, що будувалися на крутих схилах — це дозволяло облаштувати цокольний поверх.
Господарські будівлі, розташовані біля хати, охоплювали: хлів — для великої рогатої худоби; стайню — для коней; кошару — для овець; саж, кучу, кармник — для свиней; курник — для домашньої птиці; кадуб, вулик, довбню — для бджіл. Зерно в снопах зберігали в клуні, стодолі, половнику; хліб та продукти домашнього вжитку, збіжжя — у коморі; сіно й солому — в оборозі, сіннику, одрині; кукурудзу в початках — у коші, кошниці. Для зберігання сільськогосподарського реманенту слугували возовня, піднакат, сарай, шопа, повітка.

### Різноманітність хат
Українська хата пройшла довгий шлях від найпростішого однокамерного житла з давнини до XVIII — початку ХІХ століття. Лише в середині ХІХ століття з'явилося двокамерне селянське житло, яке складалося з житлового приміщення та сіней. Наприкінці ХІХ століття в Україні поширилося трикамерне селянське житло, яке, крім власне хати і сіней, мало ще й комору. Найпоширеніший тип поділу тридільної хати — сіни, мешкальна хата й комора або сіни, мешкальна хата та кімната (часом ще й із коморою). Подальший поділ тридільної хати призвів до появи її чотиридільного різновиду.

Різниця історичної долі північно-західної лісової та лісово-степової та південно-східної степової частин України відіграла значну роль у процесі розвитку типу народного житла. Лісова Волинь та гірська Галичина були захищені природою від вторгнення кочівників. Саме тут і збереглися старі будівельні традиції, і звідси вони поширилися на південь і південний схід.

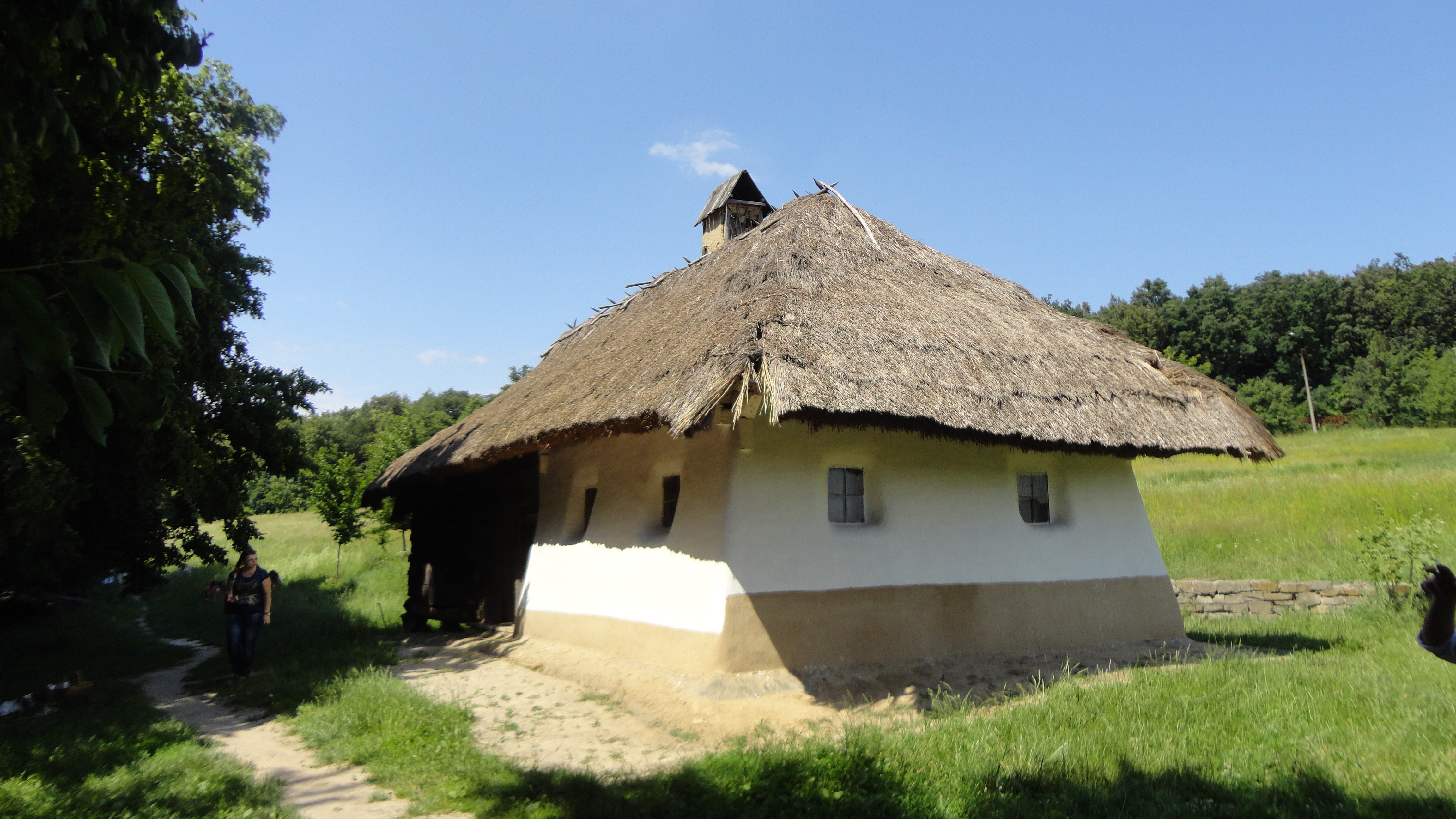
Хата ХІХ ст. із с. Солониця (нині Лубенський р-н Полтавської обл.)

Інтенсивна колонізація степової смуги стала можливою лише після усунення небезпеки набігів татар, тобто у XVIII ст. Населялася ця територія головним чином переселенцями з правобережної та лівобережної України та з центральних районів Росії, а також деякими іншими народами. Тому населення краю було різноманітне за національністю — українці, росіяни, німці, молдавани, болгари та ін.
Стародавні архітектурно-будівельні традиції, найбільше збереглися у північних та прикарпатських гірських районах України і звідси поступово поширювалися на південь, у передстепові та степові райони. У своєму русі на південь ці традиції поступово зазнавали змін, зумовлених головним чином іншими природними даними та частково різноманітним етнічним складом населення. Деякі риси народного житла, що збереглися в північних районах, за нових умов поступово відмирали. Найкращі представники української культури йшли на Лівобережжя чи до Москви. Татарські навали порушили зв'язок київської держави з Близьким Сходом; Київ втратив своє культурно-політичне значення, і провідну роль набули міста Московського царства. Історична ситуація XIV—XVIII ст. призвела до поділу України на дві частини з різними умовами економічного та культурного розвитку. Унаслідок цього до початку XIX століття між Правобережжям і Лівобережжям утворилися великі як культурні, так і економічні розбіжності. Зазначені історичні події позначилися також і на розвитку образу народного житла, в декоративних прийомах внутрішнього і зовнішнього оздоблення будинків. У цьому процесі велике значення мали зростаючі міста та містечка Правобережжя, особливо Подільщини.
У другій половині XVIII і в XIX ст. значно зріс вплив російської держави. До половини XVIII ст. в масі своїй житло козацької старшини або рядові міські оселі в основних рисах були близькими до народного житла й повторювали його прийоми в більш розвиненому та багатому вигляді.
Промислова революція призвела до поглиблення класового розшарування населення та зростання протиріч між містом та селом. Традиції скромного за своїми побутовими та архітектурними якостями селянського житла збереглися й продовжували розвиватися лише в селі та зовсім зникли в забудові міста, де перехід до інших матеріалів і техніки та іншої внутрішньої організації створив принципово інший тип оселі. Середину між містом і селом зайняли передмістя, дрібні міста та містечка мали змішані міські й сільські прийоми планування та архітектури житла. Цей період характеризується появою в архітектурних деталях та оздобленні народного житла своєрідного впливу класицизму; у плановому рішенні зростають спроби функціонально розмежувати помешкання на 2-3 кімнати замість одного загального житлового приміщення.

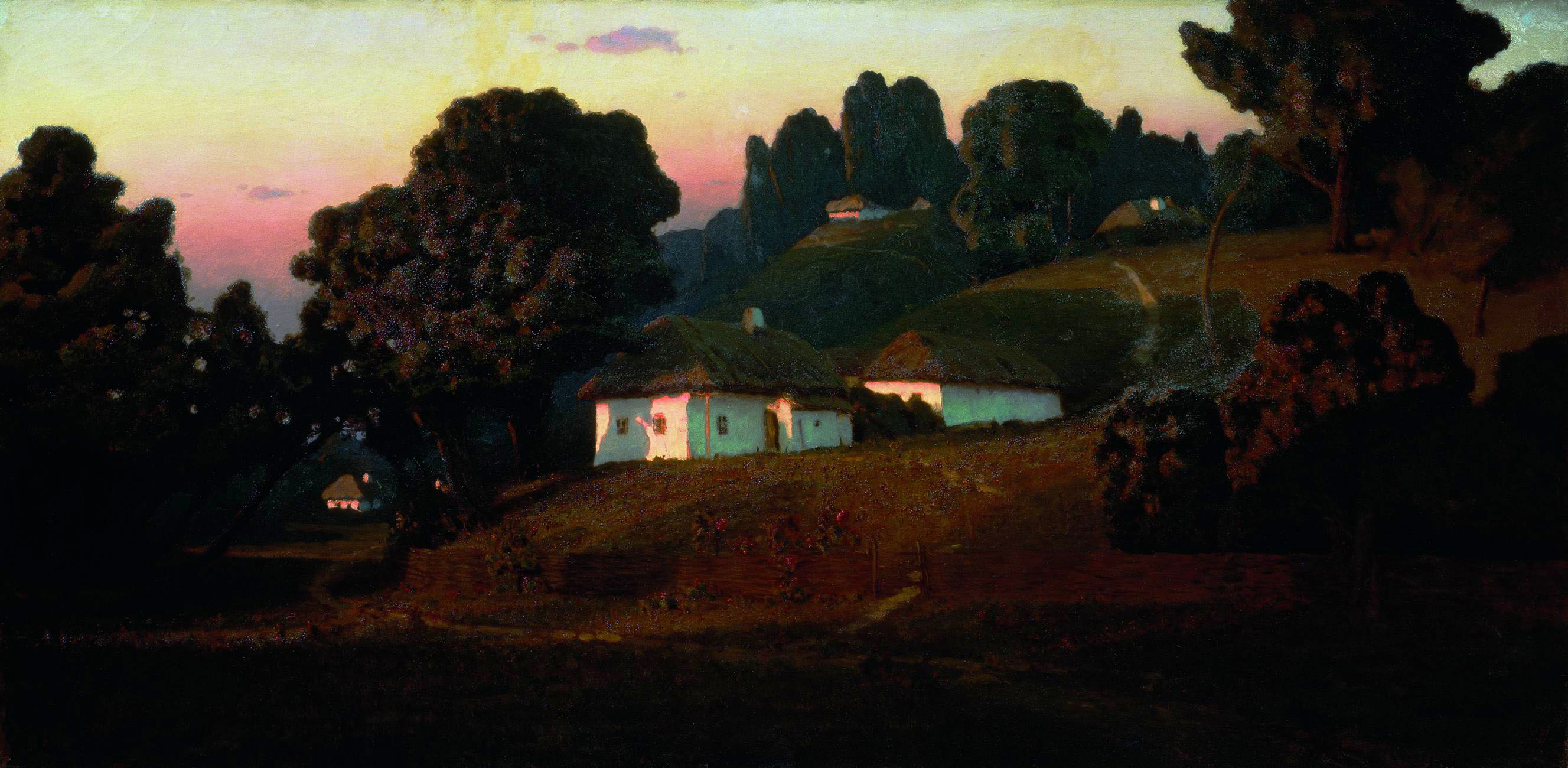
Архип Іванович Куїнджі, пейзаж «Вечір в Україні», 1878.

Поряд з історичними чинниками в розвитку типу національного житла велику роль відіграли природні особливості України, зокрема характер місцевих будівельних матеріалів. Народна архітектура має у своєму розпорядженні винятково місцеві будівельні матеріали, тому наявність тих чи інших матеріалів у різних районах прямо й безпосередньо відбивається на будівельних прийомах та архітектурі житла. За характером місцевих будівельних матеріалів територія України ділиться приблизно на три смуги:
- Територія в межах від північних кордонів України та до лінії Житомир, Київ, Ніжин, Глухів покрита лісом; тут панівним стіновим матеріалом є дерево. За конструкцією це зруб або дерев'яний каркас. Глина має лише допоміжне значення. Покрівельний матеріал — солома або дерево.
- Середня лісо-степова смуга простягається від меж лісової на півночі і до лінії Балта-Кременчук-Полтава-Харків на півдні. Ця смуга характеризується великою різноманітністю місцевого стінового матеріалу — тут застосовуються дерево, глина, очерет та солома; покрівельним матеріалом є солома, очерет і рідше дерево.
- Степова смуга простягається від меж лісо-степової на півночі і до південних кордонів України; тут застосування лісу обмежене, основним стіновим матеріалом є глина в поєднанні з очеретом, хмизом або соломою. По пониззі Дністра, Буга та на Донбасі нерідко застосовується камінь. Покрівельним матеріалом є солома, очерет і черепиця.

Різноманітність будівельних матеріалів спричинила виникнення великої кількості конструктивних прийомів, властивих цим матеріалам, і широко позначилася на архітектурному розмаїтті жител лісової, лісо-степової та степової смуг, надавши кожному з них специфічного колориту.

### Традиційна орієнтація житла за сторонами світу
Житловий будинок у більшості випадків орієнтується своїм головним фасадом й одним бічним на південні румби, і лише задня стіна звернена на північ. За такої орієнтації житлового приміщення досягається найкраще використання сонячного тепла; дві стіни прогріваються сонцем, одна — бічна — утеплена прилеглими до неї сінями, а втрата тепла через задню стіну зменшується відсутністю в ній віконних отворів і компенсується розташованою безпосередньо біля стіни піччю та лежанкою.
Ці важливі практичні міркування змушують дотримуватися необхідної орієнтації щодо сторін світу й часто нехтувати розташуванням будівлі відносно вулиці. За складного рельєфу та заплутаного планування села на багатьох ділянках неможливо поєднати необхідну орієнтацію з бажаним положенням будівлі до вулиці, тому часто житлові будівлі звернені до вулиці як головним фасадом, так і бічним, заднім чи навіть рогом. Звідси і своєрідний безладно-мальовничий ансамбль забудови українського села, що залежить від топографічних умов та системи планування.
Неспокійний горбистий рельєф Волинсько-Подільської височини, що прорізається долинами річок, а також береги річок Сули, Псла та Ворскли на Лівобережжі обумовлюють особливо складне планування українського села. Воно розташовується біля ставка або річки і має більш-менш виражений центр — площу або головну вулицю, від якої розходяться другорядні вулиці і проїзди, створюючи невизначену і заплутану сітку вулиць. За цих умов забудова села відрізняється відсутністю будь-якої системи — будівлі, потопаючи в зелені, розкидані в мальовничому безладді по схилах та пагорбах. На Подільщині та Київщині, де щільність населення найвища, деякі села забудовувалися дуже густо. Безладно та близько одна до одної поставлені будівлі з солом'яними дахами та білими стінами на тлі зелені становлять типовий вигляд українського села цих районів.
Інакше виглядає забудова сіл степової смуги та інших рівнинних районів України. Тут за сприятливих топографічних умов планування має більш правильний характер — село розташовується паралельно річці або дорозі й рідше кільцем навколо центру. Вулиця має певний, явно виражений напрямок та орієнтацію за сторонами світу. У зв'язку з цим і розташування будинків відносно вулиці має більш постійний характер.

### Розташування хат
Залежно від переважних традиційних планувальних типів сільських поселень наприкінці XIX — на початку XX ст. в Україні оформилися чотири зони — північна, центральна, південна та карпатська гірська. Північна зона здебільшого охоплювала масиви Українського Полісся. Тут переважав вуличний тип поселень, які виникли на місці давніх східнослов'янських дворищ. У східній (Чернігово-Сіверській) частині Полісся поряд з вуличними існували безсистемні та безсистемно-вуличні поселення. На території центральної лісостепової зони, де селяни майже до XVIII ст. могли вільно займати під забудову землі, значного поширення також набули безсистемні поселення, і тільки пізніше з'явилися вуличні. З послабленням народної колонізації у XIX ст. виникають рядові, радіальні, шнурові, а також квартальні поселення, створені на основі проєктів.
У південній степовій зоні, що охоплює землі колишньої Запорізької Січі та частково Слобожанщини, більшість поселень виникла в результаті державної та поміщицької колонізації другої половини XVII — першої половини XIX ст. Тут забудова велася переважно за вказівкою влади та мала, як правило, квартальну та гніздову форму. Існували й окремі поселення вуличного типу, наприклад, військові, відомі і в інших зонах України.
В усіх зонах побутували радіальні поселення, що виникли на основі давніх торгово-ремісничих центрів. Крім того, в долинах невеликих річок і в балках формувалися рядові поселення, котрі були однобічно забудованими вулицями. У гірських районах Карпат поселення були переважно безсистемними й розміщувалися на зручних земельних ділянках на значній відстані одне від одного. Хати зазвичай будувалися на віддалі від проїзних шляхів.
На початку XX ст. набуло поширення будівництво хат поряд з дорогою, від якої житло відділялося земельною ділянкою, де висаджували дерева, кущі, квіти. Безпосередній вихід з хати на вулицю траплявся рідко, зазвичай у забудові садиб, котрі межували з ринковими майданами або жвавими торговельними шляхами.

## Типи житла

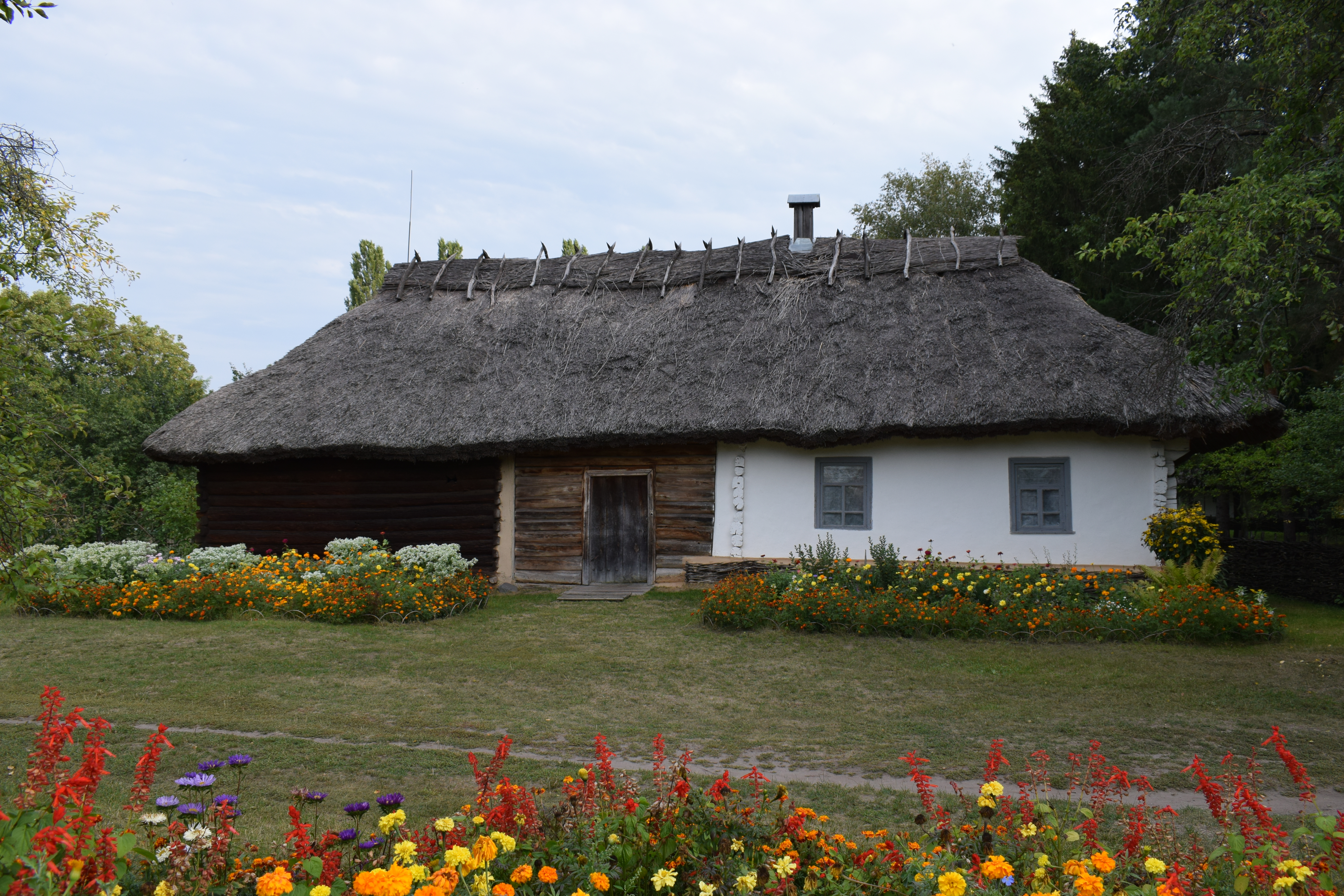
Житлове і господарське приміщення розділені сінями

Архітектурний вигляд народного житла — «хати» — і його внутрішня організація в основних своїх рисах є спільними для всієї України. Цю спільність можна простежити у традиційних прийомах планування та обладнання житла, у характері та співвідношенні архітектурних обсягів, трактуванні стіни, отворів та даху будівлі.
Хата є прямокутною, дещо витягненою в плані будівлею, вкритою чотирисхилим дахом; співвідношення ширини будівлі до довжини коливається від 1:1,25 до 1:2,25. Різкі коливання в пропорціях плану пояснюються наявністю двох типів жител: найпростіший тип складається лише з одного житлового приміщення та сіней, а в другому типі є два майже однакові житлові приміщення, пов'язані між собою сінями, розташованими в центрі будівлі.

Саме житлове приміщення наближається до квадрата — найекономнішої прямокутної форми приміщення, при якій периметр стін і охолодження приміщення є найменшими. Великі сіни й комора, що прибудовуються до житлового приміщення, подовжують план. Якщо хата будується на два самостійні житлові приміщення з сінями між ними, тоді будівля витягується по головному фасаду і набуває подовженої форми.

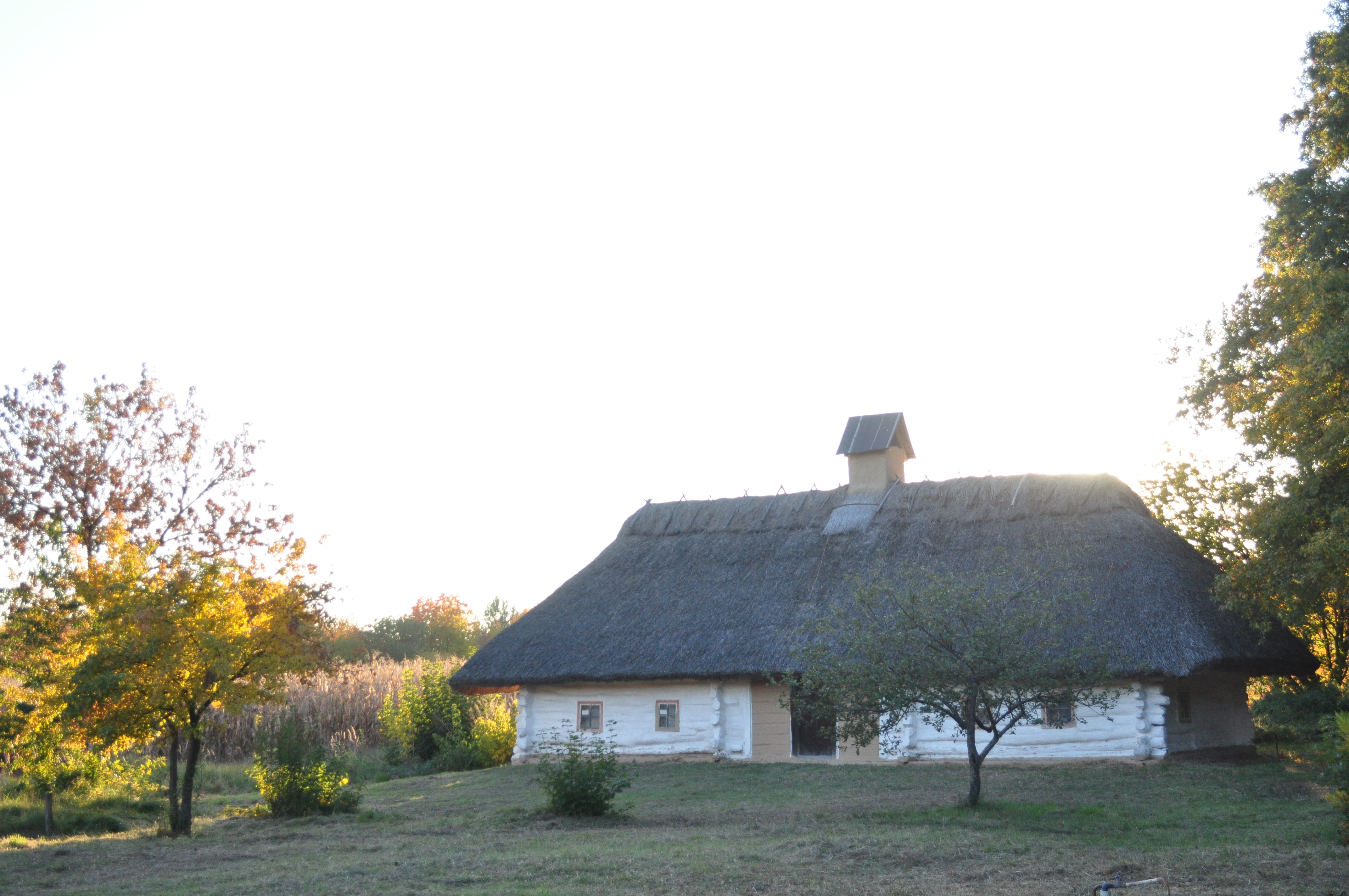
Мала висота стін створюється великим звисом даху. Хата з с. Рижавка Уманського району Черкаської області

Ширина будівлі обмежена конструктивними міркуваннями: ширина 5-6 м пропорційна довжині вінця зрубу і зручна при глиняній конструкції стін, оскільки при цій довжині не потрібні поперечні стіни. При прольоті в 5-6 м солом'яний дах з крутим підйомом конструюється просто, але значно ускладнюється зі збільшенням прольоту.
Простий прямокутник хати іноді порушується виступами у вигляді прибудов, що перекриваються одним схилом даху. Форма чотирисхилого даху продиктована властивостями матеріалів (солома, очерет і дерево); чотирисхилий дах, покритий соломою або очеретом, утворює утеплене горищне приміщення, що має істотне значення при тонких стельових перекриттях.
Таким чином, загальний силует хати завдяки простоті плану та відсутності об'ємів, що виступають, має спокійний плавно окреслений характер.

Пропорції фасаду хати характеризуються низькою та подовженою формою стін та порівняно великою висотою даху; відношення висоти стіни до висоти даху коливається від 1:1 до 1:1,5. Мала висота стін викликана незначною корисною висотою приміщення; економія стінового матеріалу та прагнення до покращення теплового режиму змушували робити корисну висоту житлового приміщення гранично низькою — 2-2,5 м. Поряд із цим, враження малої висоти стіни створюється великим звисом крутого даху, який зменшує видимість стіни, та високим цоколем («призьба»). Водночас дах завдяки крутим ухилам і розвиненому конику набуває великої висоти.

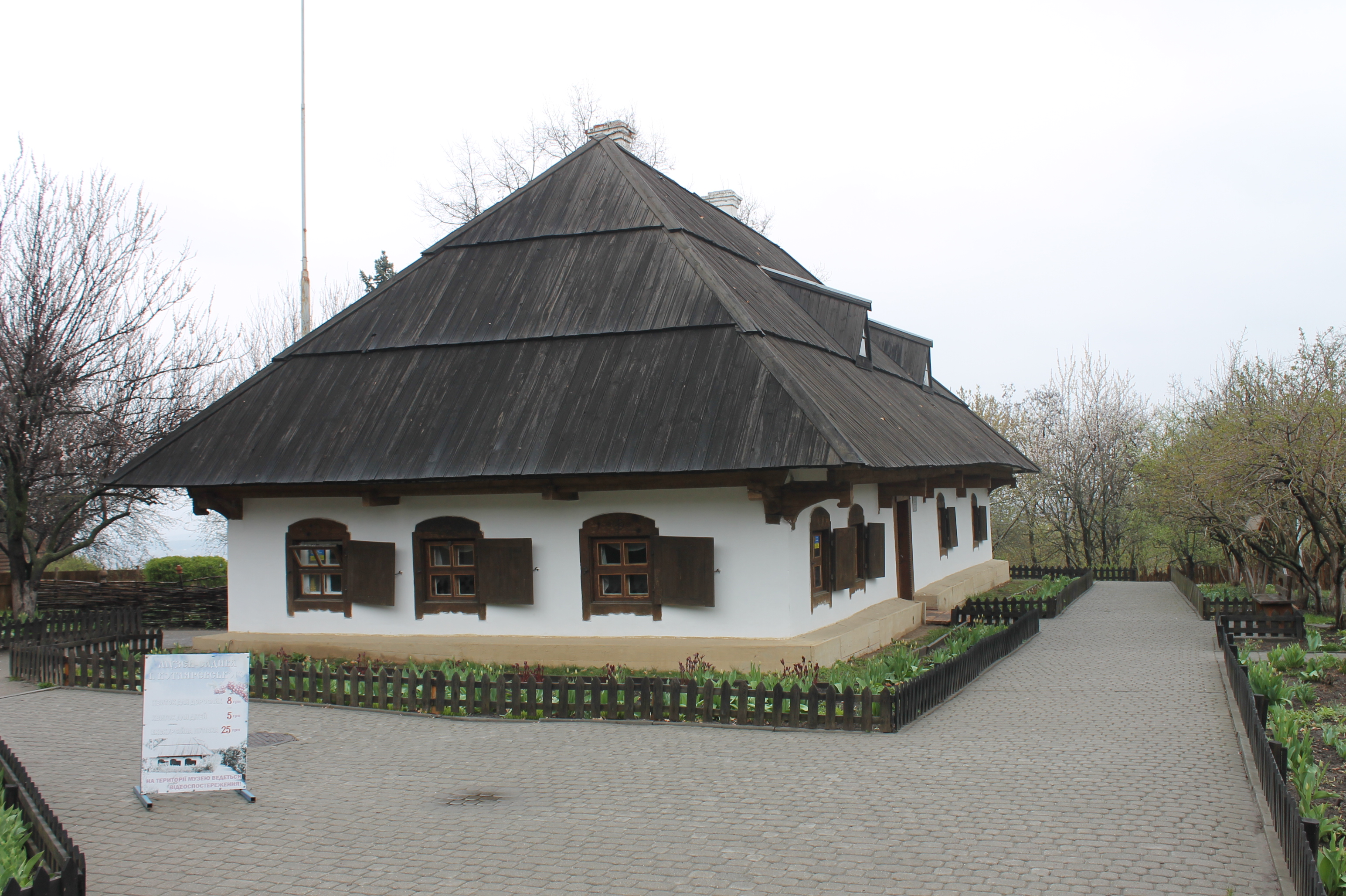
Чотирисхилий дах. Хата м. Полтава
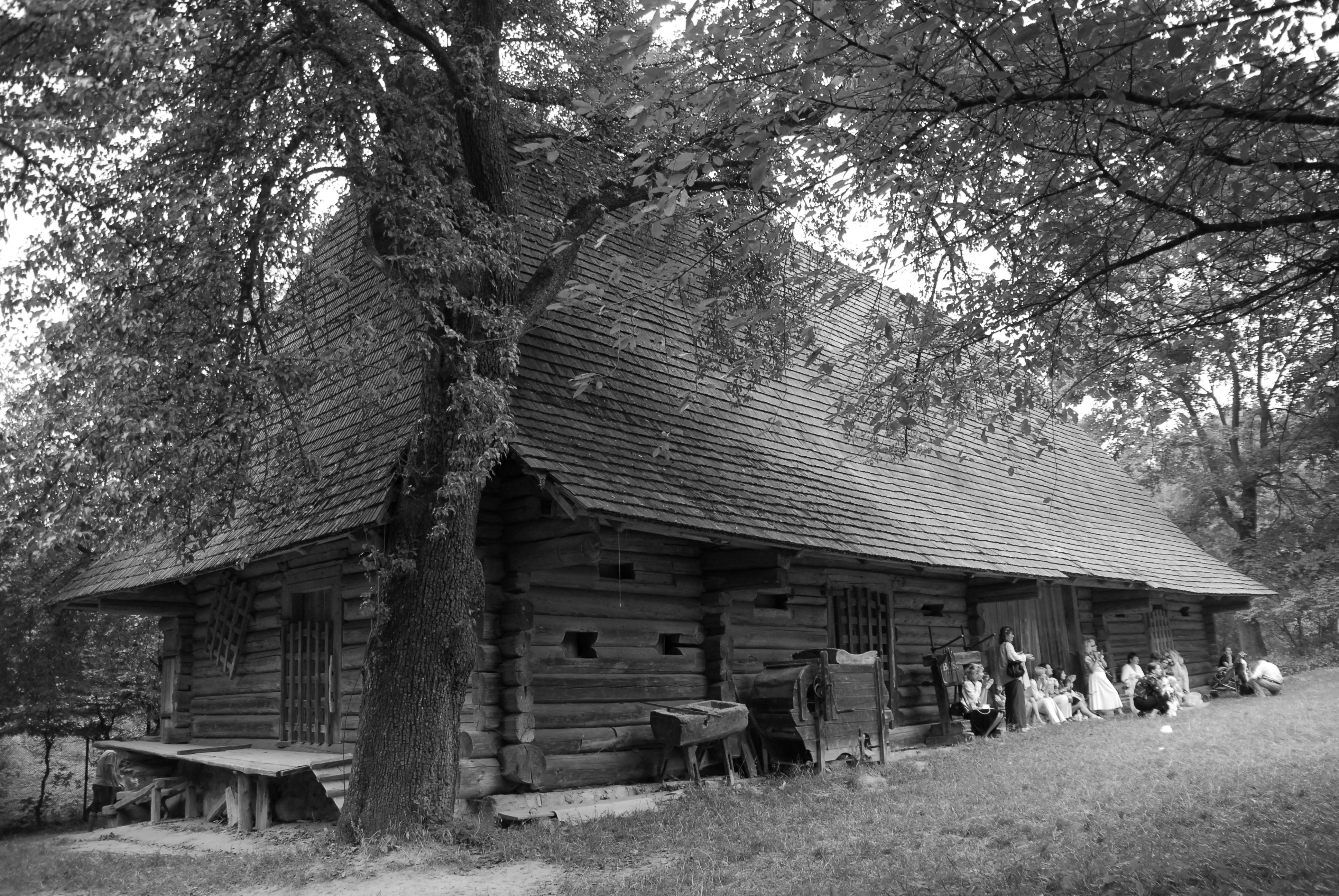
Комора з розвинутим дахом з с. Рипень Путильського р-ну (Львів, вул.Чернеча Гора, 1)
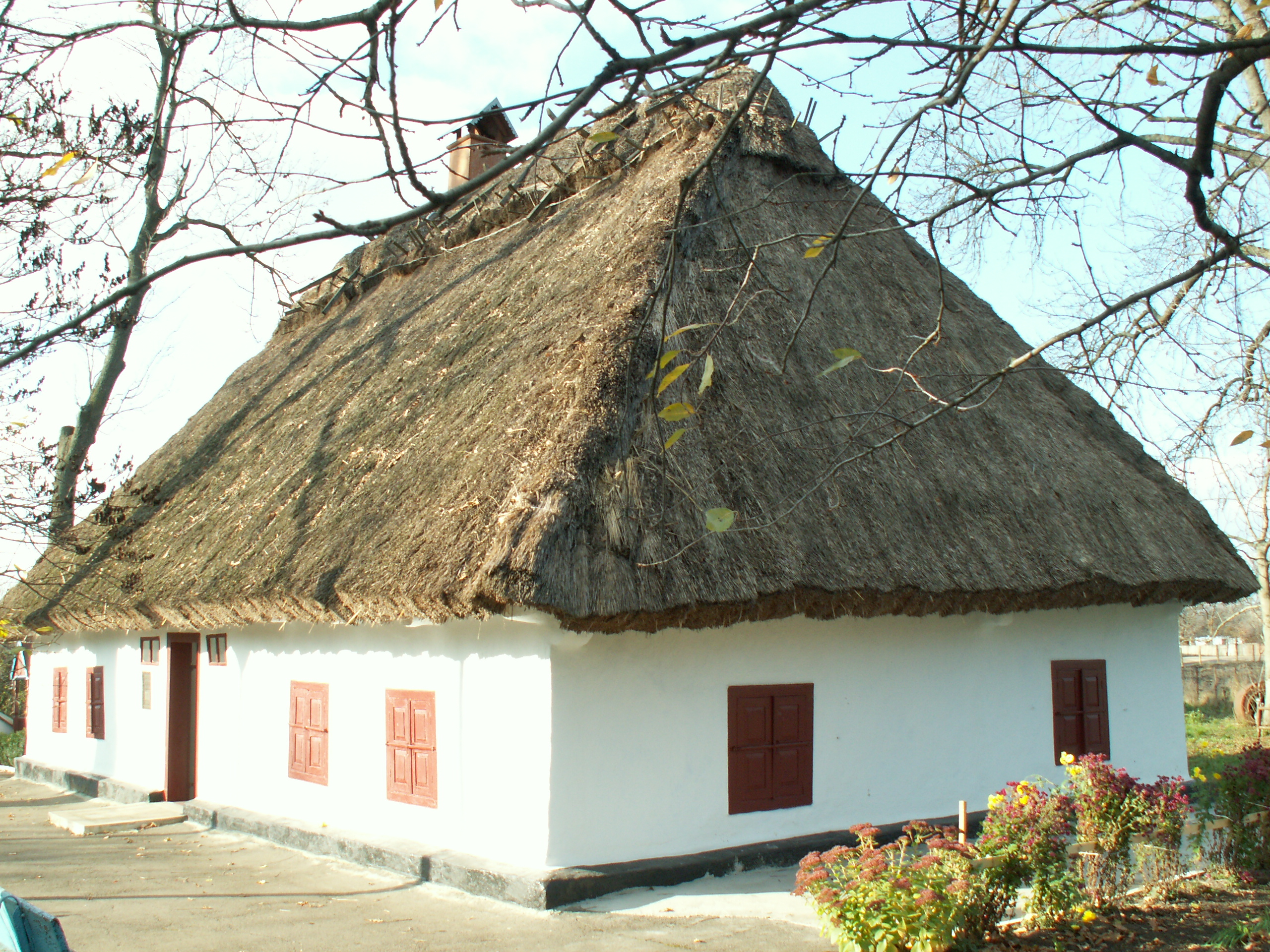
Хата з розвинутим дахом. Село Заболотне, Вінницької області.
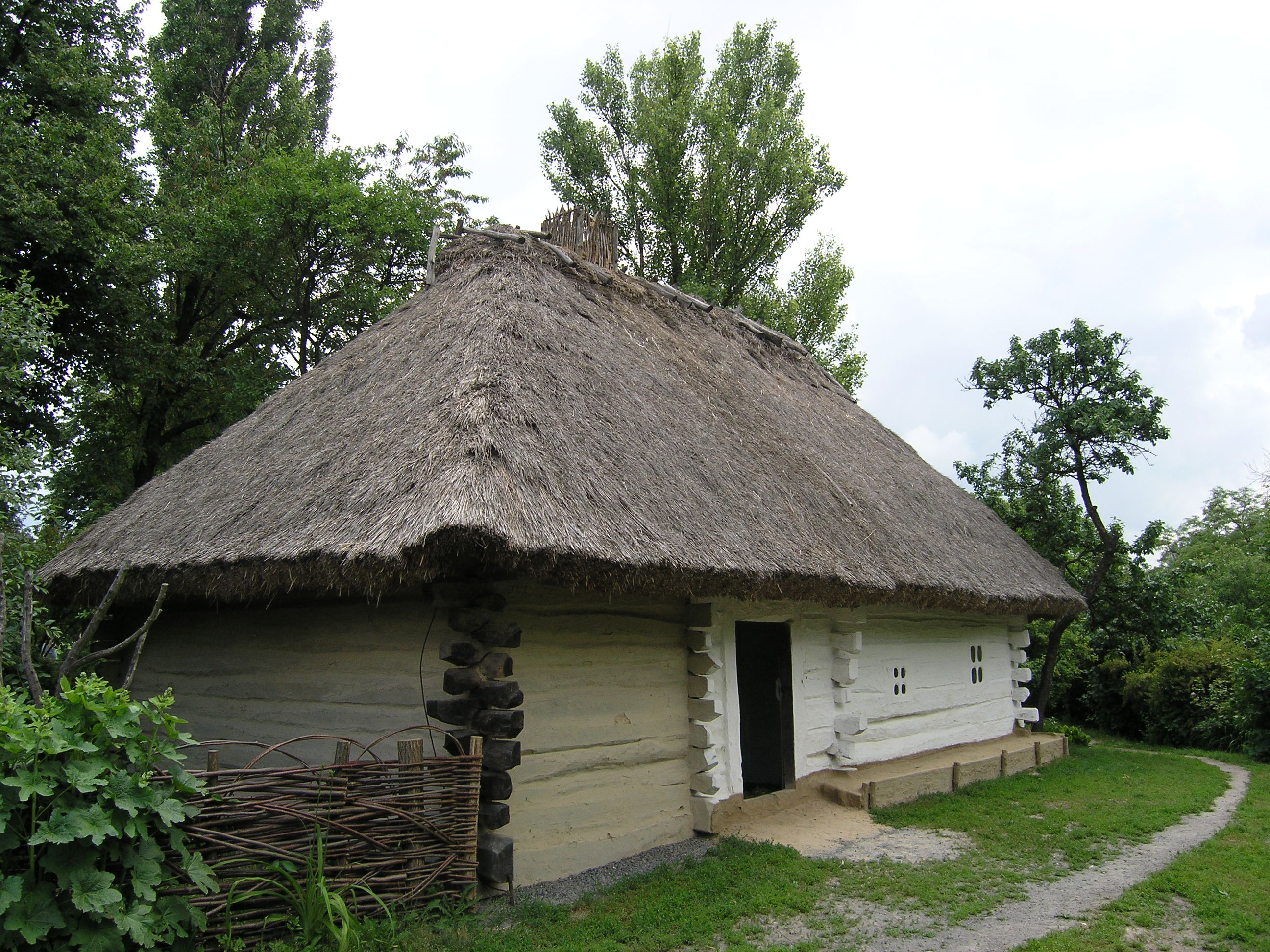
Зруб чітко показаний і в площині стіни та у кутових з'єднаннях. Національний історико-культурний заповідник «Батьківщина Тараса Шевченка»
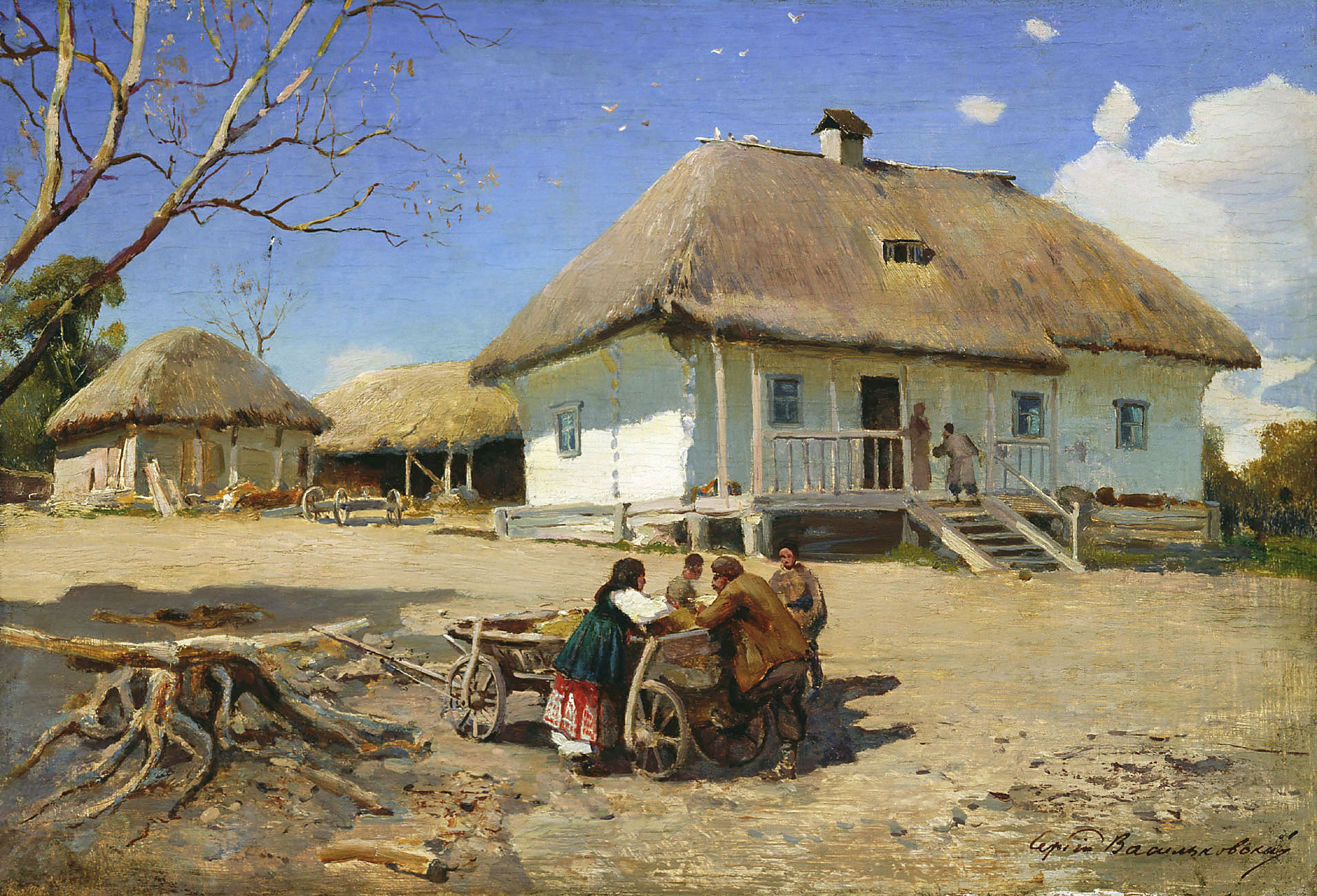
Васильківський С. І. «Козацький двір» біля хати. Навіс на "кониках" (кронштейнах)
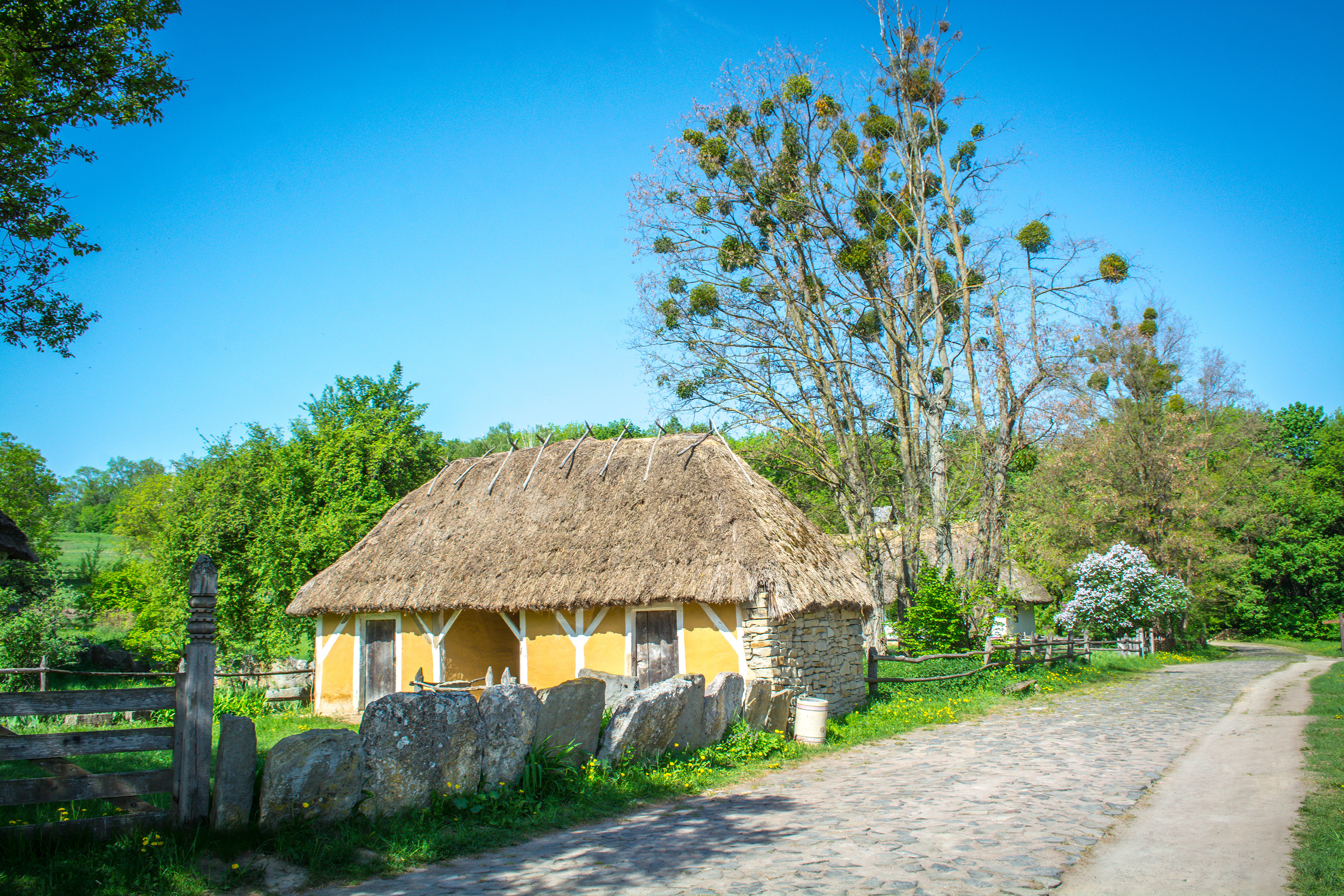
Елементи каркаса відкрито показуються на фасаді. У цьому випадку це комора з села Баговиця Кам'янець-Подільського району Хмельницької області
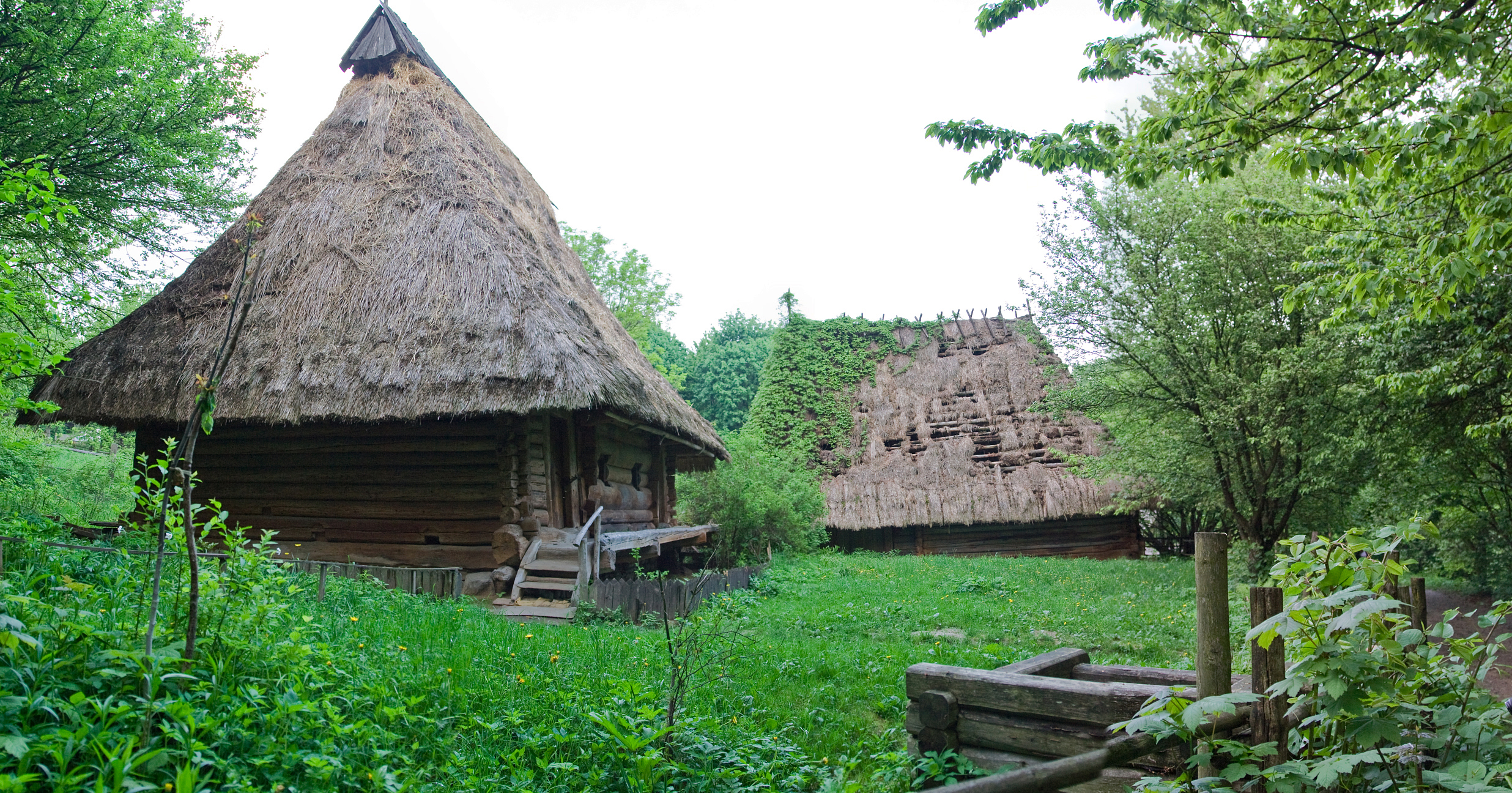
Хата з розвиненим дахом з с. Либохора Турківського р-ну Львівської обл.
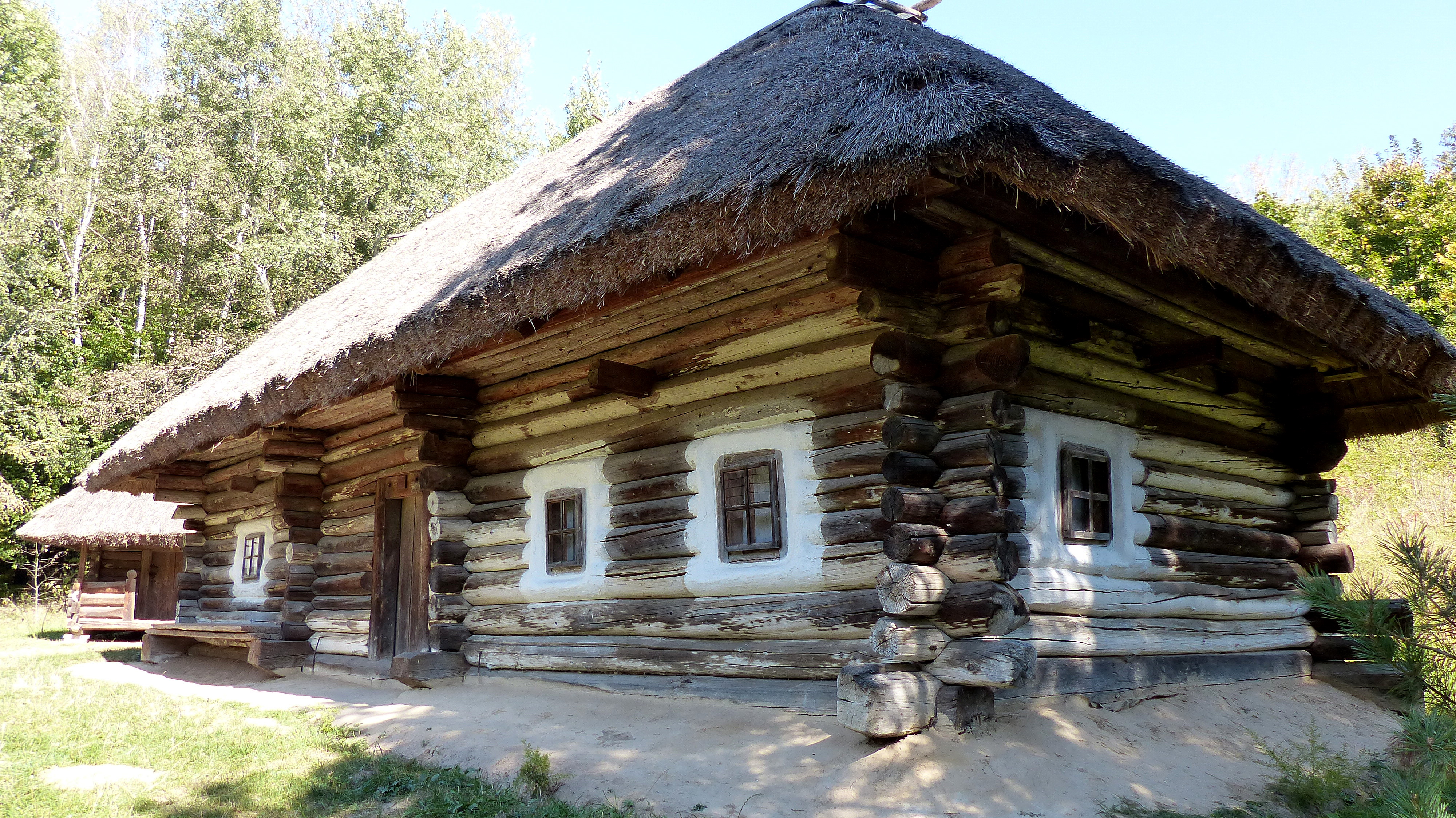
Хата з с. Коритне Вижницького району Чернівецької області
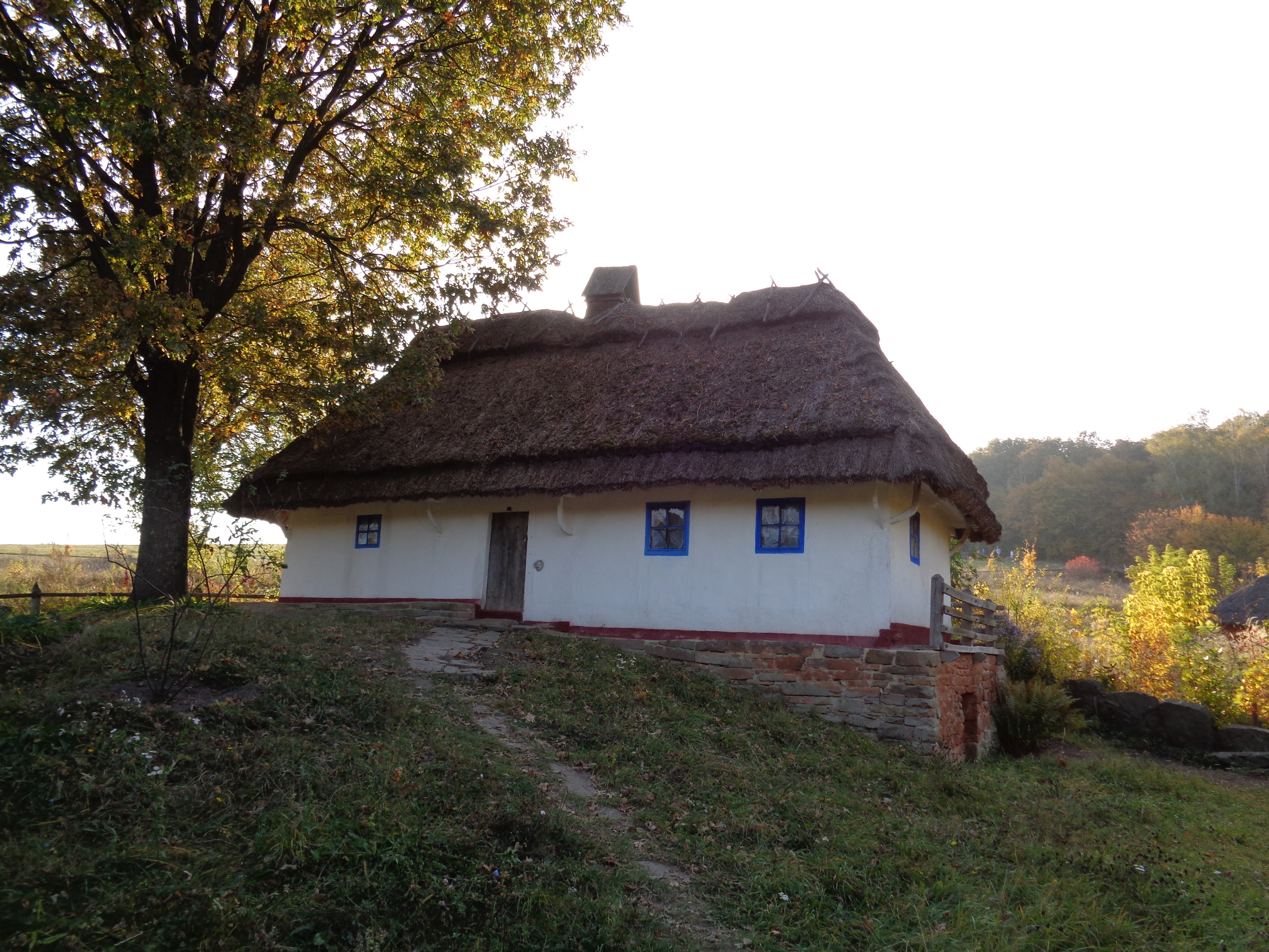
Хата з с. Яришів Могилів-Подільського району Вінницької області
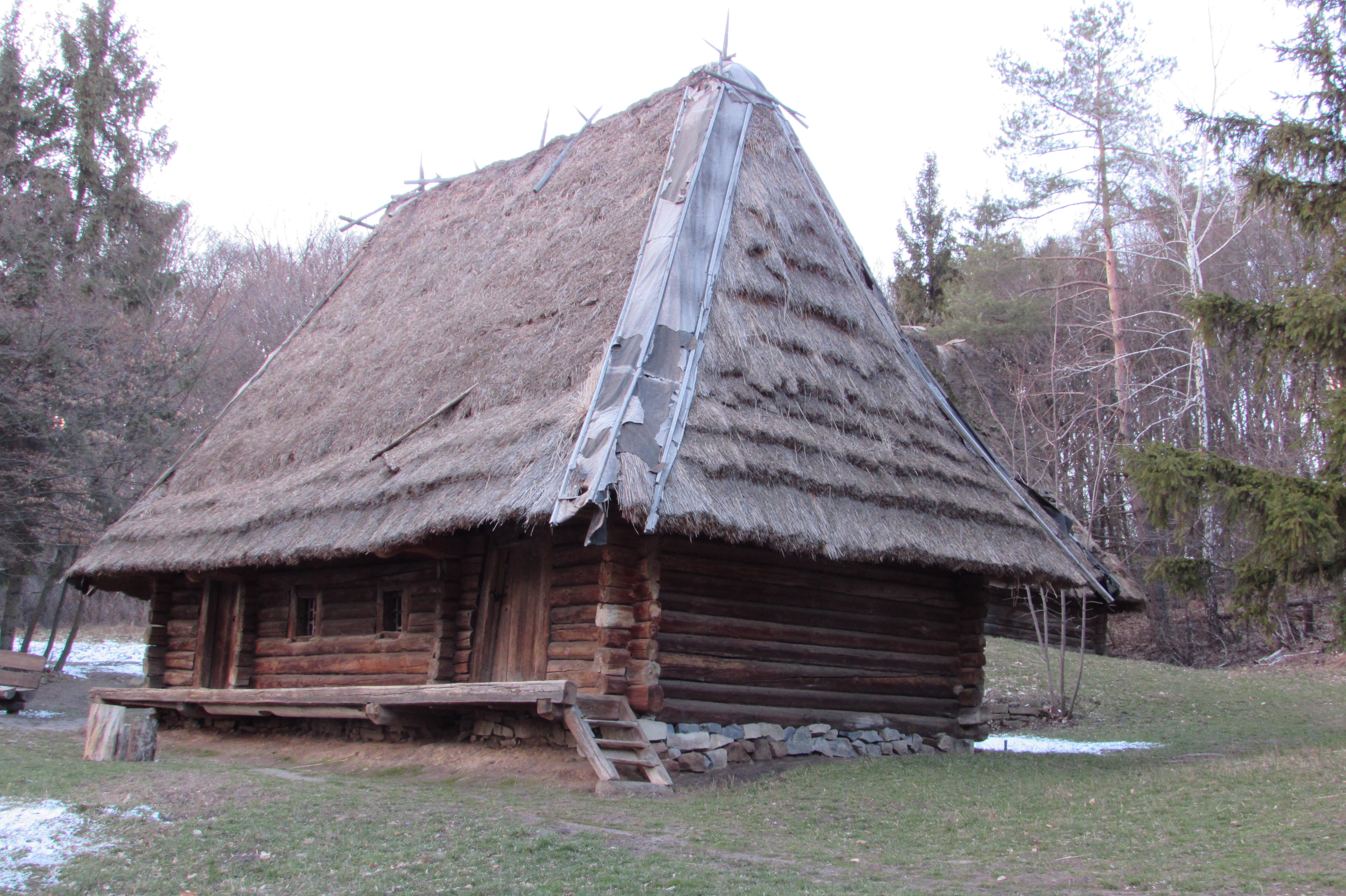
Хата з с. Розтока Міжгірського району Закарпатської області

Форма даху відіграє значну роль в архітектурному вираженні житлової будівлі, її обробці приділяється багато уваги. Перехід від поверхні даху до вертикальної стіни через великий звис створює соковитий та виразний контраст. Великі виноси даху характерні для народної архітектури України — їх можна простежити і в архітектурі старовинних церков, де покриття першого ярусу різко виступає над площиною стіни. В основі цієї тенденції закладене прагнення захистити від вогкості приміщення та особливо стіну, в конструкцію якої майже завжди входить глина. Чим більше винос даху, тим далі від стіни падає вода, що стікає з даху, а косий дощ не потрапляє на її побілену поверхню. Звис даху має також і велике господарське значення, оскільки під навісом зберігаються чи сушаться овочі та фрукти. Розмір виносу даху обмежується його крутим ухилом. У конструктивному відношенні цей винос вирішується випуском кінців кроквяних ніг або консольними виносами верхньої обв'язки та балок. Іноді прагнення мати максимально великий винос призводить до створення довкола будівлі критої галереї на стовпах.

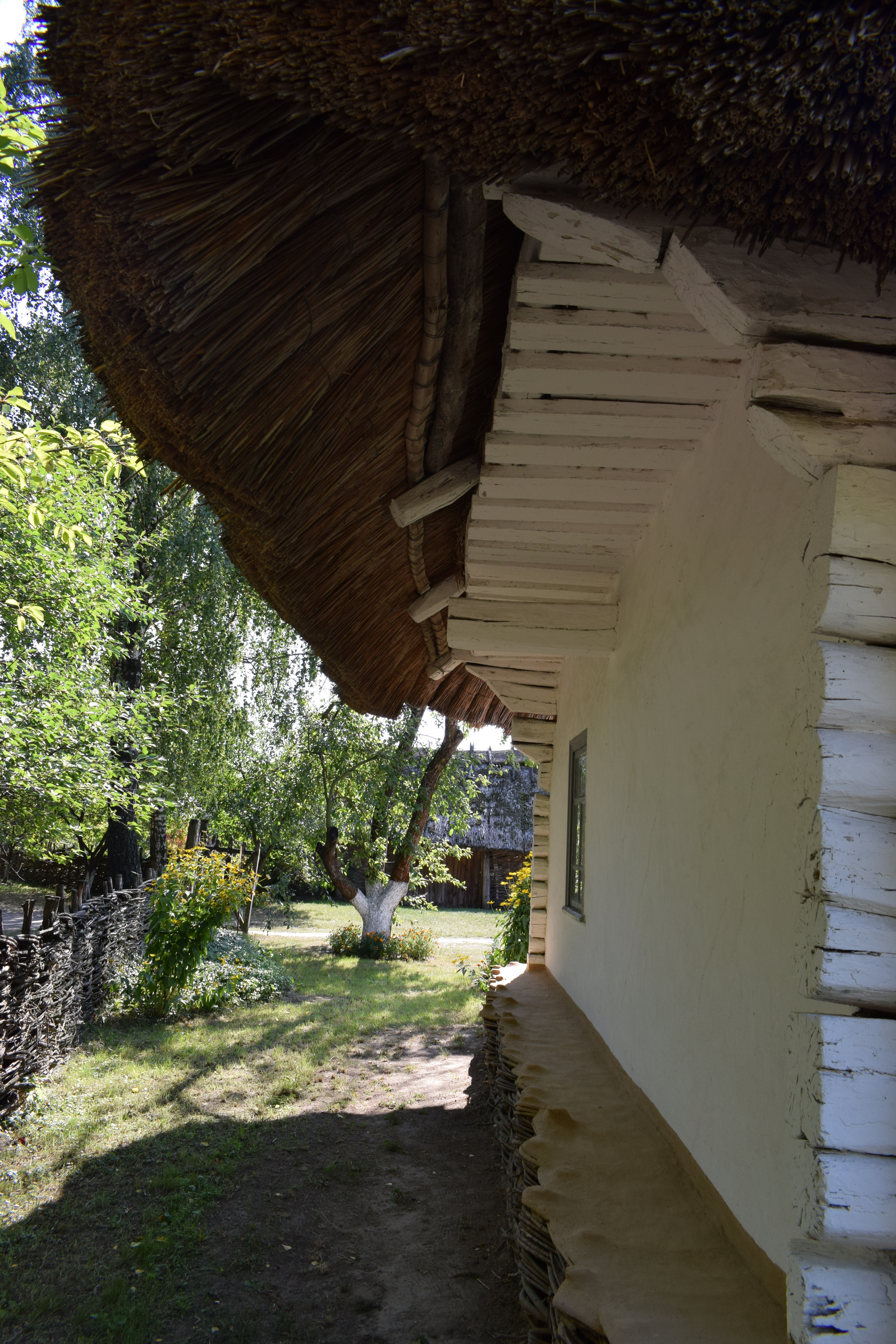
Звис даху

Помітною з першого погляду особливістю хати є колоритність, яка досягається завдяки тому, що стіни обмазуються глиною різних кольорів. Обмазка покриває стіни житлового приміщення незалежно від їхньої конструкції: чи вони рубані, чи каркасні, чи глиняні. У цьому випадку конструктивна сутність стіни нічим не виражена на фасаді або при зрубах виражена дуже слабо. У цьому полягає суттєва особливість народної архітектури України.
Зруб як основний конструктивний прийом архітектури жител народів лісових областей Європи завжди виявляється на фасадах будівлі горизонтальними рядами вінців; побудова стіни, її фактура і тон цілком випливають із властивостей застосовуваного матеріалу та властивої йому конструкції. В Україні ж цей прийом виявлення дерева можна бачити лише у північних лісових районах чи в гірських карпатських областях; конструкція стіни прихована також при застосуванні каркасу. У народів Західної Європи поступово перейшли до каркасної конструкції: схема каркасу з його стійками, розкосами та заповненням використовується як основний прийом обробки площини стіни; елементи каркаса відкрито показуються на фасаді й часто ще підкреслюються різним забарвленням несучої частини і заповнення. В Україні каркас стін житлового приміщення прихований шаром глиняної обмазки та нічим не виявлений на площині стіни. Обмазка рубаної або каркасної стіни глиною і її побілка набули повсюдного поширення тому, що обмазкою прикриваються всі щілини й нерівності стіни, складеної з неоднорідного лісу без ретельного підгонки.

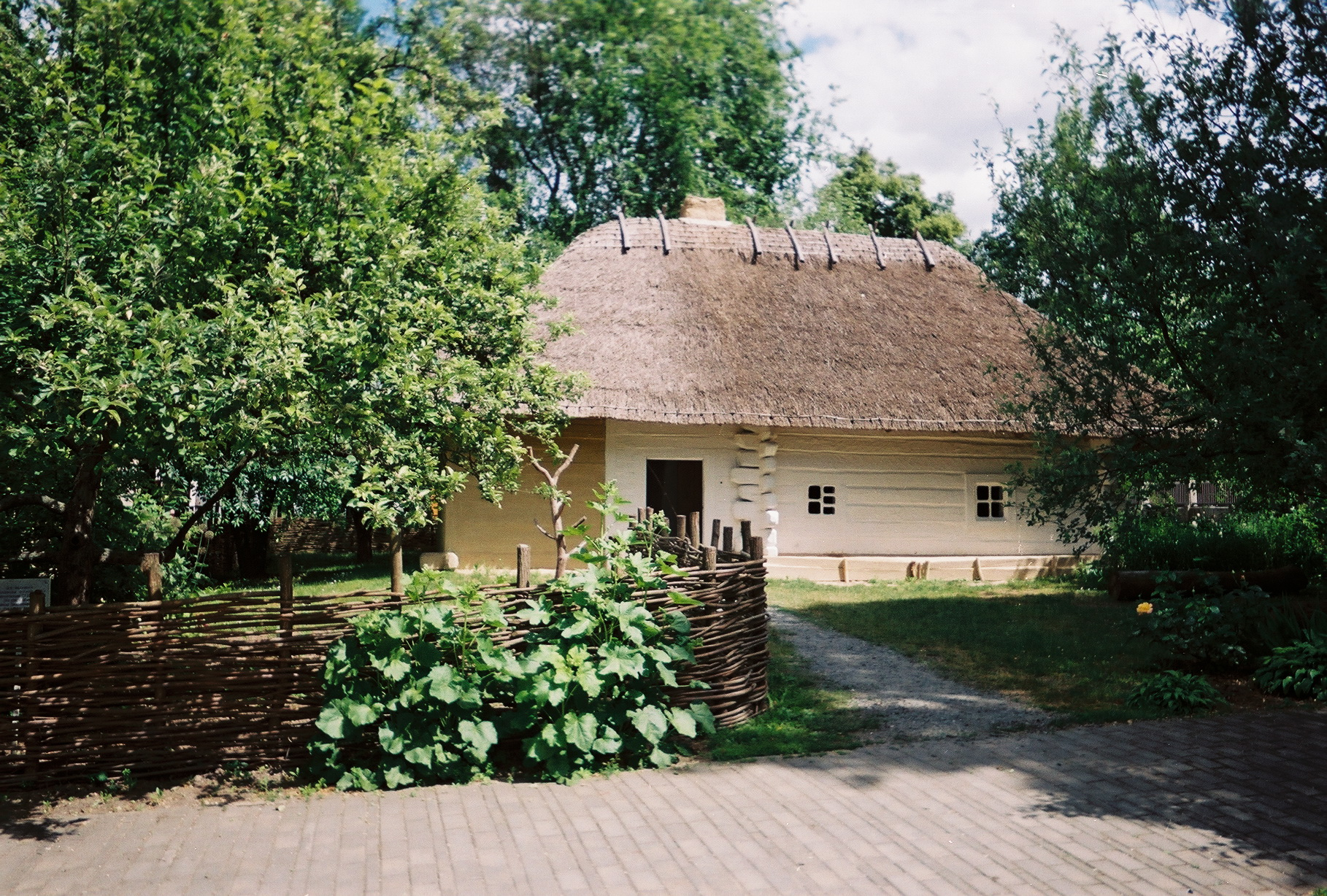
Реконструкція батьківської хати Т. Г. Шевченко

Покриття стіни шаром обмазки з метою деяких конструктивних цілей створює значний архітектурний ефект. Поєднання темно-сірої солом'яної, очеретяної або дерев'яної покрівлі з білим або забарвленим світлими тонами полем стіни робить зовнішній вигляд хати дуже мальовничим. Гладке світле поле стіни з великим бажанням і мистецтвом використовується для розташування на ній мальовничих композицій, причому ними однаково покриваються як зовнішні, так і внутрішні площини.
Членування стін віконними та дверними отворами підпорядковується певним традиційним правилам, які мають строго утилітарний зміст. На передньому фасаді житлове приміщення має 2 вікна, розташування яких випливає з внутрішнього планування та обладнання житла. Одне вікно розташовується близько до зовнішніх дверей, навпроти печі для освітлення топки та робочого місця господині, інше — біля зовнішнього кута будівлі для освітлення столу (покутнє). З торцевого фасаду («причілок») теж ставиться одне вікно для освітлення того ж столу (застольне) та рідше ще одне вікно для освітлення спального кута. Задній фасад завжди орієнтований на північні румби та позбавлений віконних отворів, і якщо в ньому зрідка й робиться вікно над полом[що?] — напільне, то дуже малих розмірів і часто без рами — шматок скла просто вмазується у стіну. З переднього фасаду сіни не освітлюються, а мають лише глухі двері. Цей прийом розташування вікон є стандартним та повсюдним і змінюється тільки одночасно з ускладненням внутрішнього планування житла, коли приміщення розчленовується на 2-3 кімнати.
Описані вище основні риси народної оселі є спільними для всієї України. В окремих районах і навіть селах вони доповнюються своїми місцевими трактуваннями архітектурних чи конструктивних деталей, що виникли внаслідок місцевих природних чи історичних умов.

Найпростіший тип хати відрізняється граничною лаконічністю та скупістю архітектурних елементів. Прямокутний у плані обсяг перекритий м'яко окресленим чотирисхилим солом'яним дахом із заокругленими кутами перетину схилів і коника. Цей тип характерний для північних районів України — Чернігівщини та Полісся, але широко поширений також і в інших районах України, відрізняючи в минулому житла найбідніших верств селянства. Херсонська напівземлянка, «бурдей» у гуцулів і більшість хат в одне житлове приміщення в інших районах України є представниками цього типу і відрізняються за зовнішнім виглядом лише внаслідок застосування різних місцевих будівельних матеріалів.

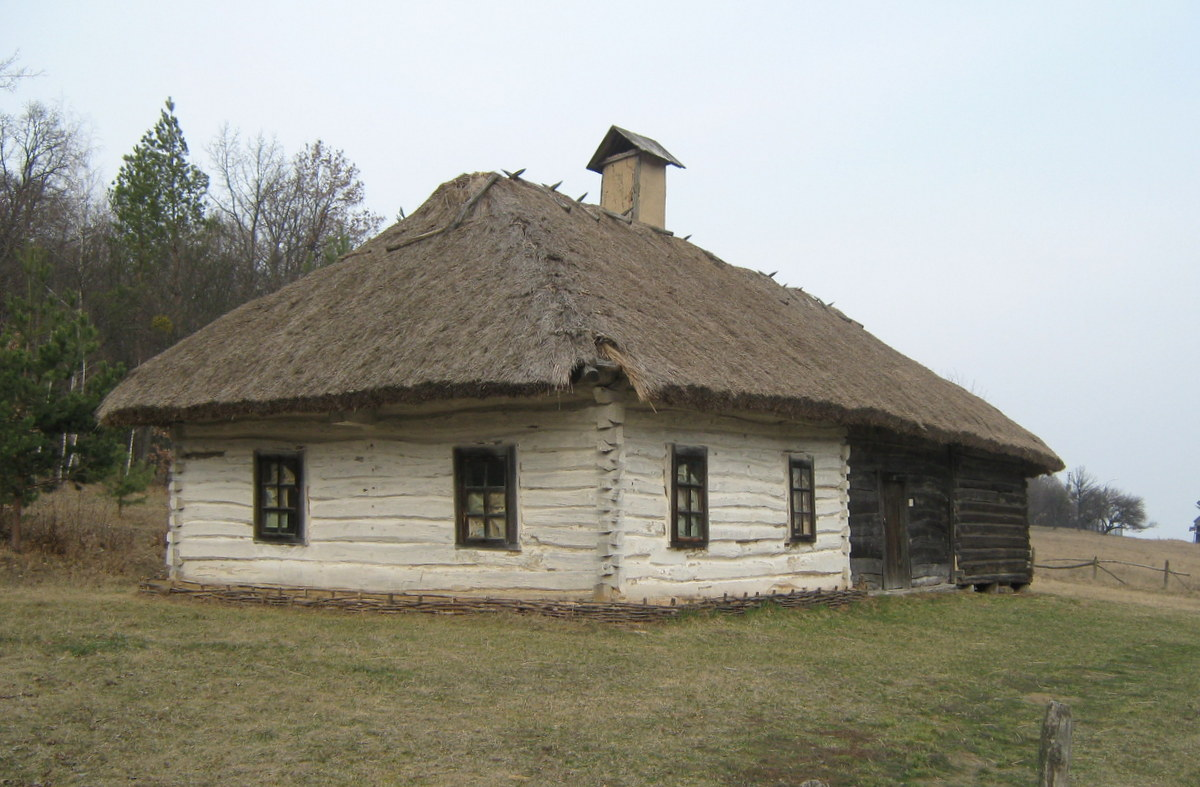
Рублена хата з села Бзів. Зруб чітко показаний в площині стіни та кутових з'єднаннях. Між житловим приміщенням і приміщенням для дрібної худоби розташовані сіни. Стіни холодних підсобних приміщень залишаються в дереві.
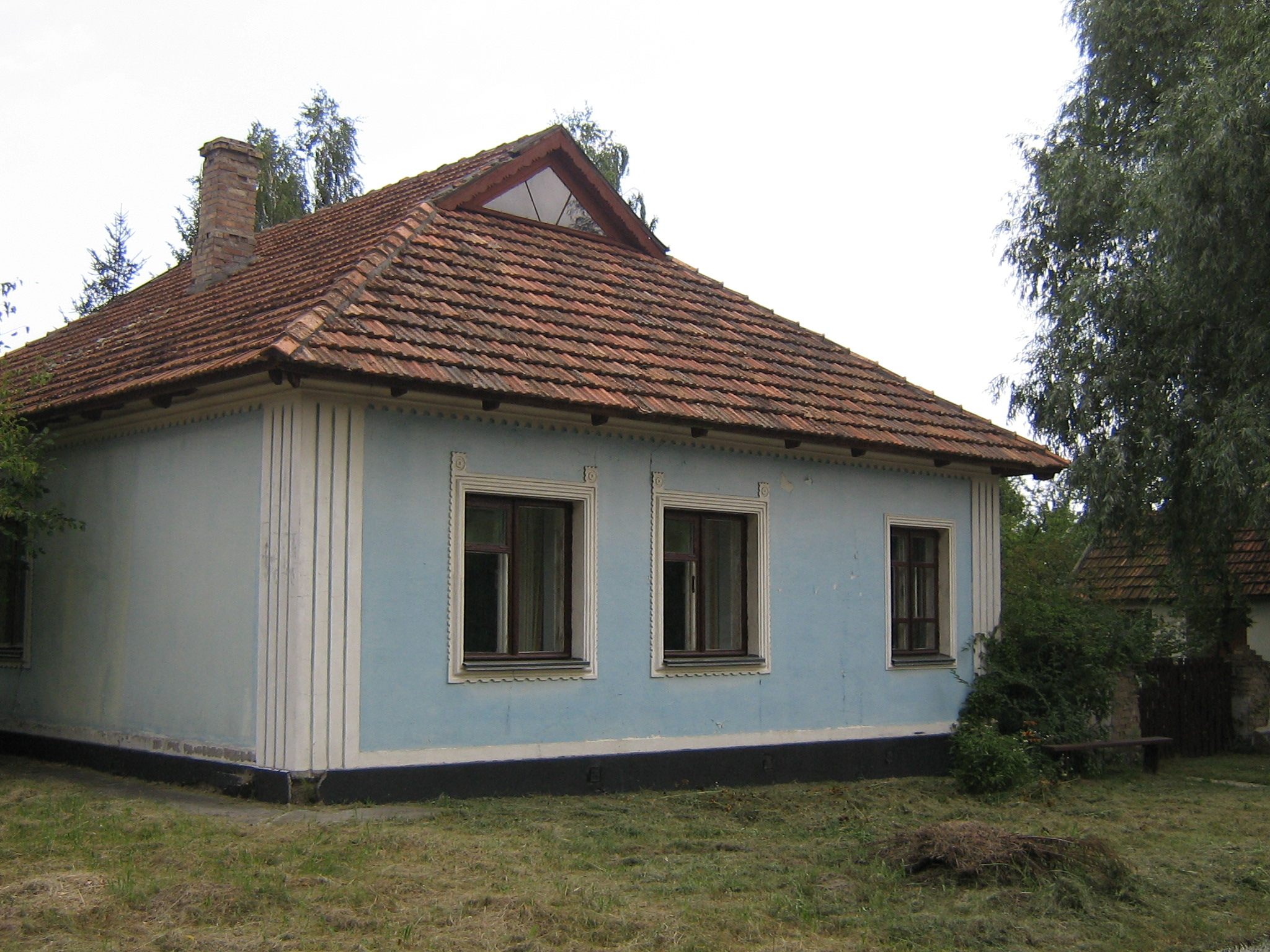
Кутові пілястри, обрамлення отворів. Хата із села Себине Миколаївської області
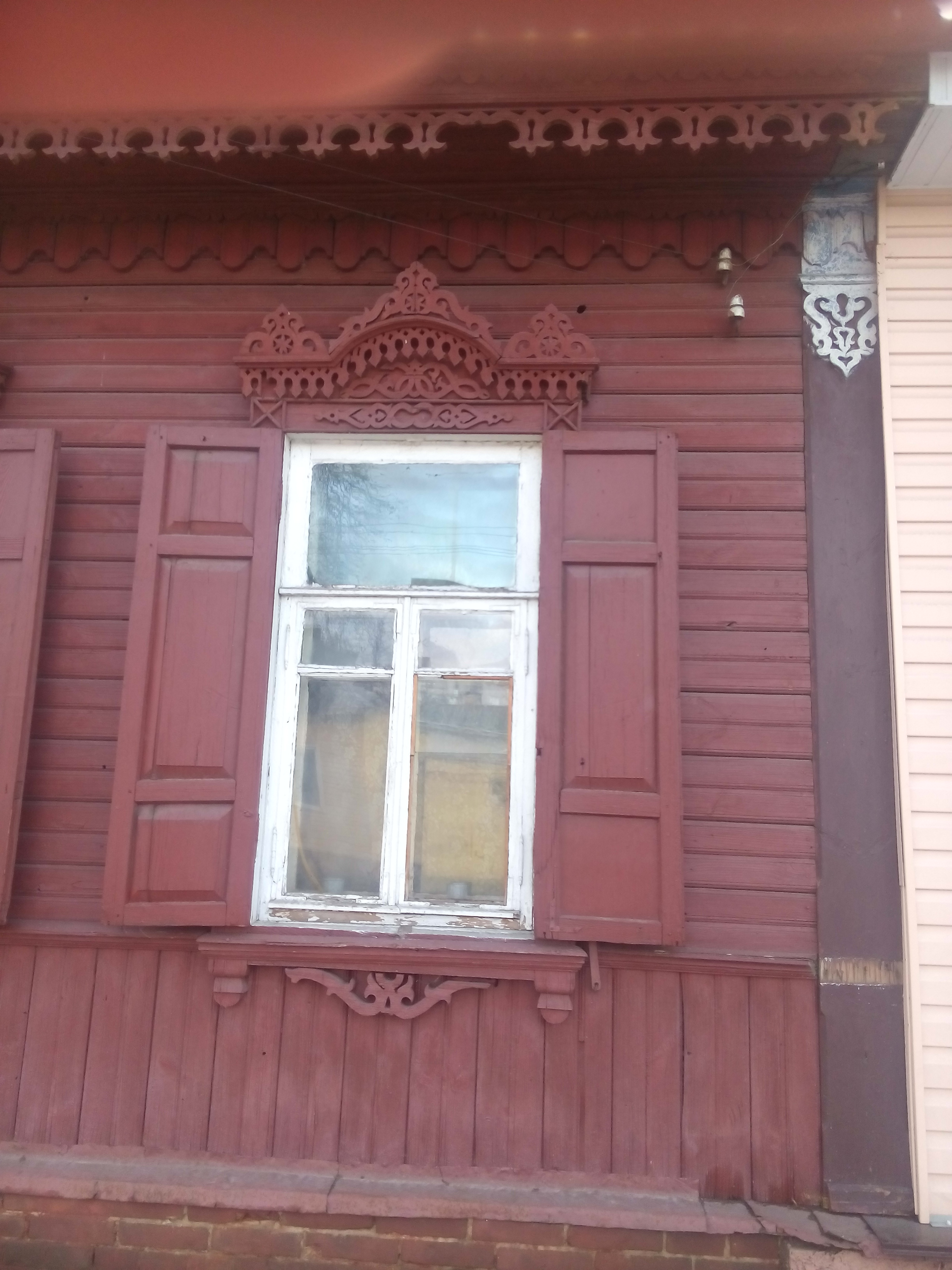
Обрамлення
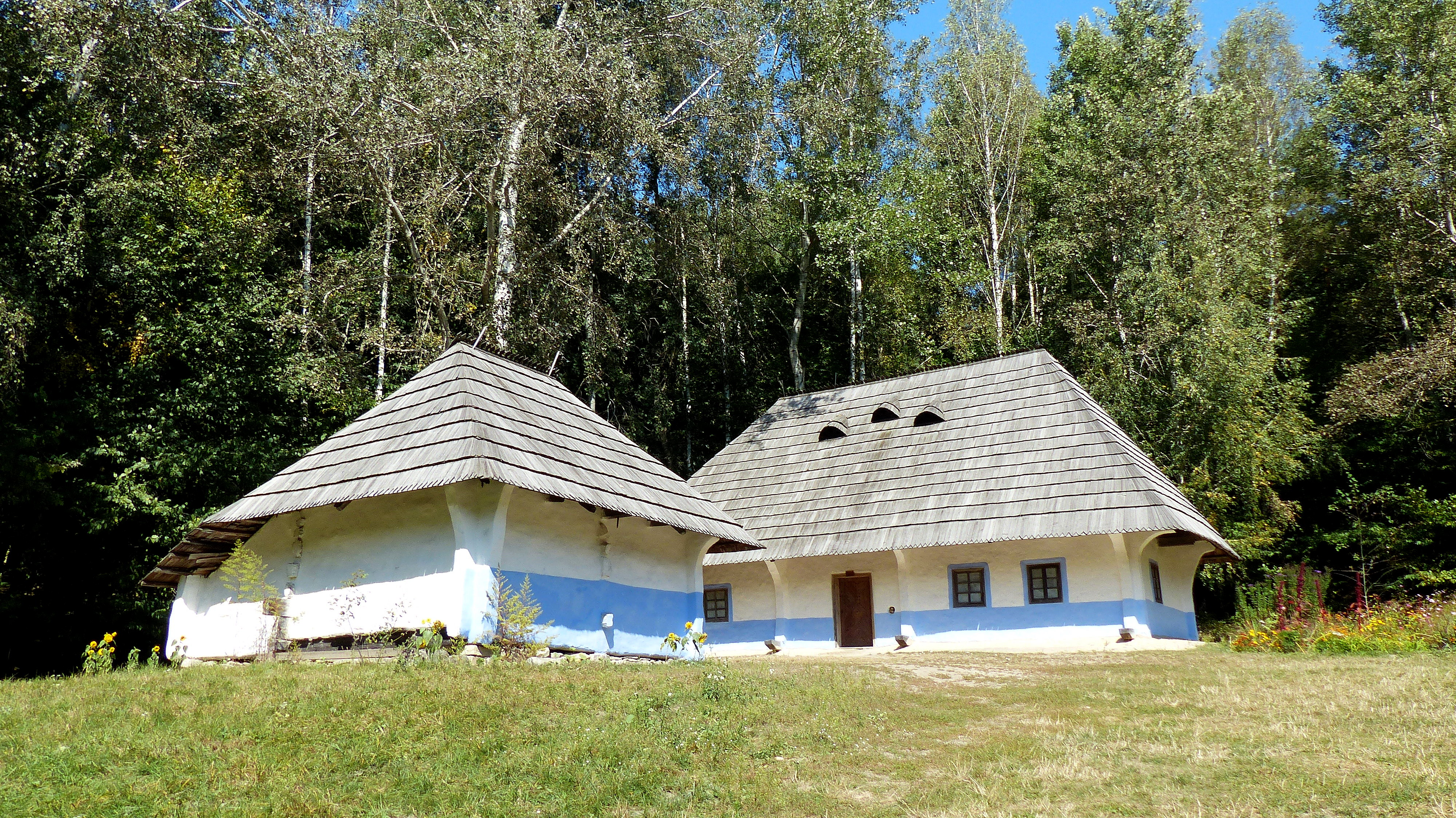
Впадаючий кут. Хата і комора з села Великий Кучурів Сторожинецького району Чернівецької області
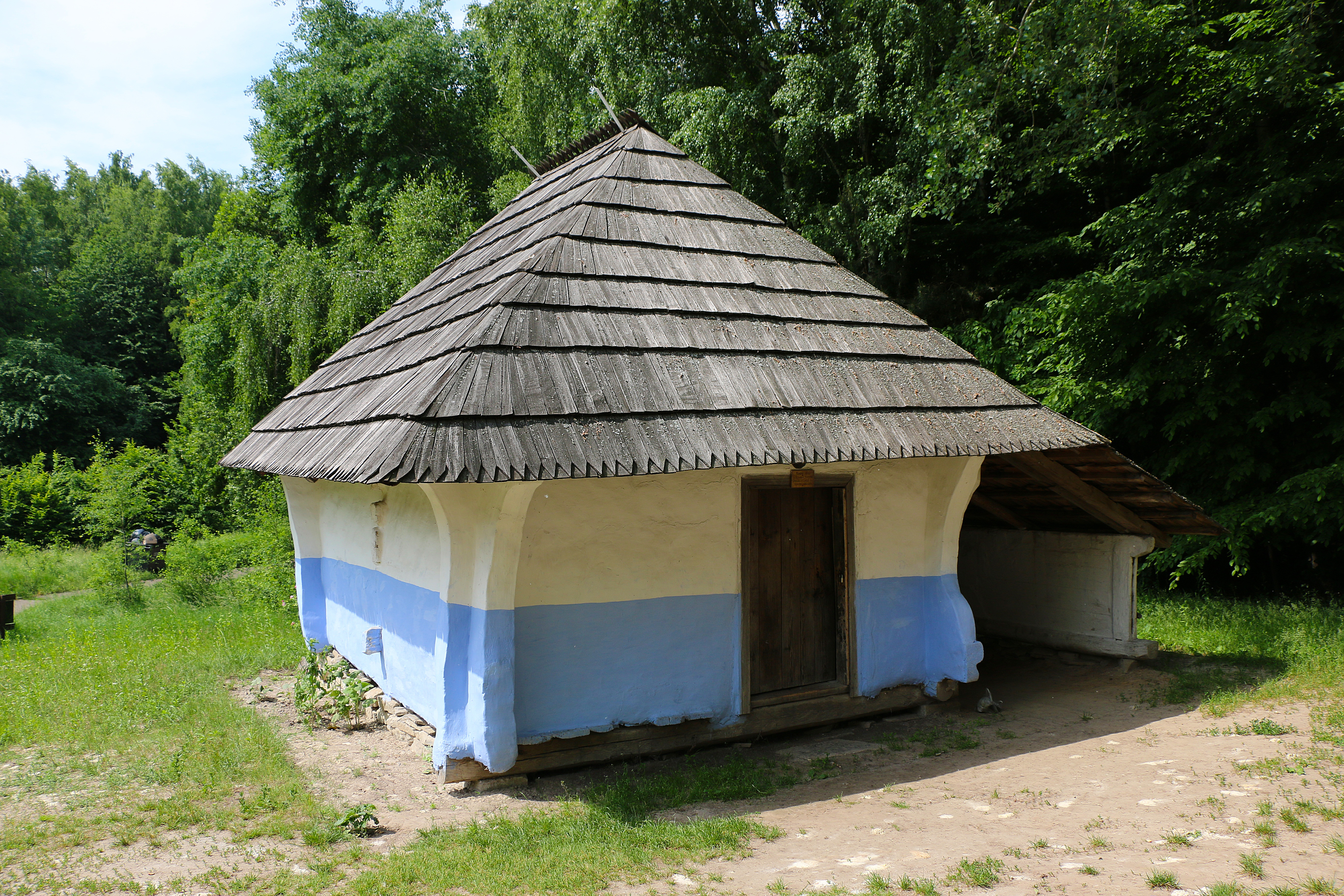
Впадаючий кут і дах "на кониках". Комора зблизька.
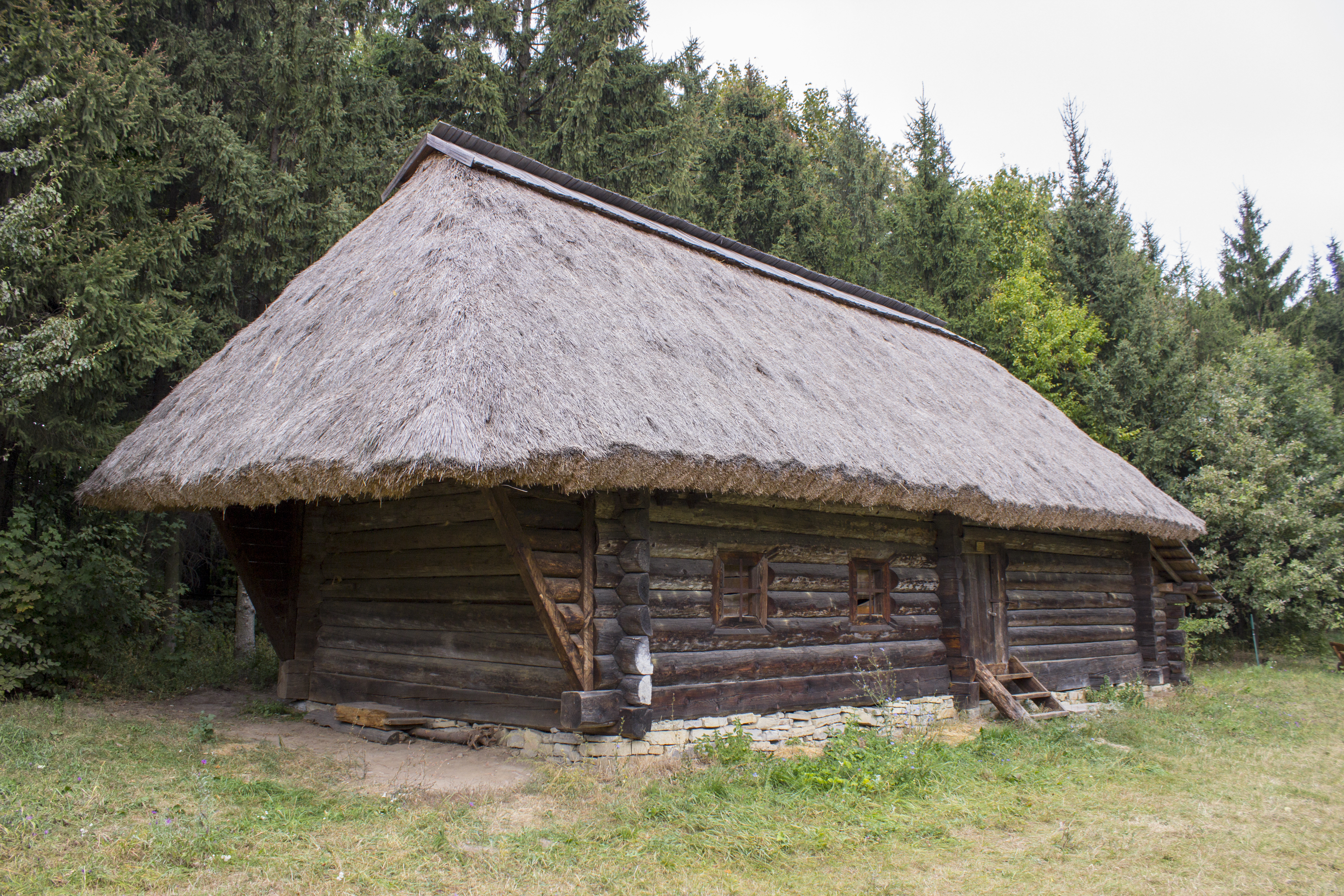
Хата з с. Липовиця Рожнятівського району Івано-Франківської області
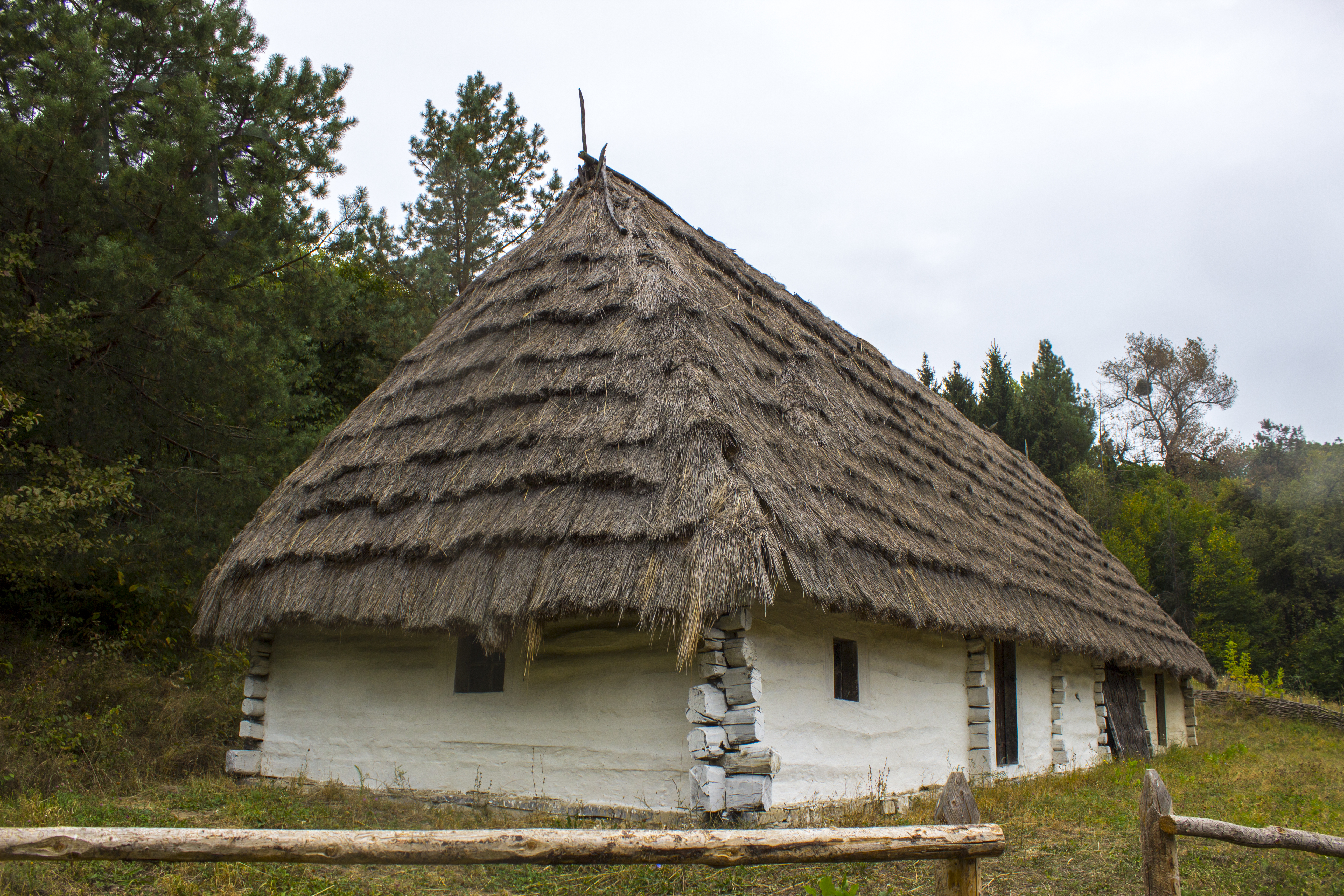
Хата з села Стричава Великоберезнянського району Закарпатської області

У лісових районах зруб чітко показаний і в площині стіни та кутових з'єднаннях — на південь зруб покривається тонким шаром обмазки, в степових районах стіна гладка і не має ніяких членувань, дах солом'яний або черепичний, причому його форма значно відрізняється від форми дахів лісових районів.

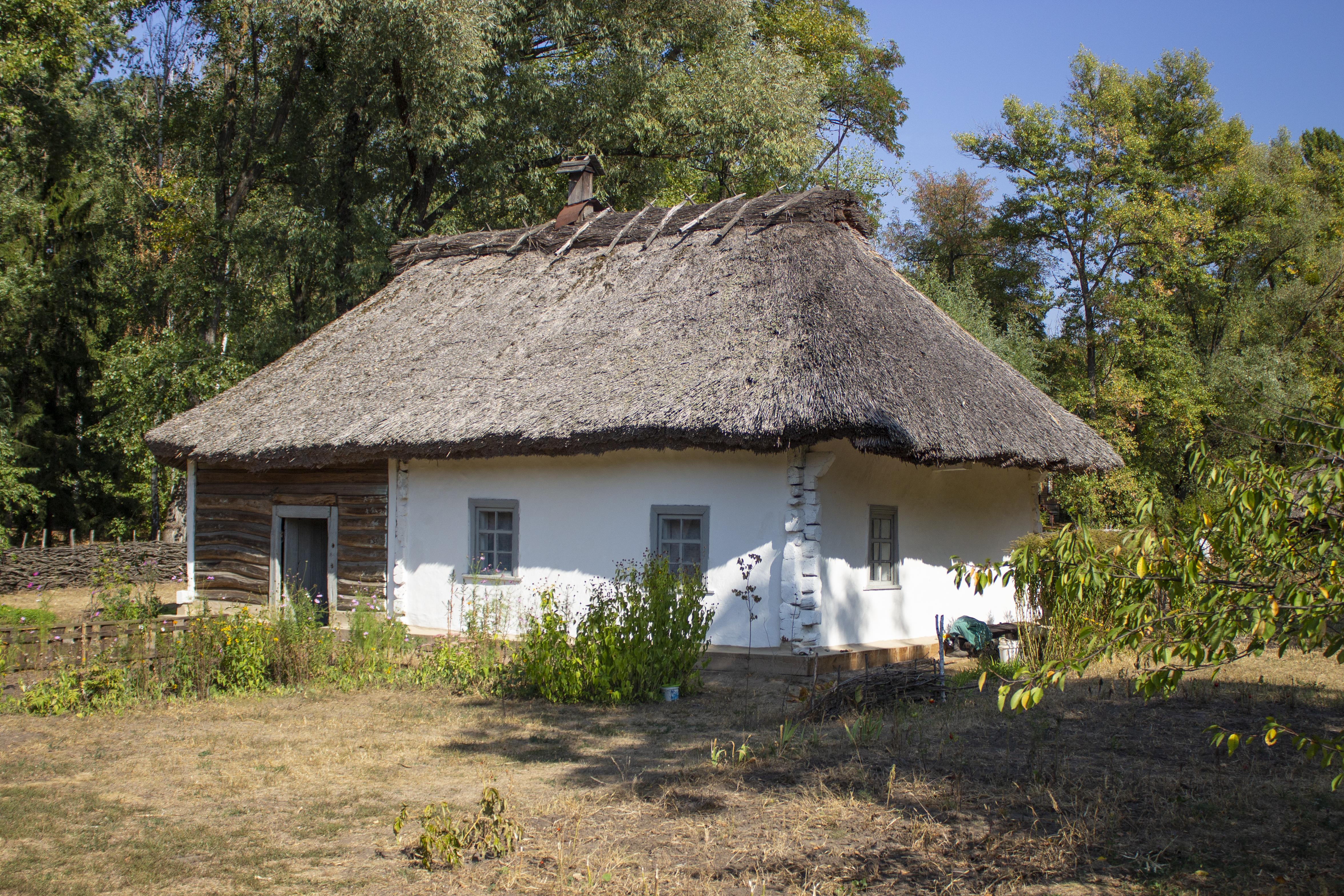
Рублена хата. Зруб чітко видно в кутових з'єднаннях. Стіна житлового приміщення вкрита шаром обмазки

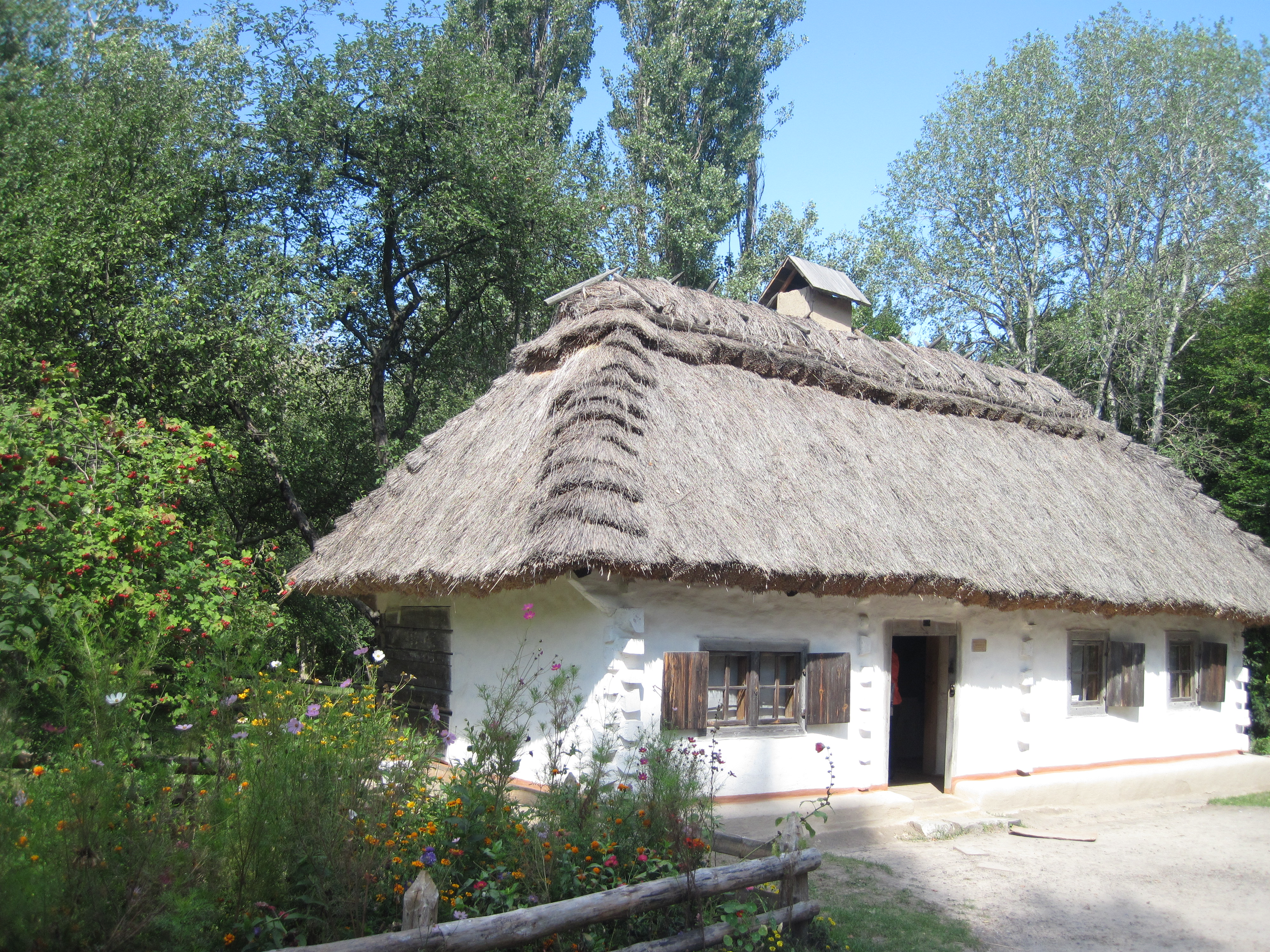
Уступи на кутах даху

На Чернігівщині та Поліссі нерідкі випадки, коли прямокутник плану хати порушується впадаючим кутом, ніби навісом, перекритим загальними схилами даху. Під цим навісом робляться вхідні двері в сіни, або навіс служить для господарських потреб, а двері розташовуються поруч із ним.
Найрозповсюдженіший тип хати в середньому правобережжі, особливо на Подільщині, також характеризується простотою об'ємів, але трактування стін, прорізів і особливо даху відрізняється своєрідними формами. Нерідко використовувані широкі кутові пілястри, архітектурні обрамлення отворів і часто сама форма отвору є наслідуванням кам'яної архітектури. Архітектурне рішення стіни хати втрачає свою безпосередність та мальовничу простоту; це найчастіше спостерігається поблизу містечок та міст Подільщини з їхніми барочними культовими будівлями, палацами та фортечними спорудами. Ці будівлі були розсадниками барокових форм, що проникли у примітивному вигляді в архітектуру містечок, а через них і в архітектуру села. Елементи кам'яної архітектури — пілястри, лиштви, горизонтальні тяги — народний зодчий сприйняв і переробив по-своєму, надавши їм виключно декоративного характеру і форми, що дуже віддалено нагадують копійовані зразки. На Подільщині цьому явищу сприяло застосування для оздоблення стіни гіпсу, що дозволяло виконувати тяги та ліпні прикраси; ближче до Київщини цей прийом трапляється рідше, а на Київщині зникає зовсім.
Поширена на Правобережжі поступкова форма солом'яного даху логічно випливає з властивостей матеріалу, що застосовується. Влаштування уступів на кутах даху обумовлено необхідністю захисту кутових стиків від протікання (для чого застосовуються спеціальні солом'яні сніпки). З тих самих міркувань часто розвивається і гребінь даху. Поряд з цим таке улаштування даху є і своєрідним архітектурно-естетичним прийомом. На Київщині та Подільщині уступами оброблені тільки кути даху, але далі на захід уступами вирішується весь схил даху. У карпатських областях України цей прийом зустрічається частіше, ніж в інших місцях. Тут весь дах розчленований сильними горизонтальними уступами, що надають йому оригінальної форми, яка нагадує горизонтальні членування главок церков Галичини.

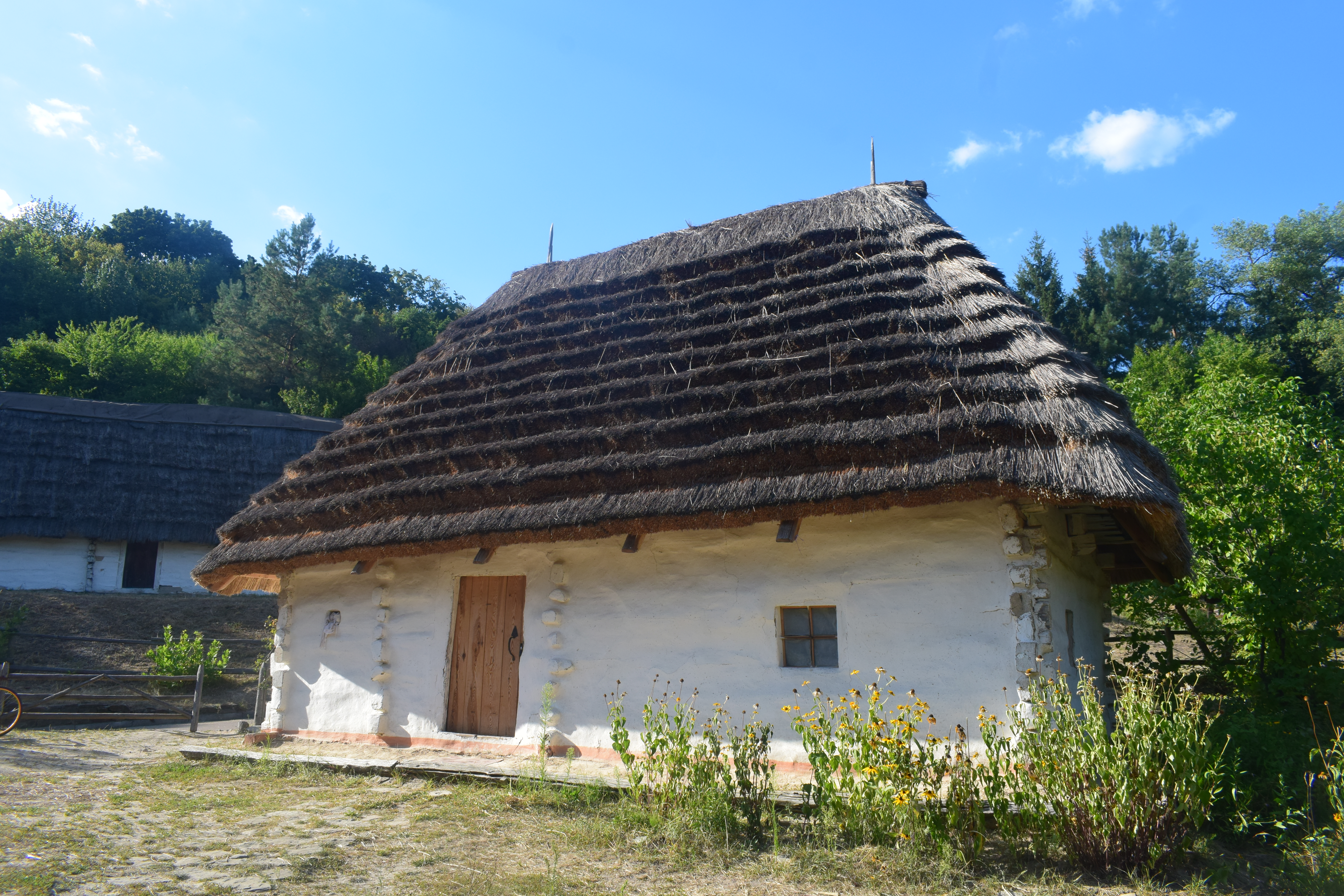
Поступкова форма солом'яного даху. с. Медведівці Мукачівського району Закарпатської області
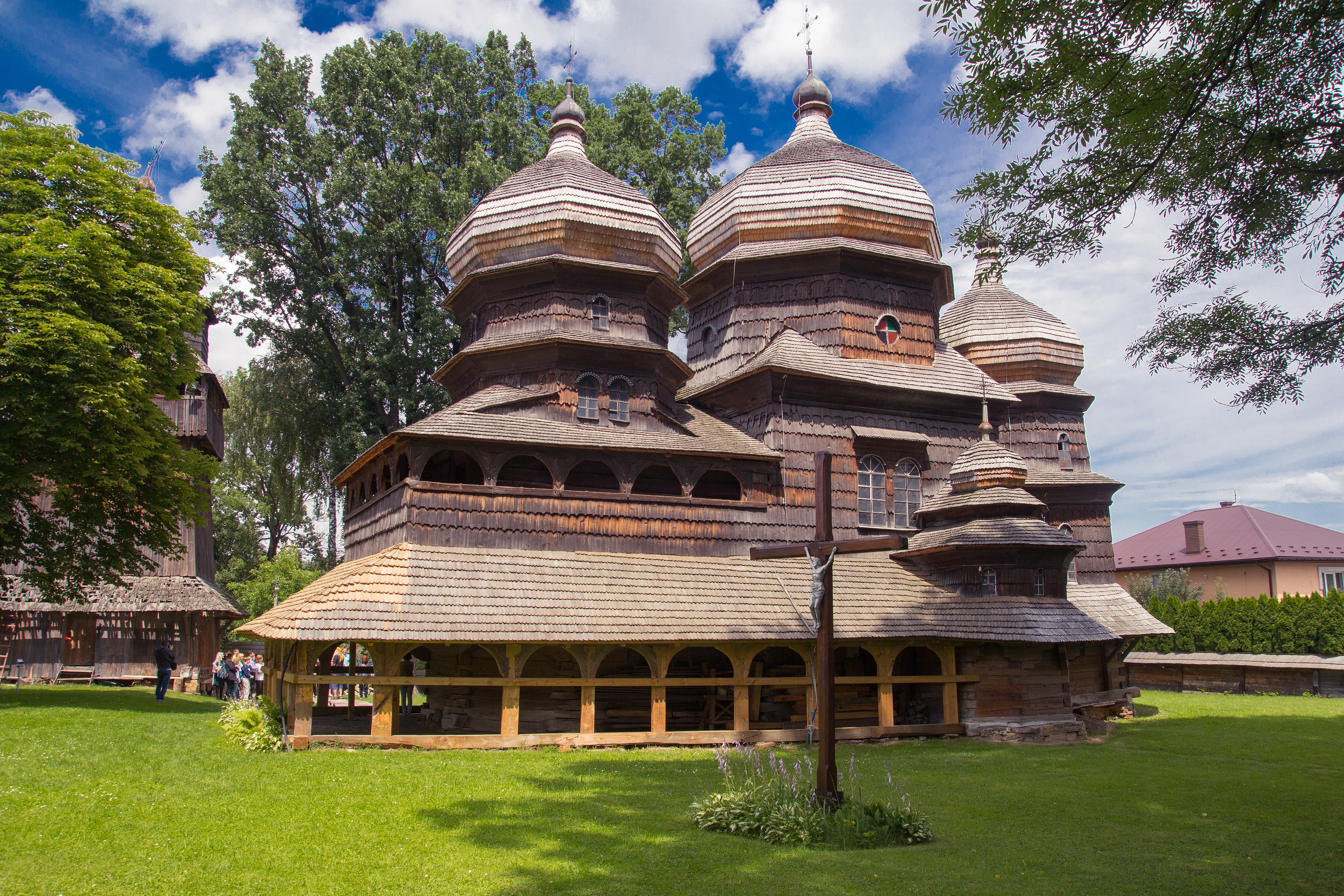
Горизонтальні членування главок церков Галичини. (Церква Святого Юрія, м. Дрогобич, Львівської області)
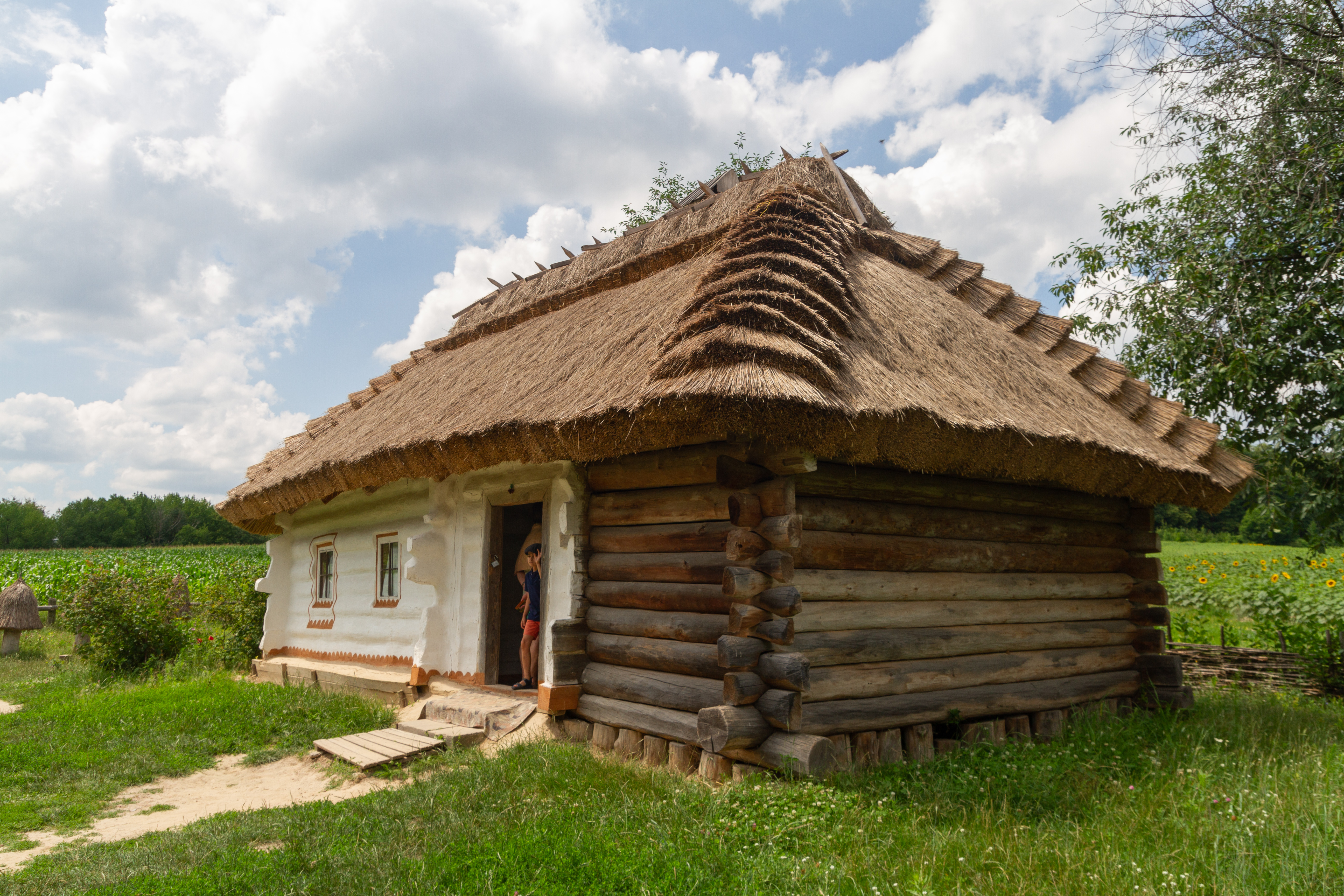
Хата в Національному музеї народної архітектури та побуту України. Уступами оброблені тільки кути даху. Зруб чітко показаний в площині стіни та кутових з'єднаннях
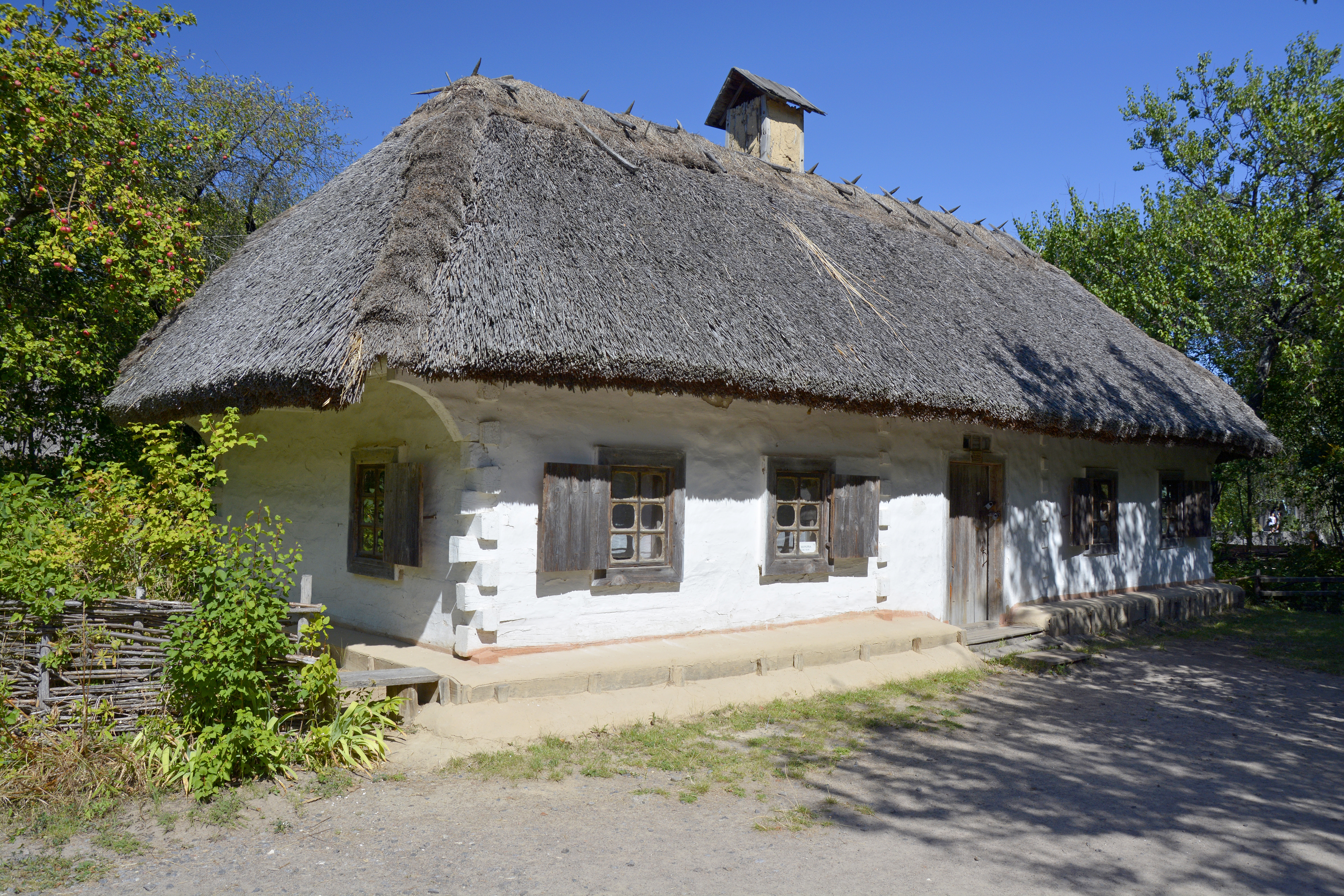
Хата з с. Яснозіря Черкаського р-ну, Черкаської обл. Уступами оброблені тільки кути даху. Зруб чітко показаний в площині стіни та кутових з'єднаннях

Великий звіс даху, що влаштовується зазвичай на бічному фасаді (дармовис), лежить на консолях. У рубаній будівлі звис вирішується просто: на торці будівлі верхні вінці зрубу укладаються з великим залишком, який обробляється скосом; у каркасних та глинобитних хатах такий винос здійснюється випуском кінців верхньої обв'язки. При такому рішенні торця порушується симетрія в положенні даху відносно несучого низу, і будівля набуває динамічності.

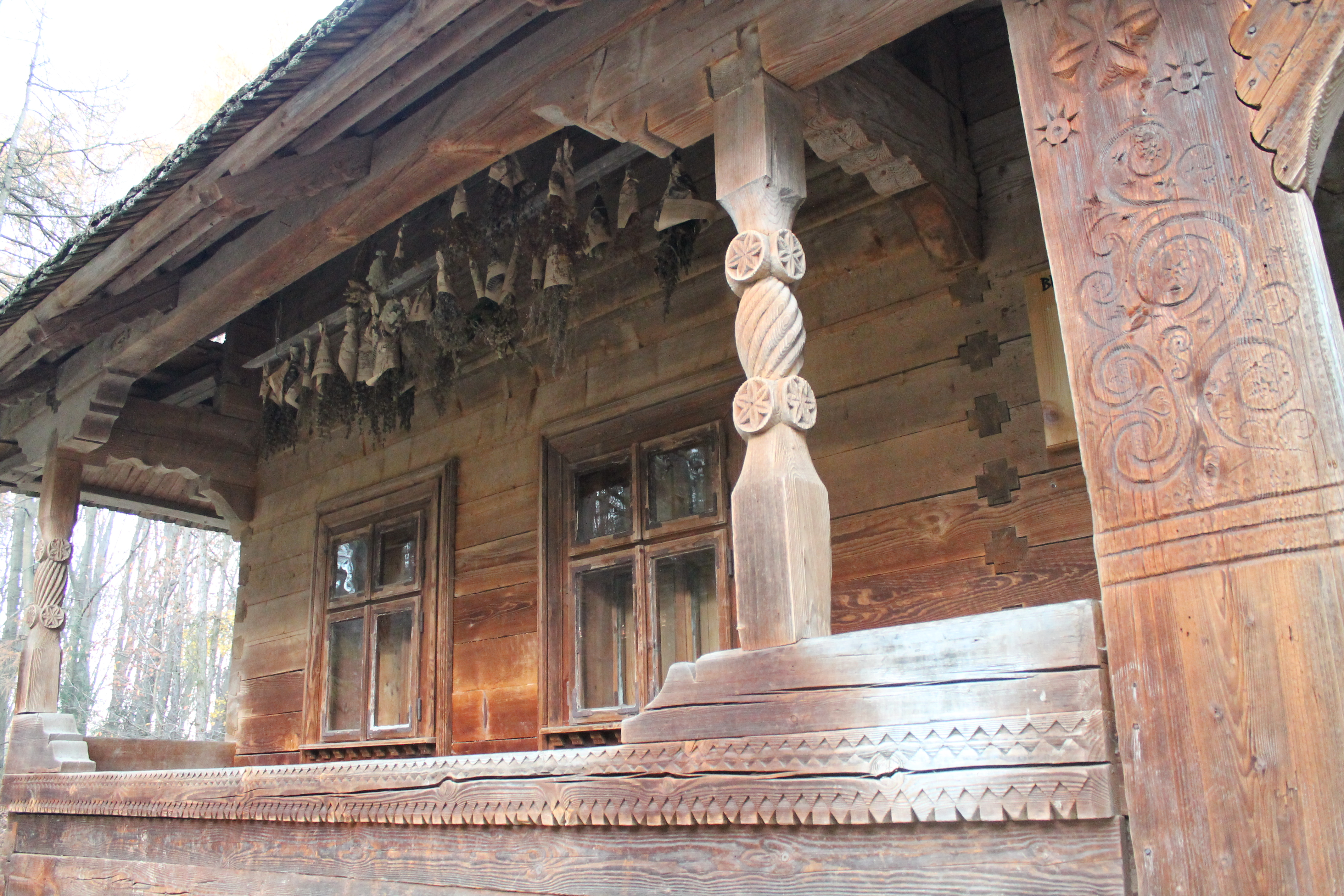
Хата з с. Орявчик Сколівського р-ну Львівської обл.

Кронштейни, що підтримують звис даху, у багатьох місцях прикрашаються різьбленням. Різьблена обробка кронштейнів з безліччю різноманітних мотивів набула найбільшого поширення на Полтавщині та Харківщині, де стала архітектурною традицією. В інших місцях консоль проста й обробляється простим скосом, або кінці виступаючої верхньої обв'язки підтримуються короткими і тонкими дерев'яними підкосами, що упираються в кут стіни.
Найбільший інтерес в архітектурному плані становить тип хати, поширений на Лівобережжі, в основному на Полтавщині та Харківщині. Загальний вигляд цього типу незрівнянно багатший, ніж в інших місцях: солом'яна або очеретяна покрівля має спокійний, м'який обрис, і кутові уступи на даху відсутні. Звис даху на передньому фасаді підтримується колонами; з боків теж робляться звиси, що підтримуються консольними виступами. Обмазкою покриваються зазвичай лише стіни житлових приміщень, а в холодних підсобних приміщеннях залишаються в дереві. На відміну від Правобережжя, де поверхня непокритої глиною стіни виконується грубо, без чистої обробки, тут стіни зроблені з щільно пригнаних один до одного і чисто оброблених пластин або брусів. Таку поверхню стіни не білять, але миють теплою водою з милом, і вона завжди має чистий та приємний вигляд.

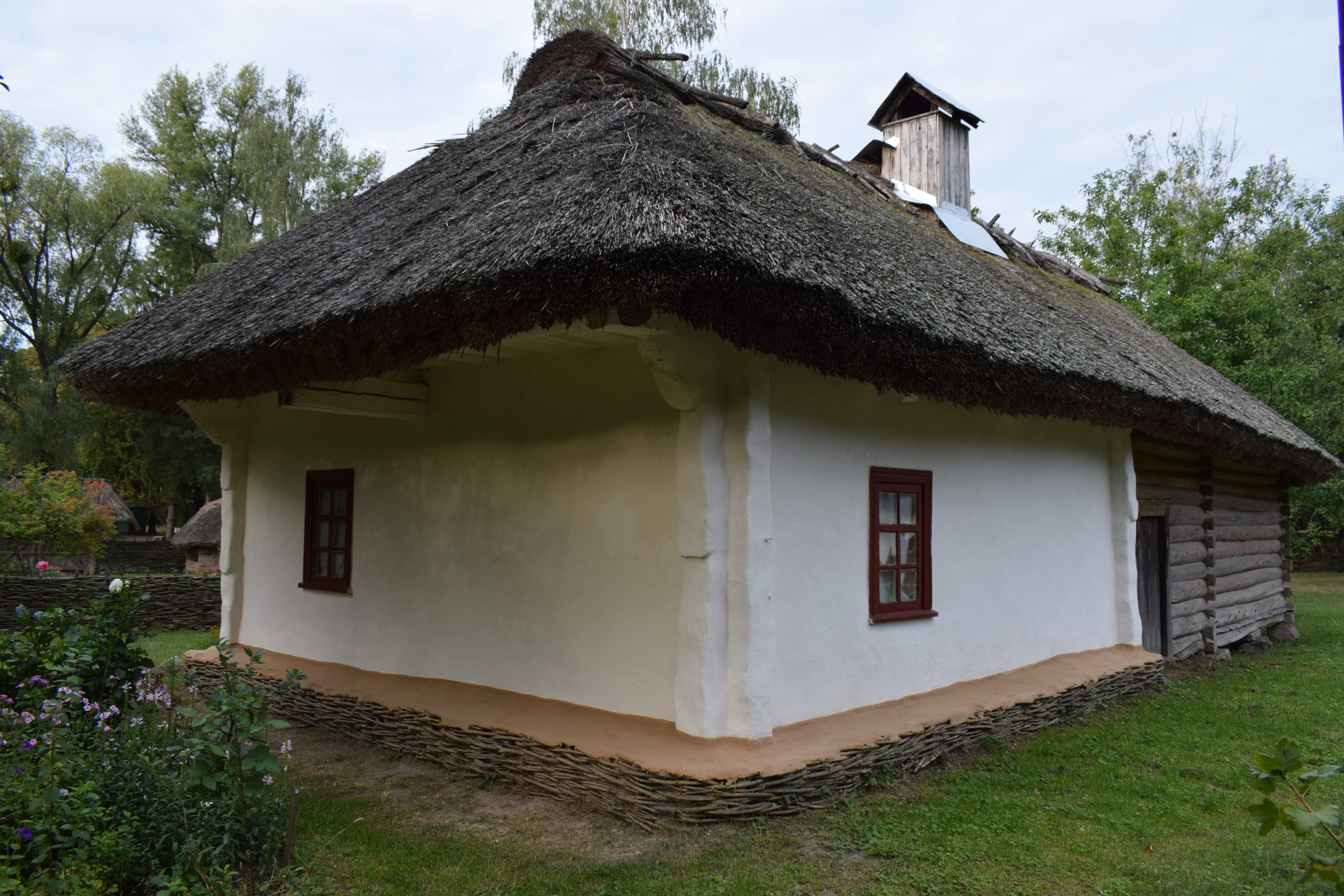
Великий звіс даху на бічному фасаді (на кронштейнах). Хата із с.В'юнище Переяслав-Хмельницького району Київської області, Переяслав-Хмельницький
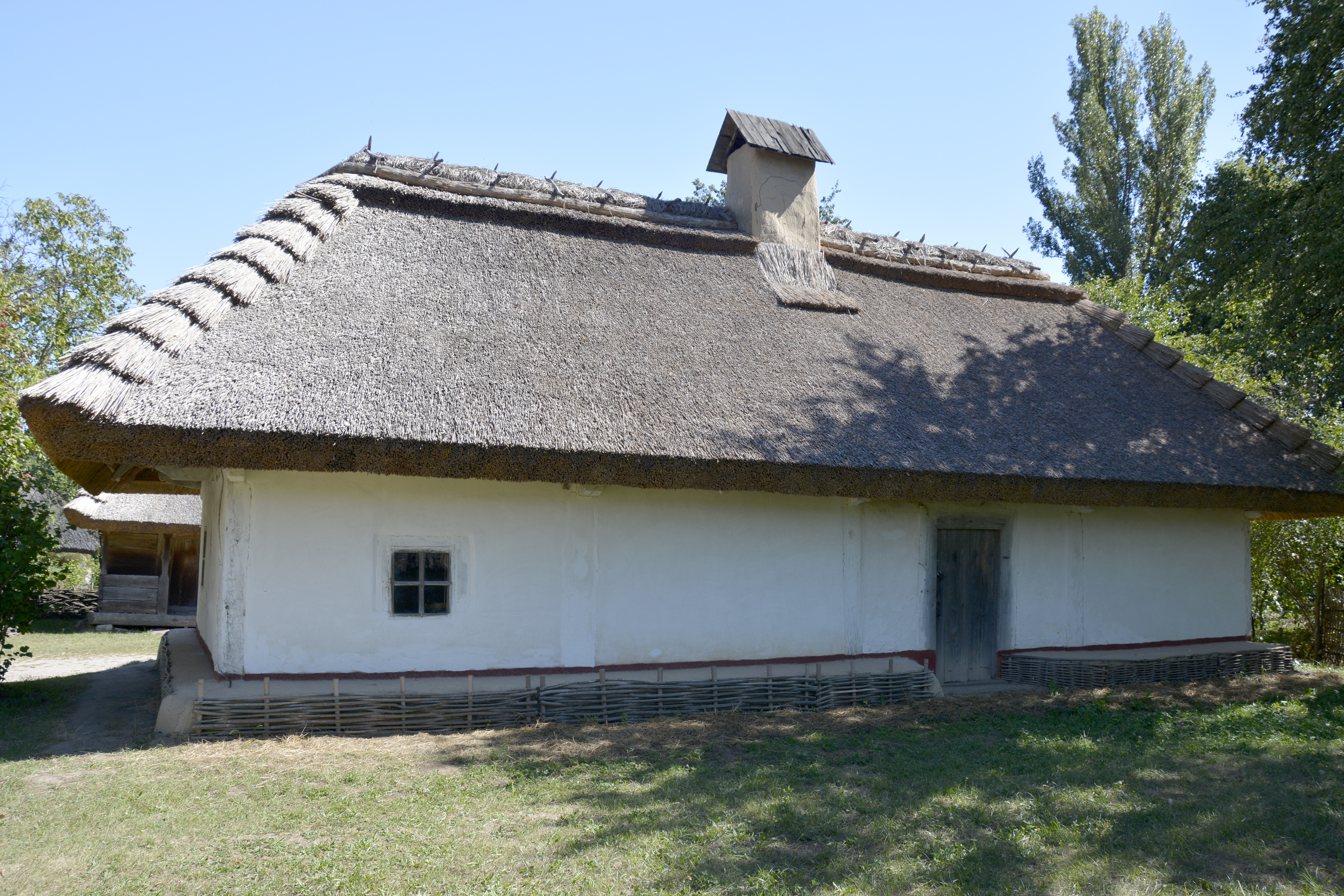
Великий звіс даху на бічному фасаді. Хата з с. Шевченкове Звенигородського району Черкаської області
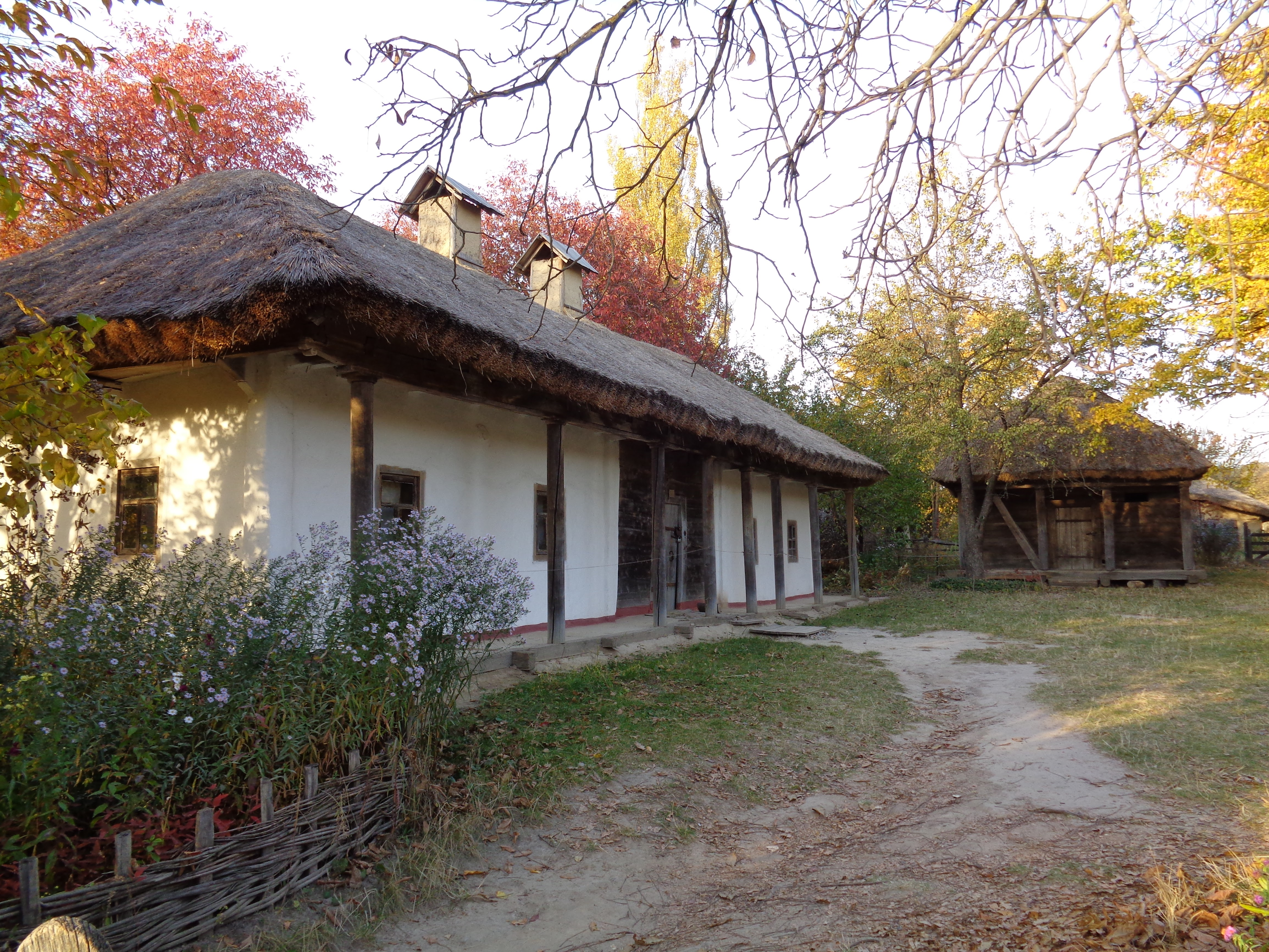
Хата з піддашшям. Хата з с.Лелюхівка Новосанжарського району Полтавської області
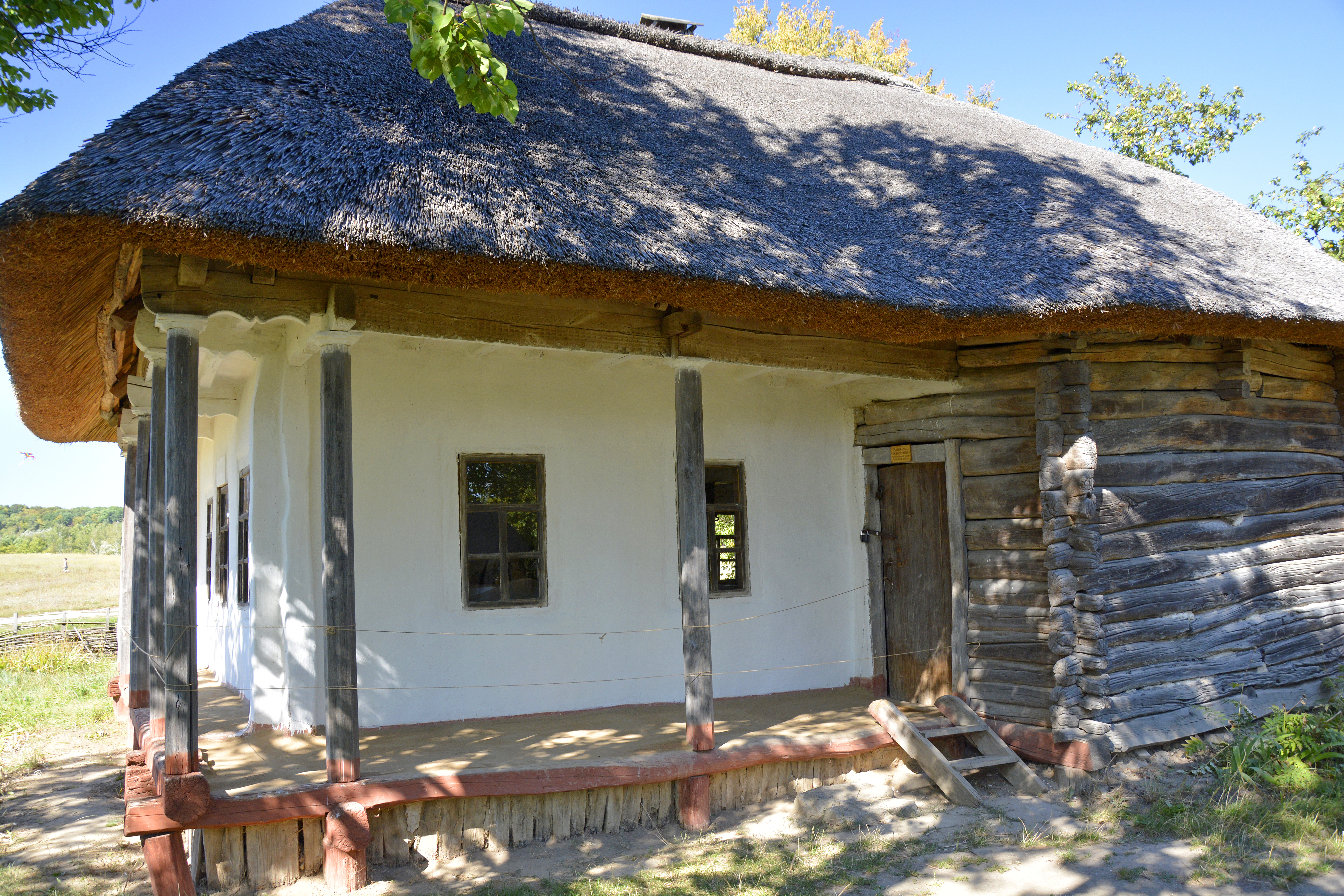
Звис даху підтримується колонами. Хата з с. Новоохтирка Новоайдарського району Луганської області
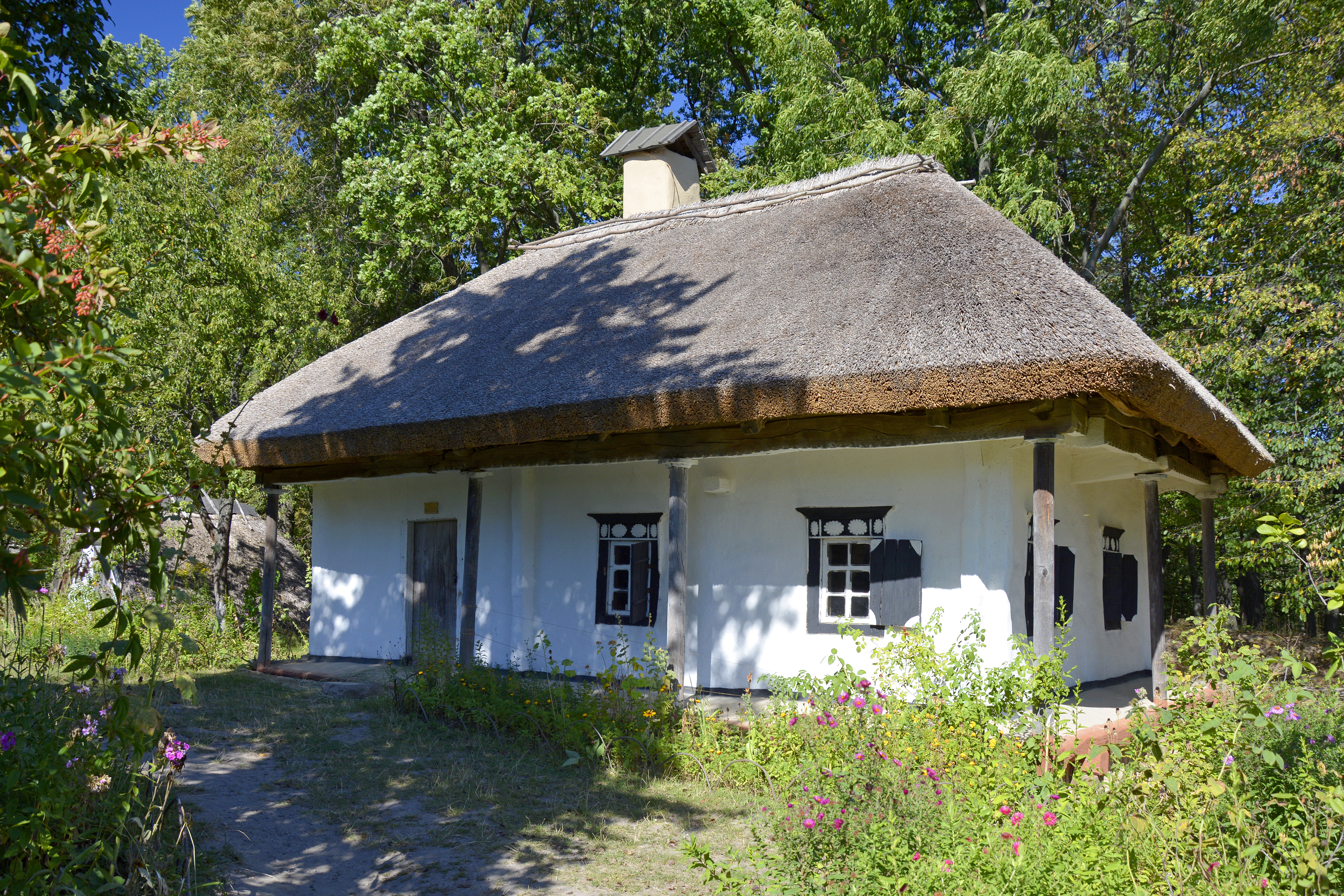
Хата з с. Червонопопівка Кремінського району Луганської області
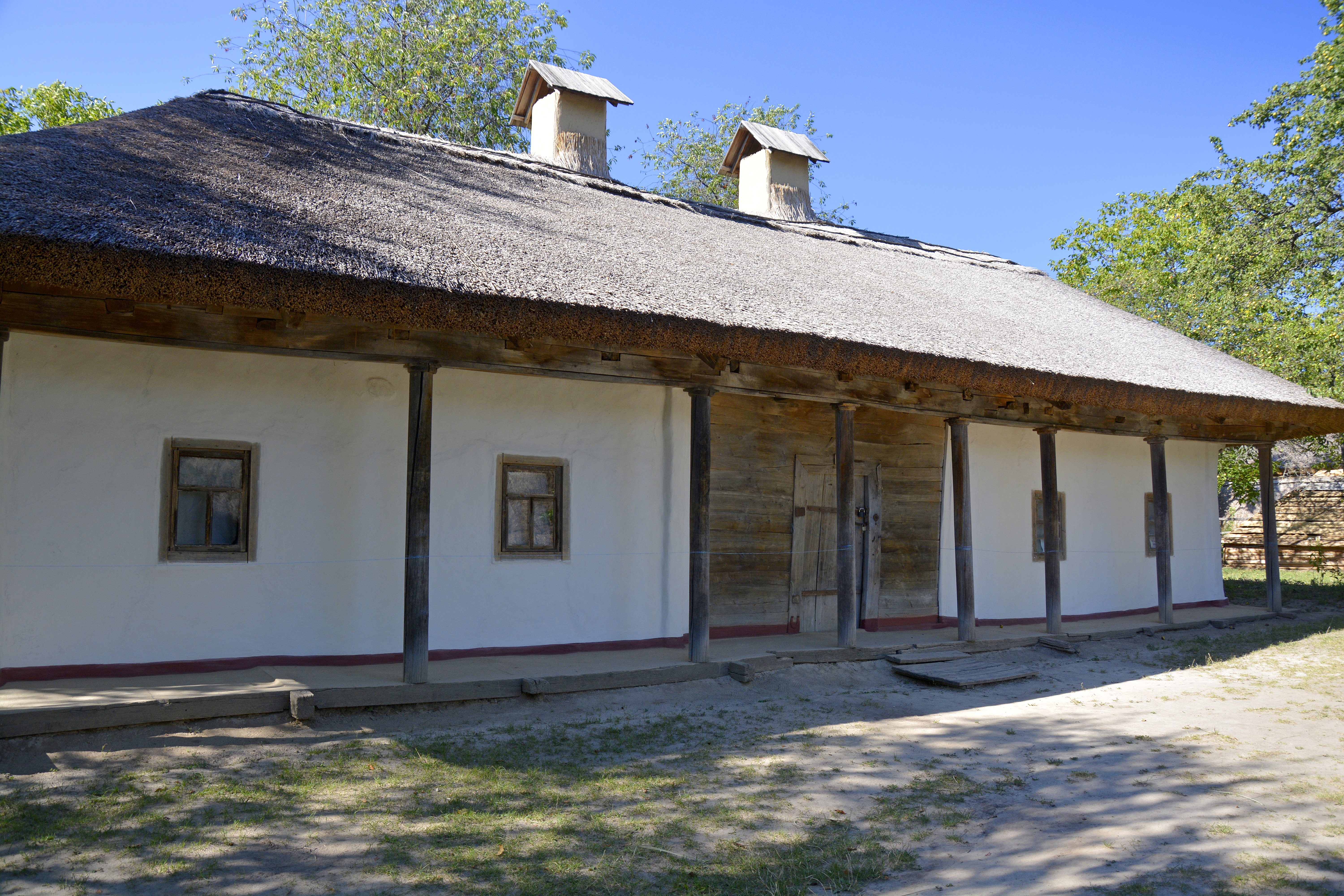
Хата з с. Лелюхівка Новосанжарського району Полтавської області
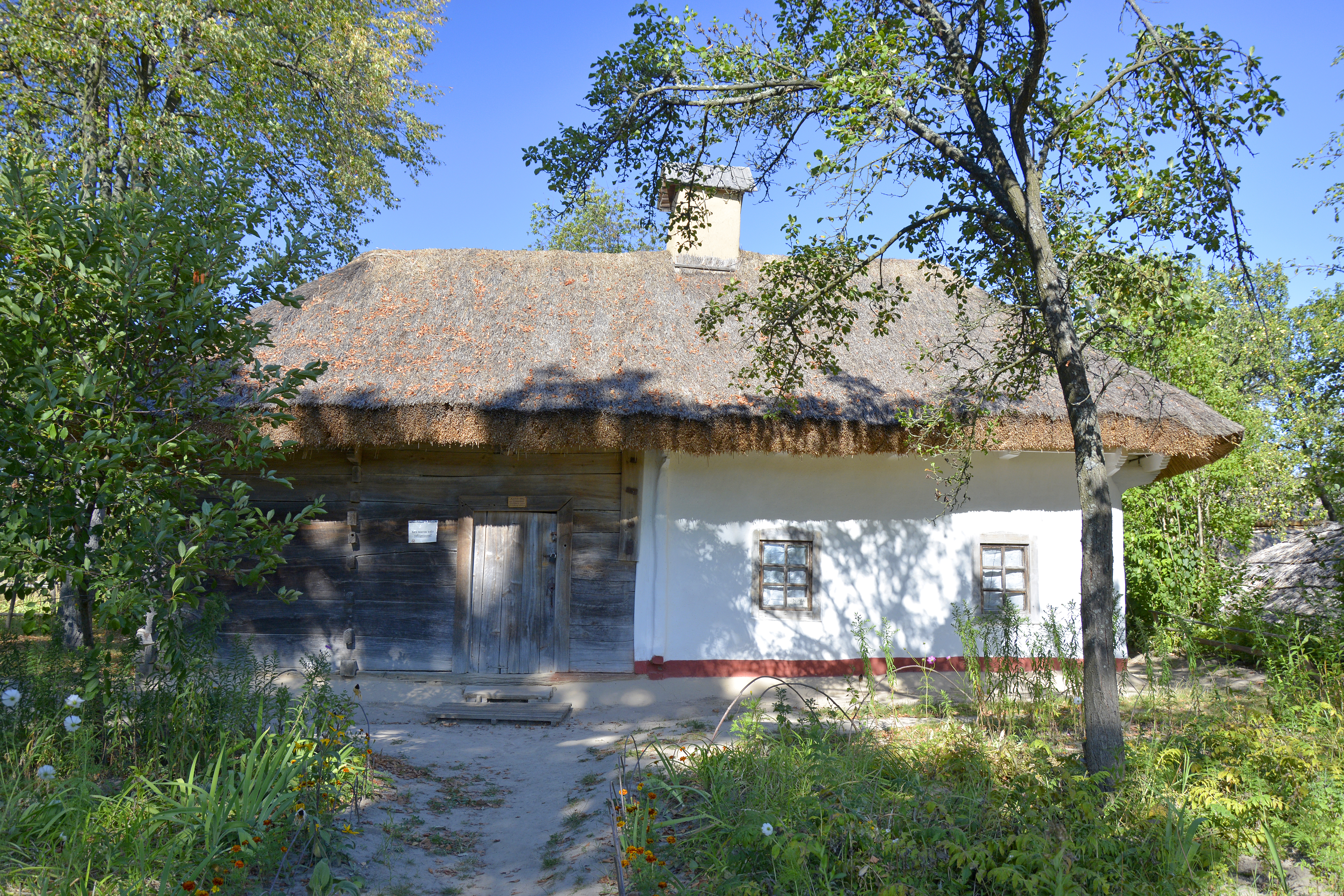
Хата з смт Шишаки Шишацького району Полтавської області

У хатах на два житлові приміщення з холодними сінями між ними, зовнішня стіна сіней не покривається обмазкою, а на фасаді будівлі між двома світлими побіленими площинами виділяється обрамлення дверей природним тоном дерева. У тих випадках, коли вся стіна фасаду покрита обмазкою, стіна сіней виділяється іншим кольором забарвлення — жовтим, коричневим, червоним або блакитним. Таке виділення поля навколо вхідних дверей фактурою матеріалу або кольором можна пояснити як впливом традицій рубаної будівлі, так і суто композиційними міркуваннями — прагненням на порівняно довгому та одноманітному полі стіни акцентувати вхід.

Поєднання форми даху з колонадою навісу і кронштейнами бічних фасадів, а також світлого поля стіни з яскравими тонами забарвлення лиштви і віконниць створюють виняткову мальовничість і закінченість цього типу хати і висувають її до лав кращих архітектурних зразків народного житла України. У деяких районах Харківщини та Полтавщини цей тип хати доповнюється розташованою по задньому фасаду хати вузькою та довгою прибудовою («припусниця»), що відповідає навісу на стовпчиках головного фасаду та призначається для худоби. Ця прибудова перекривається одним схилом та врівноважує виступ даху на головному фасаді.

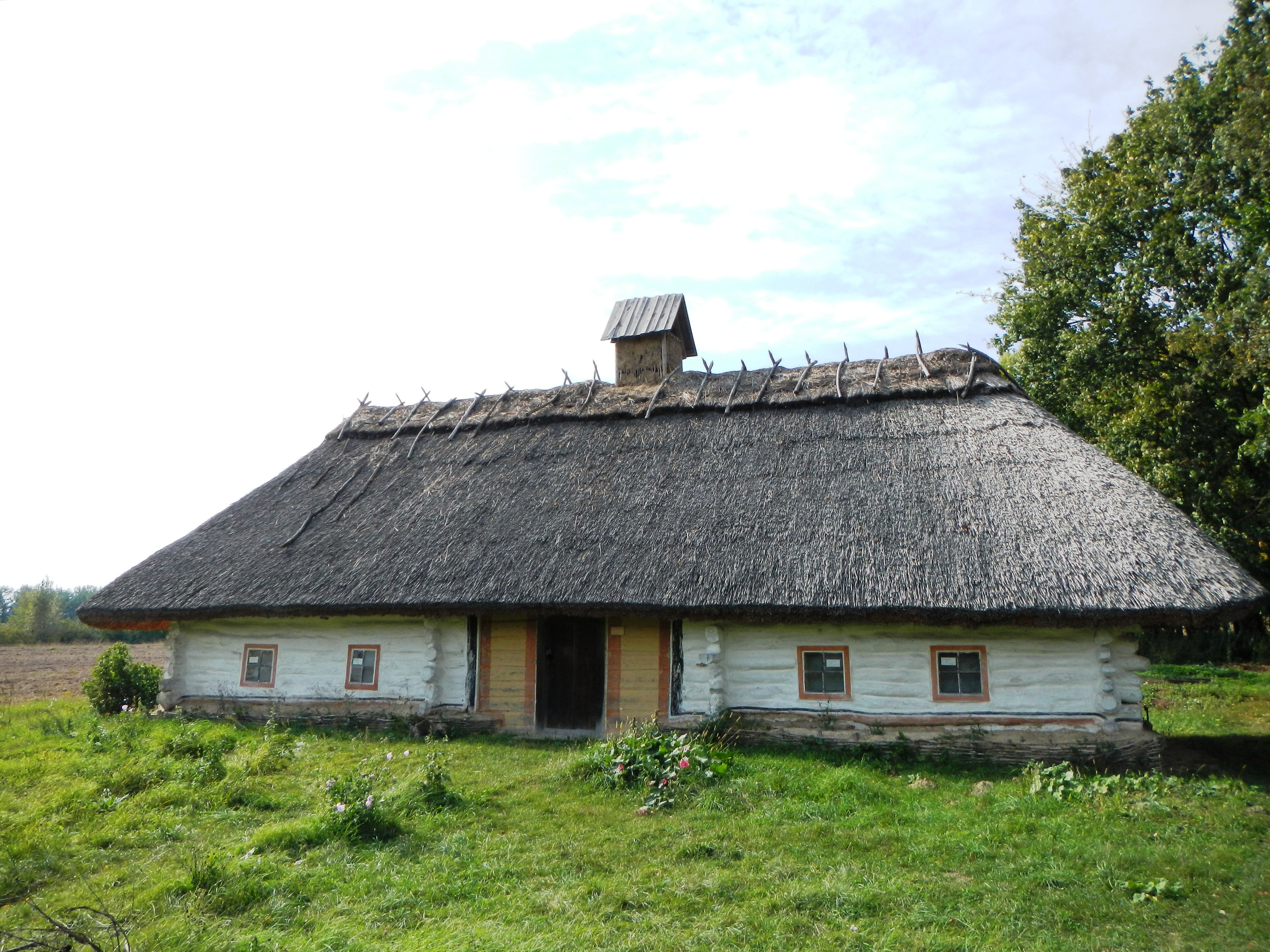
Стіна сіней виділяється іншим кольором забарвлення.
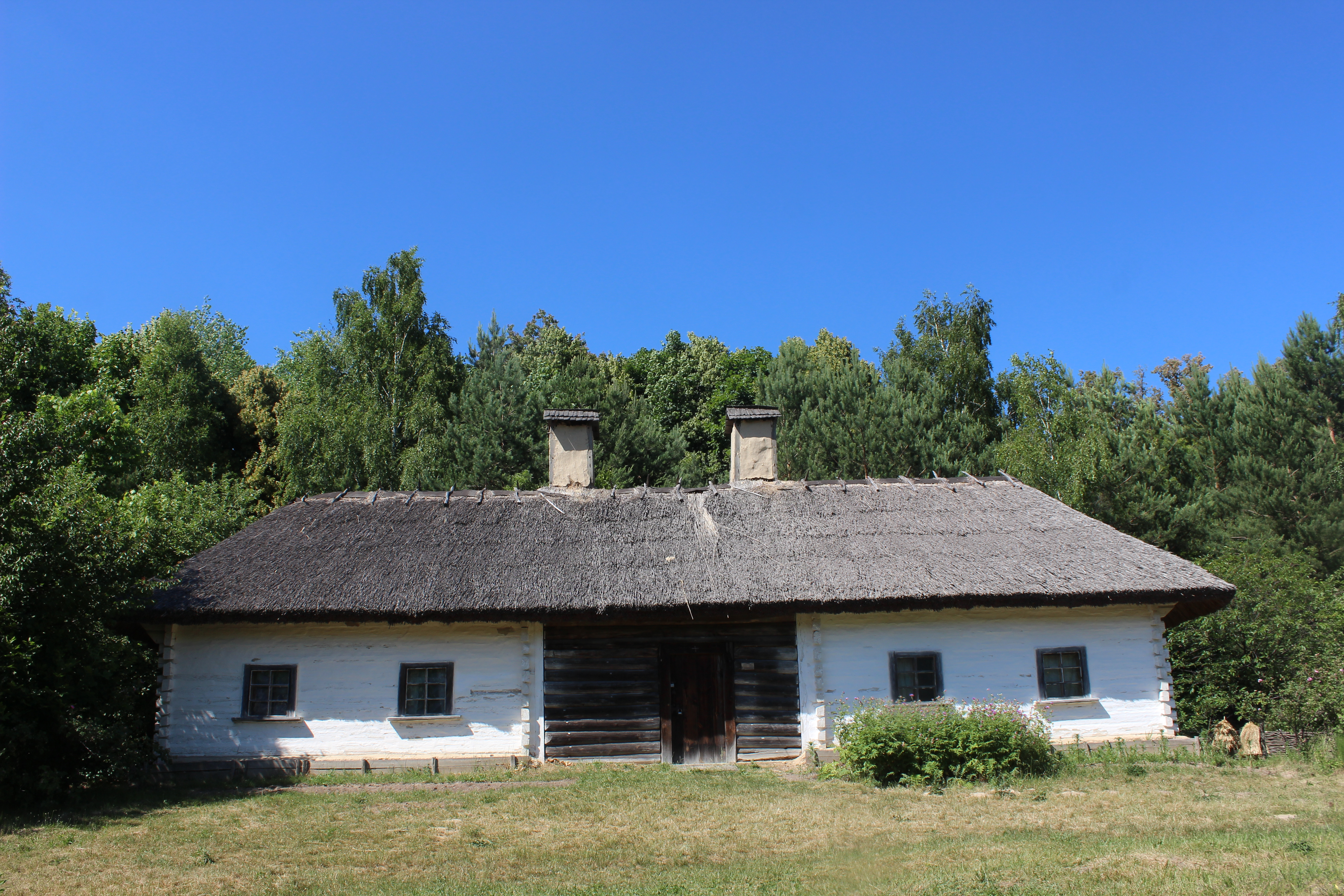
Хата в с. Мала Каратуль, Київської обл.. Стіни холодних підсобних приміщень залишаються в дереві
Національний заповідник «Батьківщина Тараса Шевченка», хата в с. Моринці, в якій народився Т. Шевченко. Великий звис даху на бічному фасаді.
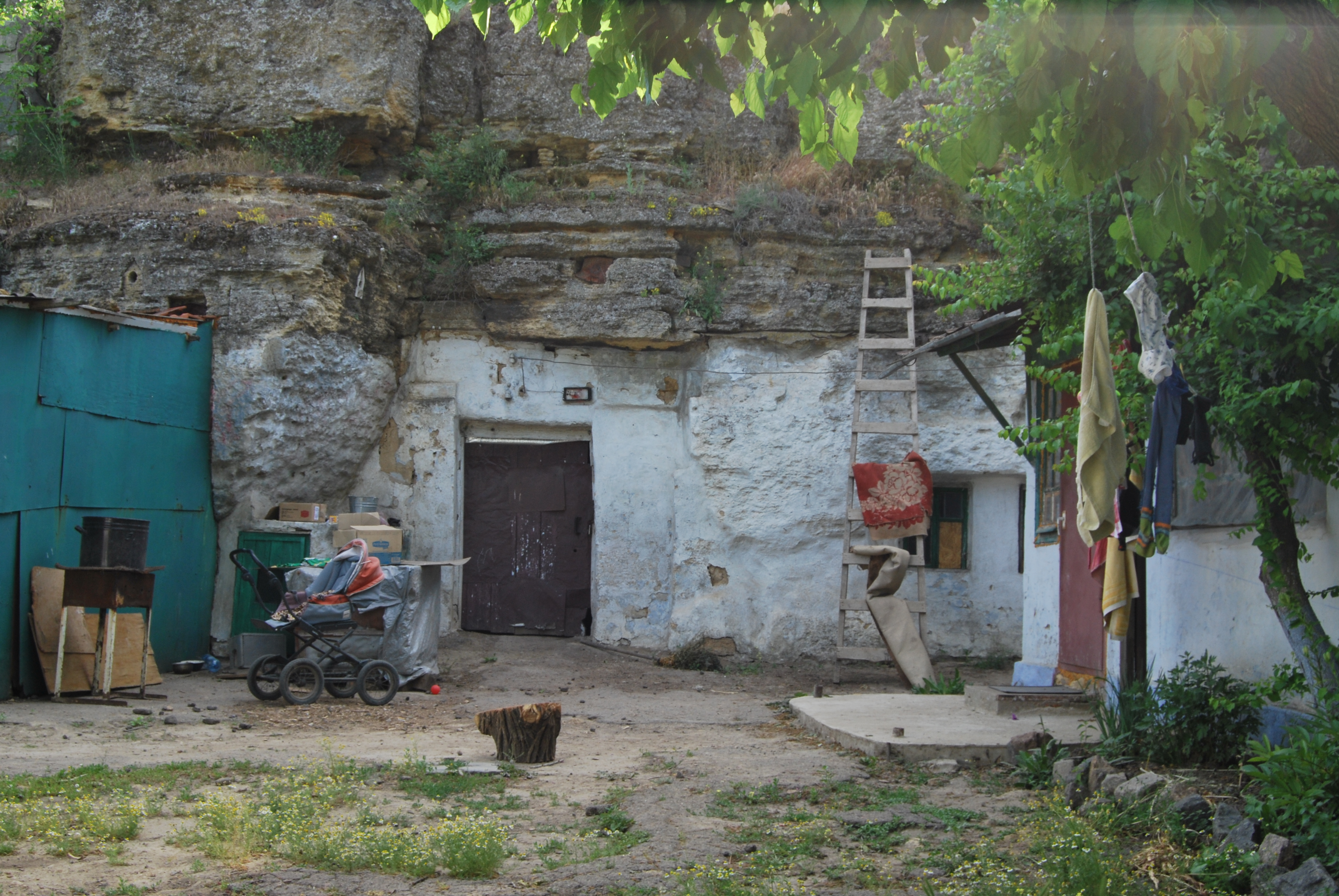
Печерній будинок. м. Одеса, Пересипський район

Тип хати з дерев'яними колонами та прибудовами для худоби характерний не лише для Полтавщини та Харківщини. Цей же тип, але в іншому архітектурному вираженні, зумовлений застосуванням інших будівельних матеріалів, характерний і для інших областей України, зокрема Гуцульщини. Тут житлові приміщення оточені з двох або трьох боків приміщеннями для дрібної худоби, а передній фасад прихований великим звісом даху. Прибудови біля житлової будівлі утеплюють приміщення і взимку створюють зручний зв'язок із приміщеннями для худоби або, точніше, з усім двором, оскільки навіси проходять над усією огорожею двору. На Полтавщині такий тип хати розвинений у південній частині. Очевидно, прообразом його був древній тип, який здавна панував на Галичині і був занесений на Лівобережжя.

Крім розглянутих найбільш яскраво виражених типів хат, в Україні, особливо у її південній частині, зустрічаються типи житла, які за своїм зовнішнім виглядом відрізняються від звичайного типу української хати. Тут дався взнаки вплив і складного етнічного складу населення, і особливо наявність інших будівельних матеріалів. Зокрема, цікаво відзначити, що в районі Одеси є житла, висічені в урвищах; однак ці житла пов'язані лише з місцевими умовами невеликої території, які не є типовими і не мають масового поширення.

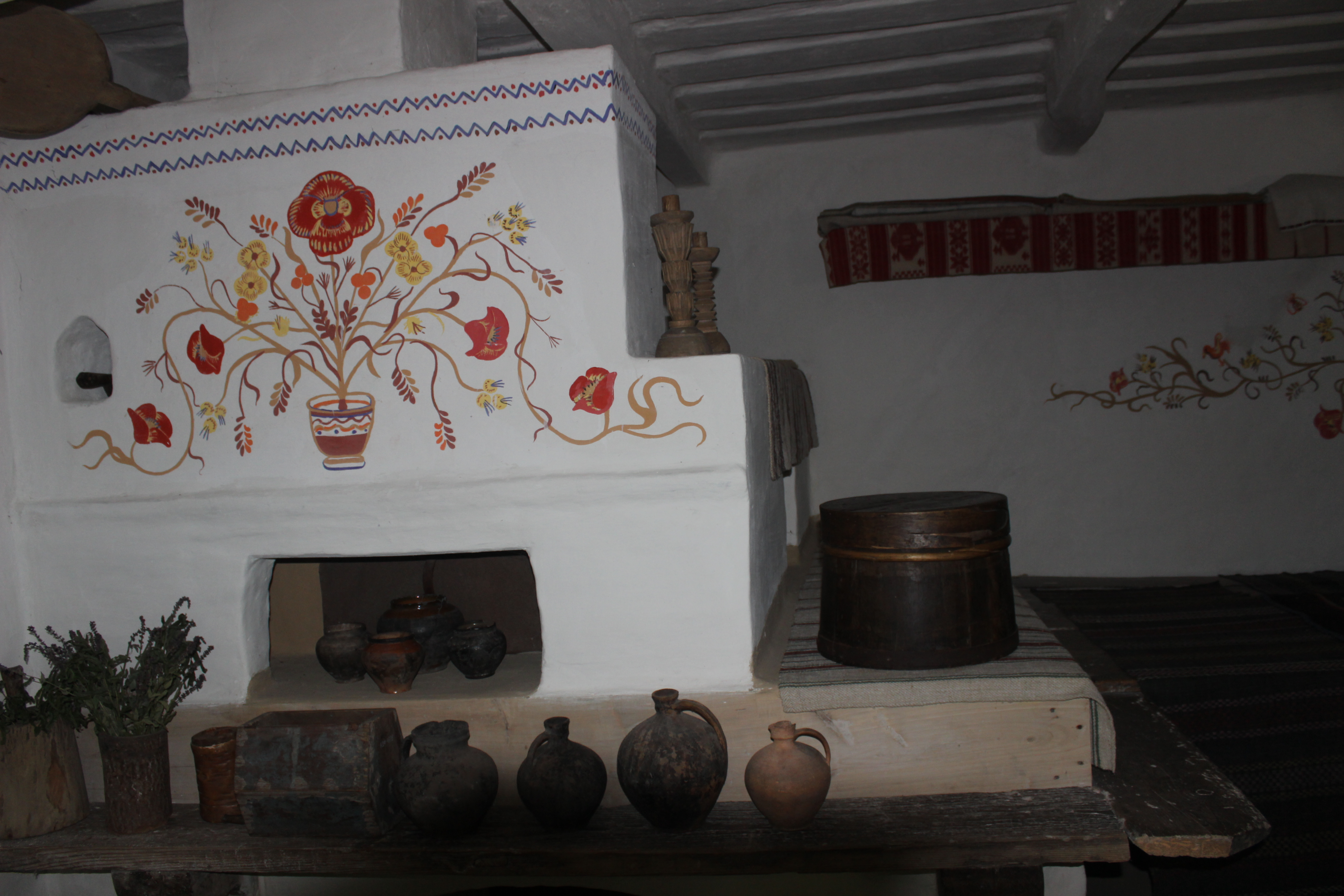
Хата із с. Помоклі Переяслав-Хмельницького району Київської області

Зовнішнє архітектурне вираження народного житла відрізняється різноманіттям, помітно відрізняє один тип хати від іншого. У той же час внутрішня організація житла різних типів значно одноманітніша, оскільки рішення плану житла меншою мірою залежить від матеріалів і конструктивних прийомів.
У збережених найстаріших хатах України, що належать до початку XIX століття, досить ясно представлена стара традиція внутрішнього планування однокімнатного житла. Обмежені економічні можливості селянського господарства минулого змушували при будівництві житла керуватись прагненням об'єднати в одному невеликому приміщенні всі господарські та побутові процеси.

Багатовіковий досвід виробив певний тип житла, встановив перевірені в побуті правила розташування входу, печі, столу, вікон. Ці правила максимально забезпечували найкраще використання площі приміщення в обмежених умовах. Однак ці умови самі собою були настільки несприятливими, що в результаті житло все-таки було тісним і потребувало постійної величезної витрати праці господині для підтримання його в чистоті.
|                                                                               | «Українці живуть в охайних, завше підтримуваних у чистоті хатах, які начебто усміхаються до тебе. Господині не задовольняються тим, що кожної суботи миють їх, як це роблять голландці, але ще й раз на два тижні білять житло. Від того хати на Україні виглядають вельми чепурними, немовби свіжовибілене полотно». |
| — писав у 1838 році німецький географ Йоган Георг Коля, перебуваючи в Україні | |

Найпростіший тип хати має два приміщення: холодні, порівняно великі сіни та тепле житлове приміщення. Порівняно великі розміри сіней викликані тим, що вони є не лише переходом до теплого приміщення, але й одночасно слугують господарським приміщенням для зберігання інвентарю та продуктів.

Вхідні двері з сіней у житлове приміщення розташовані на відстані приблизно 1 м від зовнішньої стінки. Відразу при вході в приміщення поставлена велика «вариста» піч, яка займає значну площу житлового приміщення. Конструкція печі чудова використанням її площин та виступів для господарських потреб. Нижня частина печі використовується для зберігання денного запасу дров, вище ж влаштована полиця, на якій розташований найбільш громіздкий посуд. На передньому фасаді печі зроблені полиці та западини для зберігання на них предметів та продуктів, що псуються від вогкості. Весь простір над склепінням печі використовується для просушування зерна, а взимку також як спальне місце для дітей та людей похилого віку. При печі часто прибудовується лежанка. Відразу при вході в приміщення, з протилежного від печі боку, біля зовнішньої стіни розташоване кухонне приладдя; між дверима та зовнішньою стіною влаштовані полиці з шафою для кухонного посуду (мисник). Таким чином, частина житла, що часто забруднюється — кухня, розташована відразу ж біля входу, завдяки чому не забруднюється вся решта приміщення.

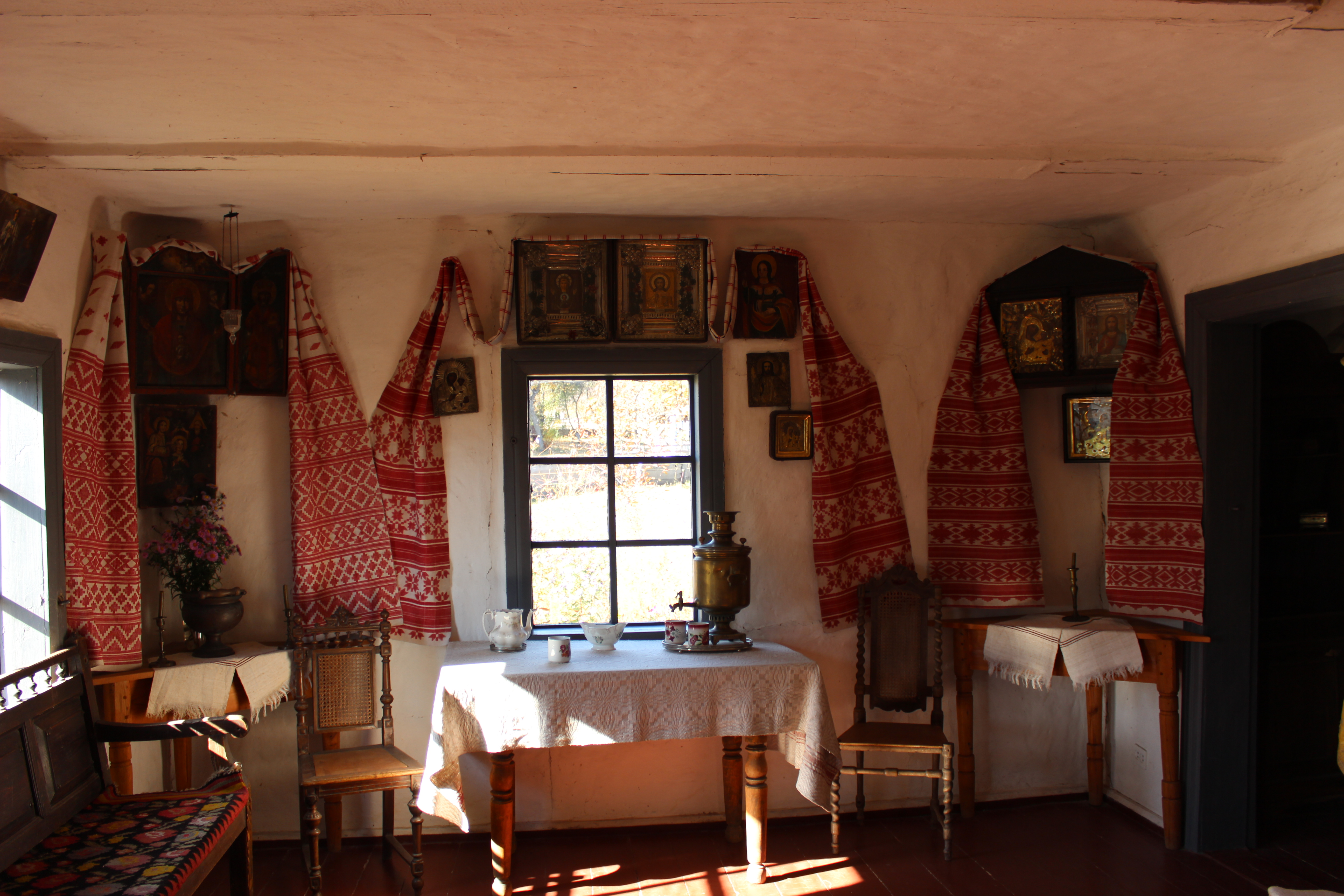
Хата з с. Мизинівка Звенигородського району Черкаської області
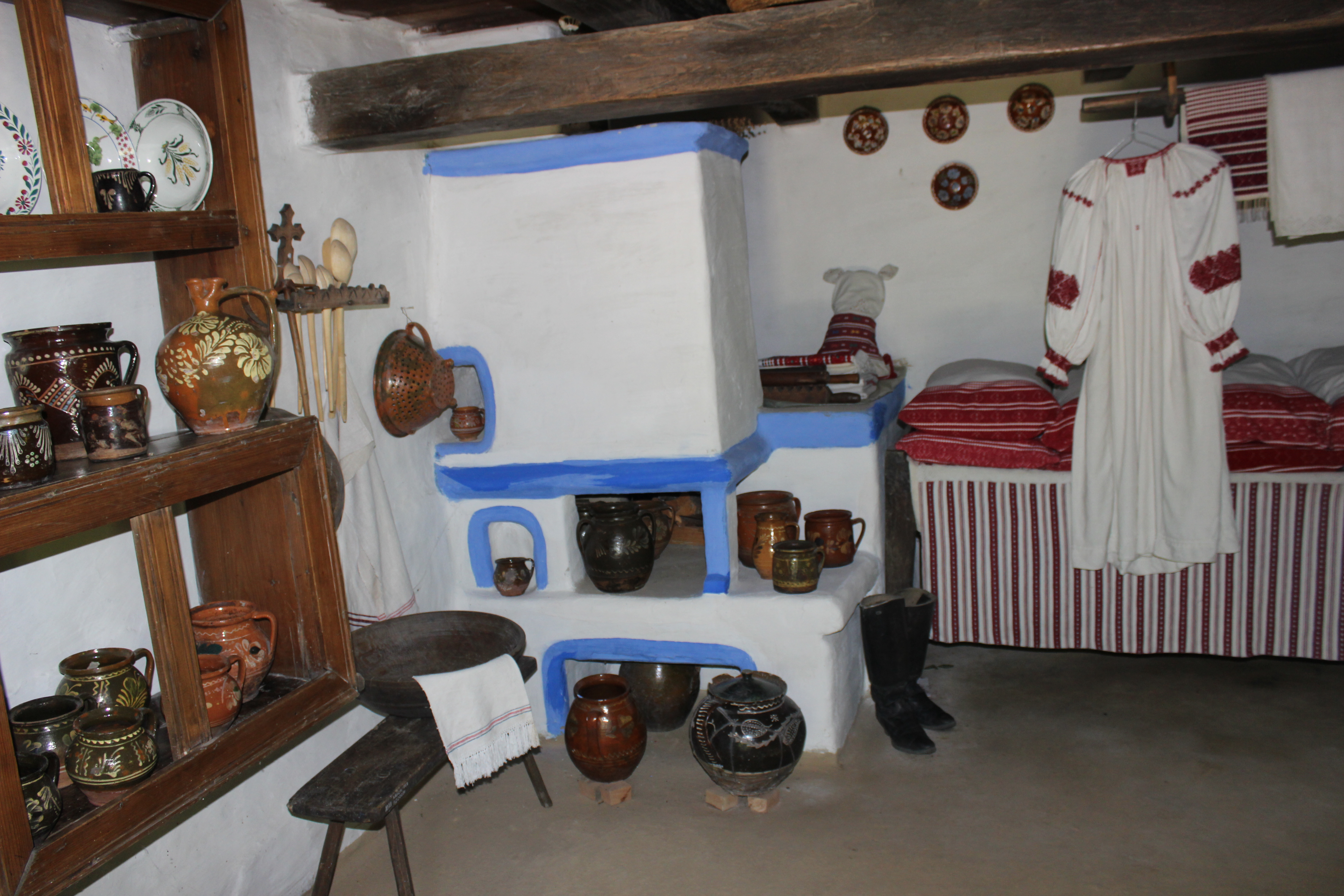
Хата з с. Бехи Коростенського району Житомирської області
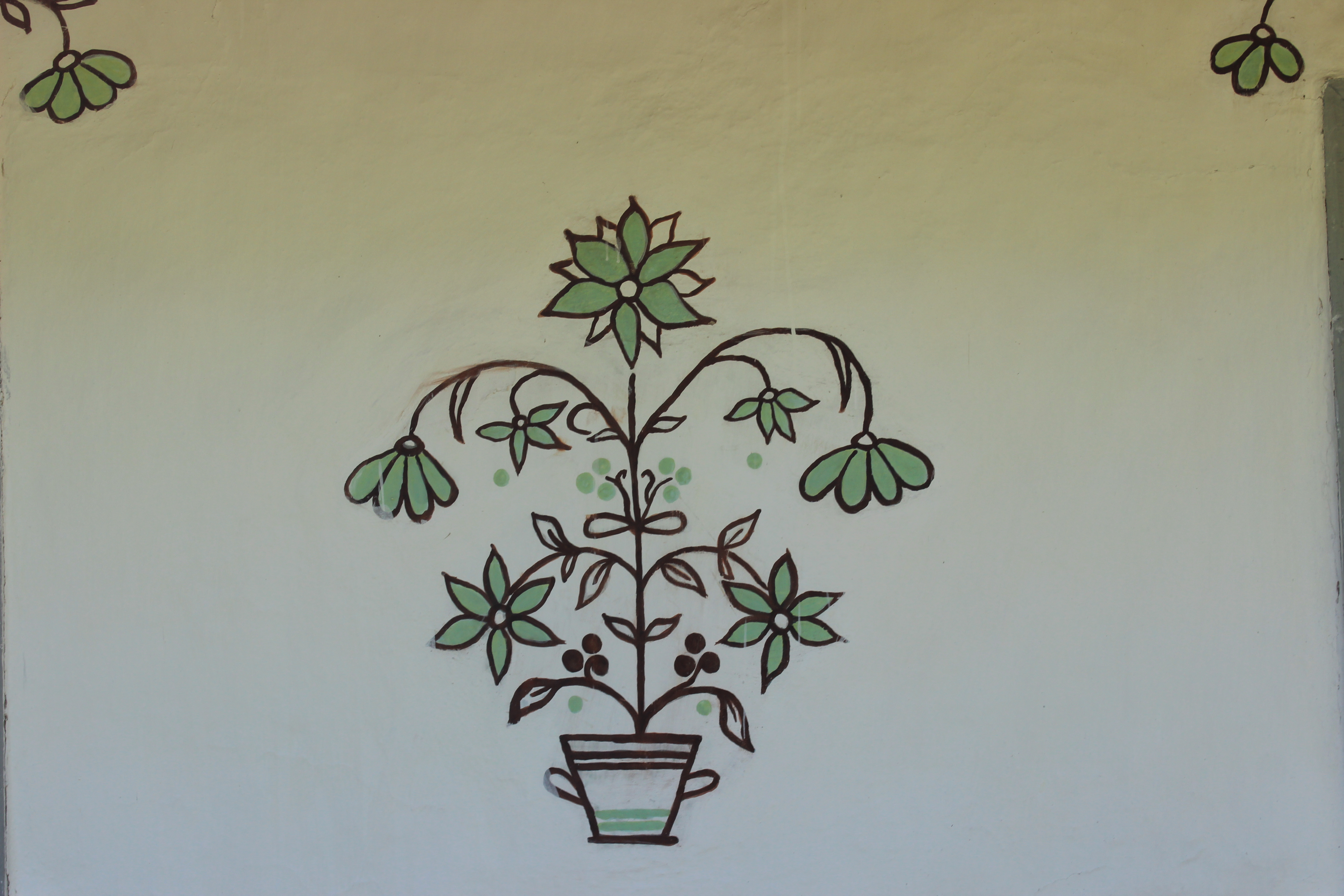
Хата, Переяслав-Хмельницький
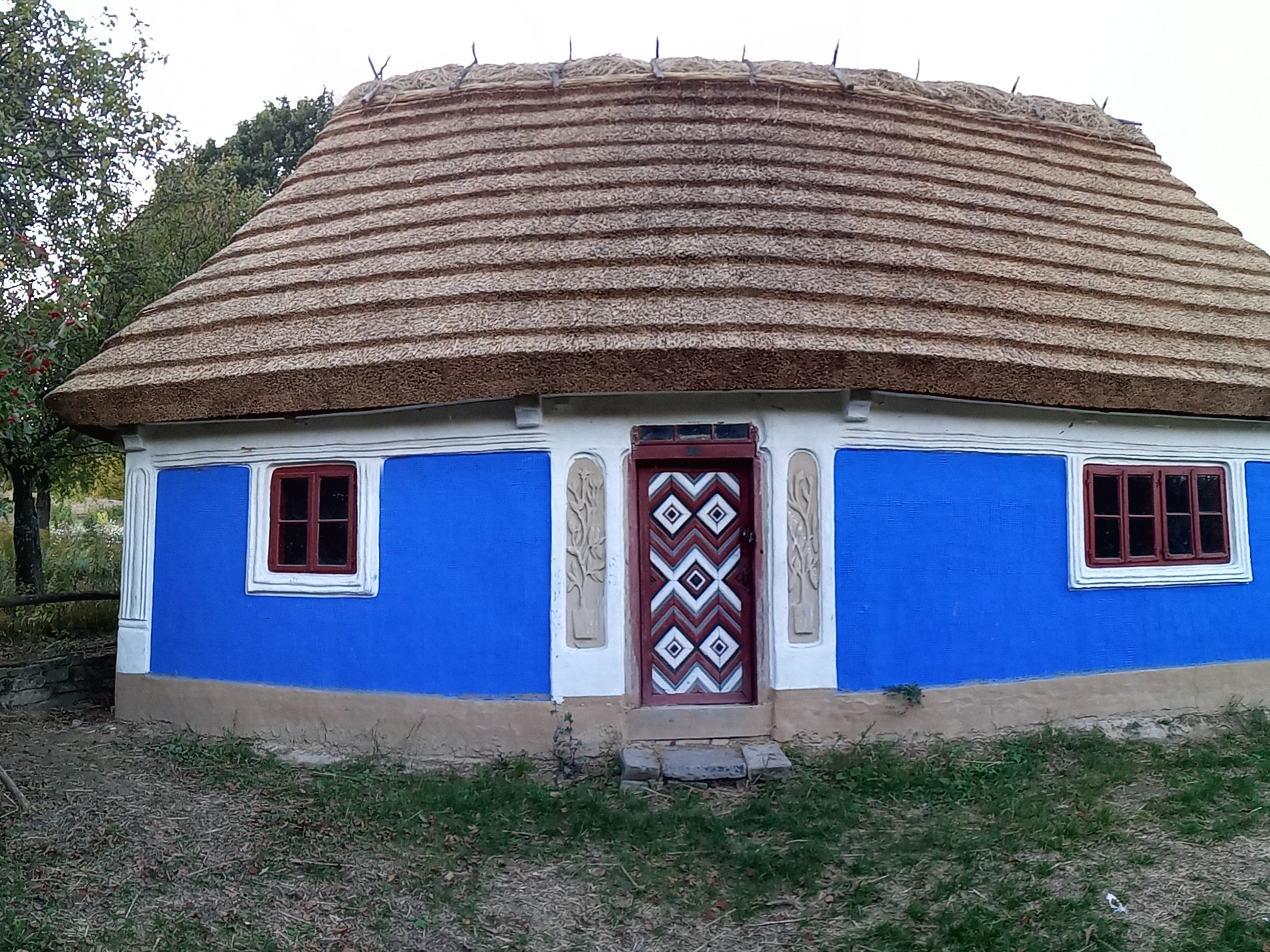
Хата з с. Кадиївці Кам'янець-Подільського району Хмельницької області
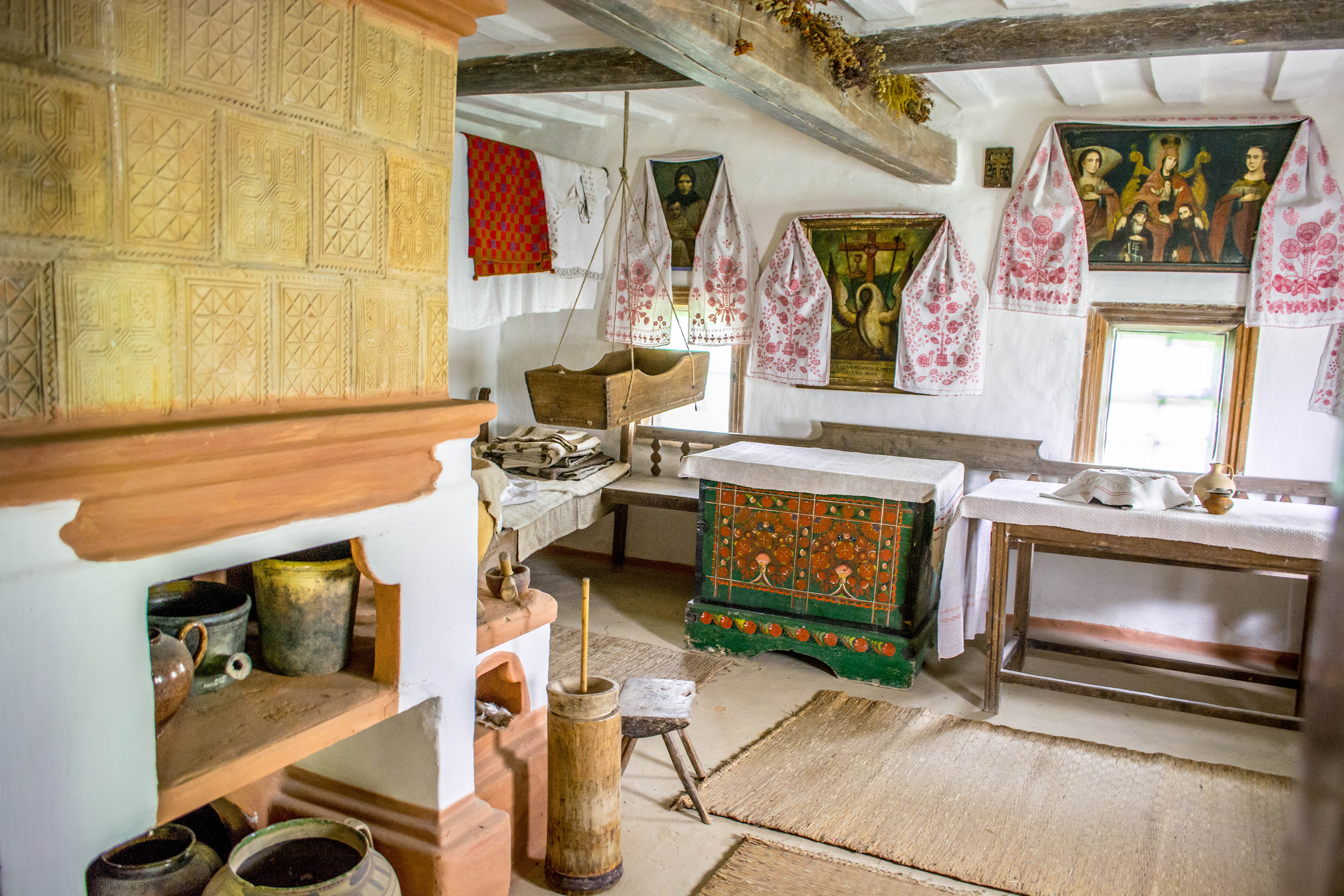
Хата з с. Кунцеве Новосанжарського району Полтавської області
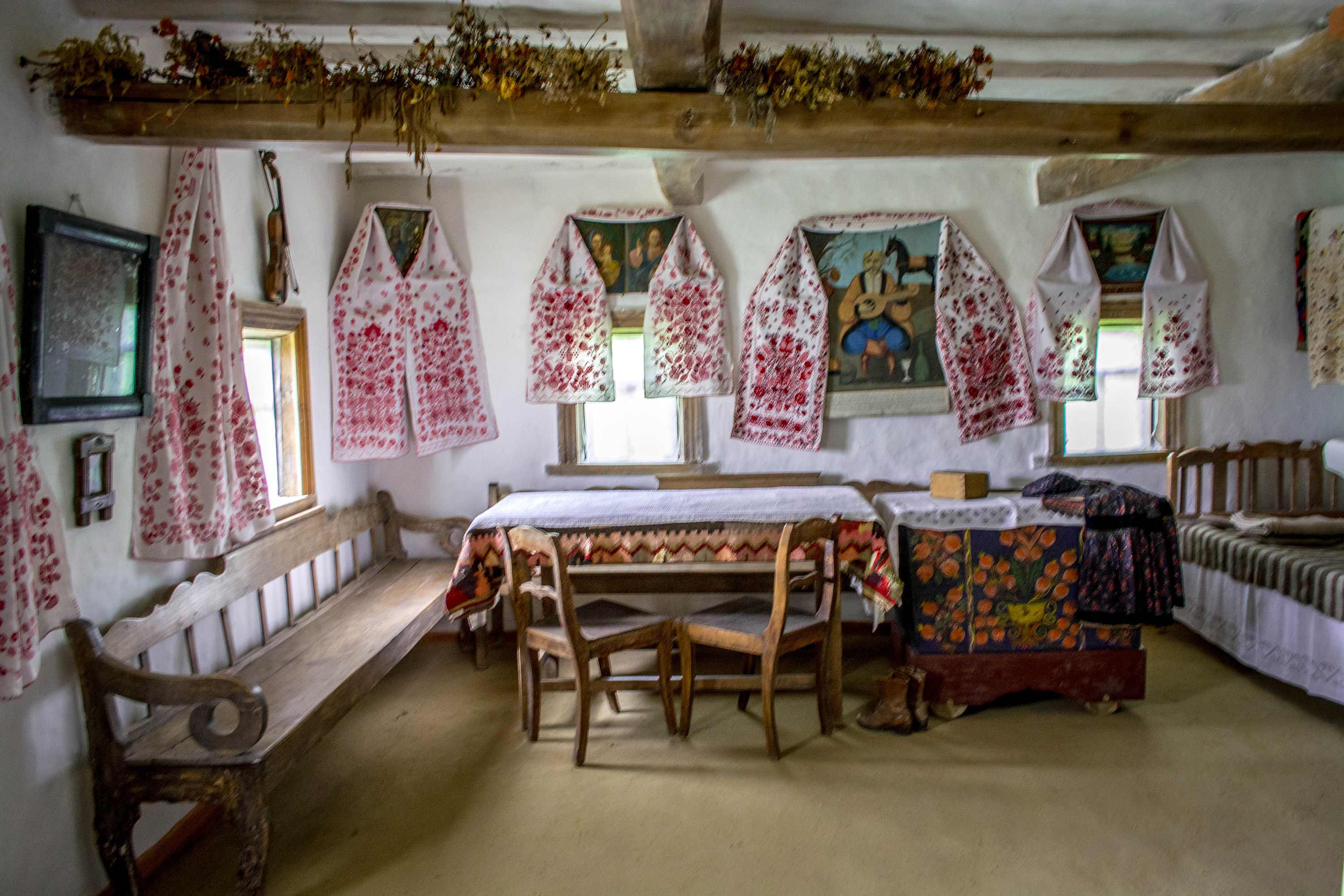
Хата з с. Кунцеве Новосанжарського району Полтавської області
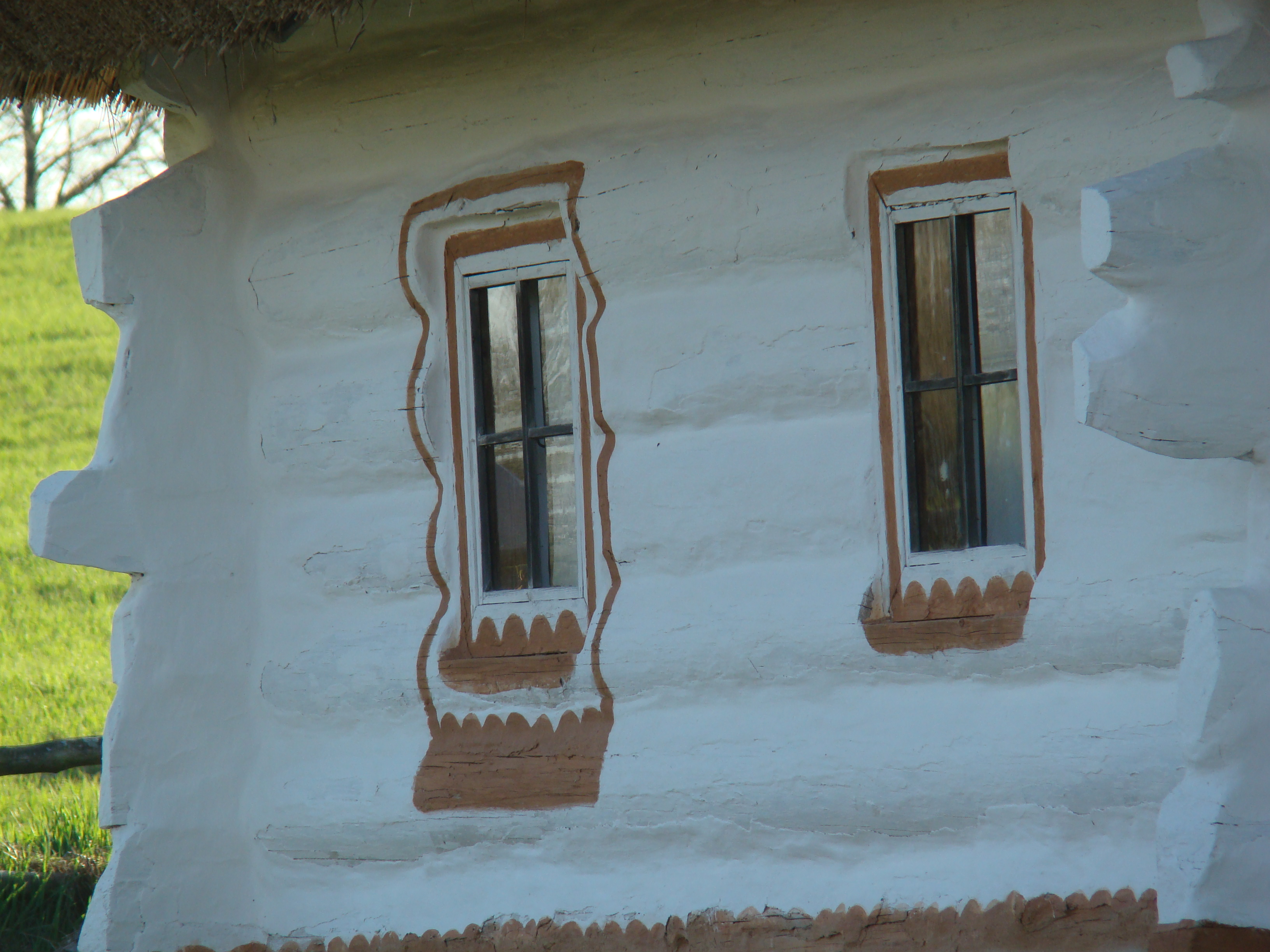
Хата з с.Таборів Сквирського району Київської області

Основне місце для сну — дерев'яний поміст («піл») — примикає до печі та до задньої зовнішньої стінки житлового приміщення. Зазвичай по краю помосту в його довжину або між помостом і лежанкою, майже під самою стелею влаштовується підвісна вішалка («жердка») для суконь і одягу. Таким чином, тилова частина житла обладнується як спальня; в цій частині приміщення не влаштовують вікон, щоб не охолоджувати спального кута. Якщо ж тут іноді й робиться вікно, то дуже невеликих розмірів (напільне).

Частина приміщення по діагоналі від печі є чистим кутом (покуть). Він обладнаний столом, лавами, що тягнуться по стінах, і великою скринею. Обробці цього кута приділяється особлива увага — тут зосереджуються найбільш різнобарвні та яскраві предмети прикраси.

Хата з с. Розтока Міжгірського району Закарпатської області

Описаний тип житла виробився в умовах замкнутого товарного господарства, висхідного до феодального ладу, коли селянин самотужки виготовляв переважно всі предмети побуту. Тому житлове приміщення взимку захаращувалося прядкою і ткацьким верстатом. Виконання господарських робіт у вечірній час вимагало влаштування штучного освітлення. Оригінальний пристрій для освітлення приміщення застосовувався на Поліссі. У стелі влаштовувався отвір, від якого спускався канал із плетінки або грубої тканини; до низу каналу підвішувалися грати, на які укладалася скіпка. Ще на початку ХІХ ст. цей пристрій був широко поширений по всьому Поліссі та Київщині.
Розглянутий тип внутрішньої організації житла та розміщення основного обладнання в одній кімнаті був найпоширенішим в Україні. Це був єдиний масовий тип житла, що зберіг свої основні рисиву різних природних умовах Полісся, півдня та Карпат.
Що ж до організації житлового будинку, то загалом існувало два прийоми:
- житловий будинок — хата, мав два майже однакових житлових приміщення з одними сінями;
- будинок був з одним житловим приміщенням і сінями.

За першим типом будувалися хати заможної частини населення; тут була можливість утримувати одне житлове приміщення чистішим, а брудну роботу — заготівлю та варіння їжі — виносити в інше приміщення. Крім того, одне з приміщень використовувалося як житло для одруженого сина або для людей похилого віку. Тип з одним житловим приміщенням не давав цих переваг, але був простішим і дешевшим.
У ХІХ ст. розвиток капіталізму в Україні та значне зростання міст розривають замкнутість сільського життя. Безземельне селянство йде на фабрики та заводи, і спілкування між селом та містом стає все більш інтенсивним. Звідси в подальшому розвитку народного житла з'являються елементи впливу міста. Селянство, придивляючись до досконалішої організації міського житла, помічає основні засади його планування і намагається перенести в свої умови.
Посилюється тенденція ламання традиційного прийому устрою оселі з явним прагненням розмежувати приміщення за функціональною ознакою на 2-3 кімнати. При цьому необхідно відзначити, що всі спроби нового облаштування суворо вкладаються в просту, зручну для зведення прямокутну форму, не допускаючи жодних зламів в плані. Винятком можуть бути лише пізніші спроби винесення сіней чи комори в прибудову.
Пошуки нового прийому планування житла по-різному позначилися в розвитку зазначених двох типів будинків. У будинках першого типу стали виділяти комору за рахунок сіней. Але оскільки і сіни, і комора виходили недостатніх розмірів, їх стали збільшувати за рахунок виступу на задньому фасаді; при цьому житлове приміщення змін не зазнавало.
У наступній стадії житлове приміщення вже стали розділяти на два з виділенням маленької (4-6 м2) спальні, або ванькиру відокремленого від основної частини житла піччю. При такому рішенні і при звичайних зовнішніх розмірах хати, виходили занадто малі приміщення. Збільшення їх площі і подальша внутрішня диференціація вимагали б значного подовження будівлі й створили б серйозні конструктивні труднощі. Крім того, в цьому типі обидва житлові приміщення мають чотири холодні стінки, і сполучення між ними через холодні сіни взимку незручне. Ці обставини створили обмеження в можливостях подальшого розвитку, і цей тип почав поступово втрачати масове поширення. Спроба використати комору під житло або кухню і через неї зв'язати обидві кімнати в одну квартиру, змінює цей тип в основі й переходить вже до другого типу.
Розвиток будинків другого типу пішов далі, оскільки в його планувальній схемі можливості були ширші. Насамперед змінюється планування холодних приміщень: сіни зменшують і при них пристосовують або від сіней відокремлюють невелике приміщення комори, де зберігаються продукти та господарський реманент. Завдяки цьому дещо розвантажуються житлове приміщення та сіни. В окремих випадках комору збільшують, і вона набуває різного призначення залежно від пори року або інших обставин: то вона є місцем зберігання одягу та житловою кімнатою, утепленою бічною стіною печі, то в ній взимку поміщають приплід худоби, тому що основні приміщення для худоби не утеплені. У цьому випадку для комори часто будують у дворі окрему будівлю.
На Полтавщині та Харківщині, крім звичайних сіней та комори, до задньої стінки, як зазначалось вище, часто влаштовується довге вузьке приміщення. Це приміщення призначається для худоби і, крім того, утеплює звернену на північні румби задню стінку житлового приміщення.

Диференціація самого житлового приміщення стосується насамперед кухонного кута. Тут думка будівельника працювала у двох напрямках. В одному випадку кухня виділялася в самостійне маленьке приміщення, призначене тільки для приготування їжі, а їдальня була в загальному житловому. Цим досягалася повна ізольованість чистого приміщення від брудного. Недоліком цього прийому є те, що господиня, працюючи біля печі, не бачить іншого приміщення і тому не в змозі одночасно обслуговувати стіл та стежити за піччю. В інших прийомах житлове приміщення ділиться на 2 кімнати: одна — кухня-їдальня і друга — спальня. Цей прийом мав велике поширення; у ньому немає недоліків, властивих першому прийому, проте тут немає чистого приміщення. Тому з'являється новий прийом, що ускладнює внутрішнє планування житла виділенням сіней, комори, кухні-їдальні, спальні та вітальні.

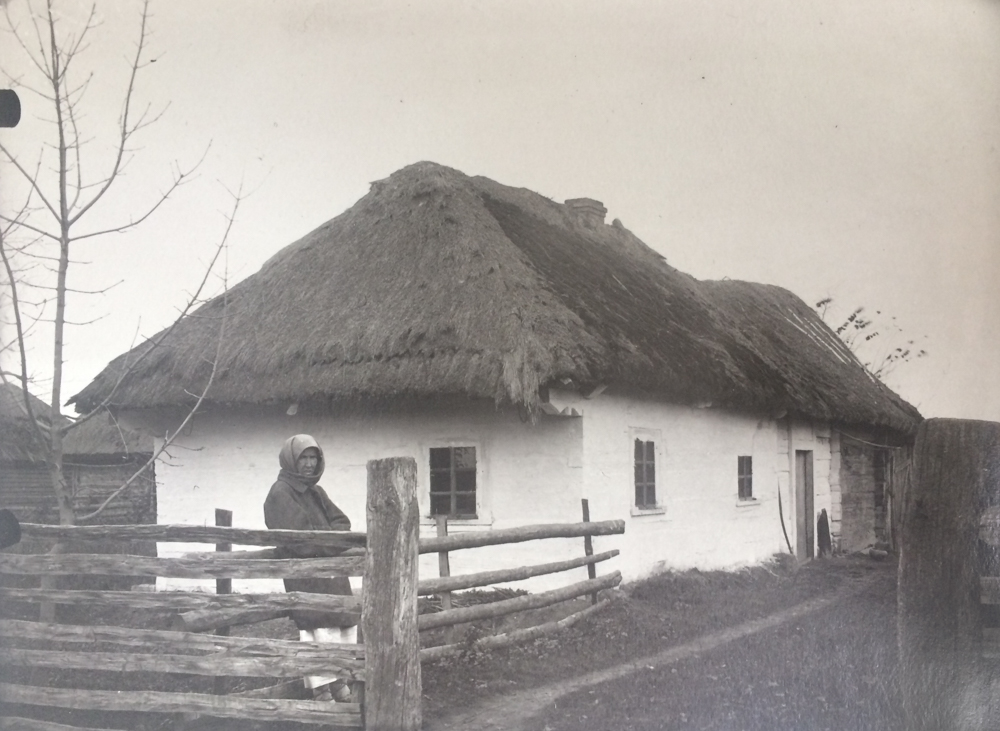
Селянська хата в с. Білка, Житомирської обл. Фото 1929 року. Великий звис даху на бічному фасаді.
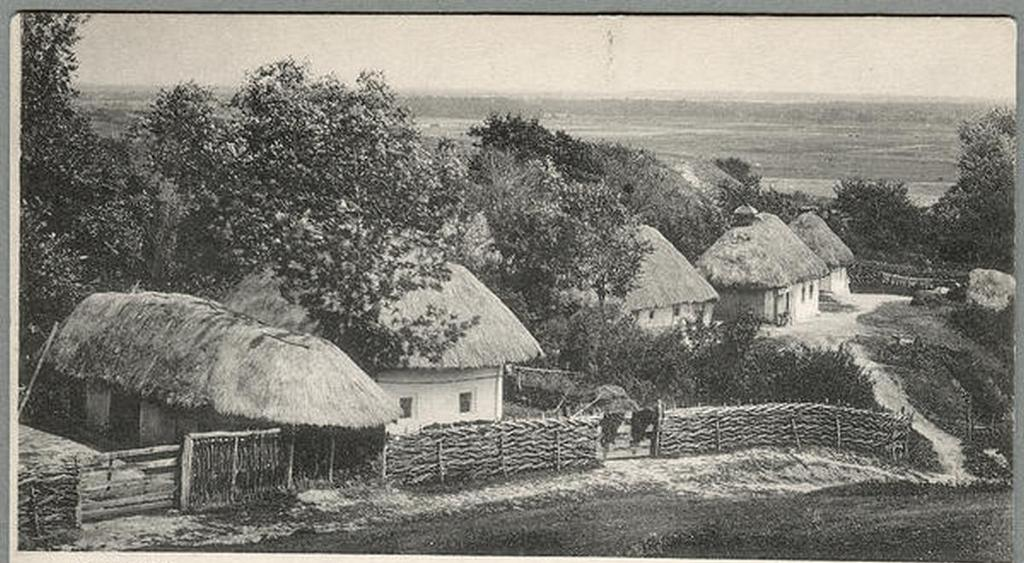
Традиційні хати та господарські споруди під солом'яними стріхами, с. Вереміївка (фото до 1914 року)
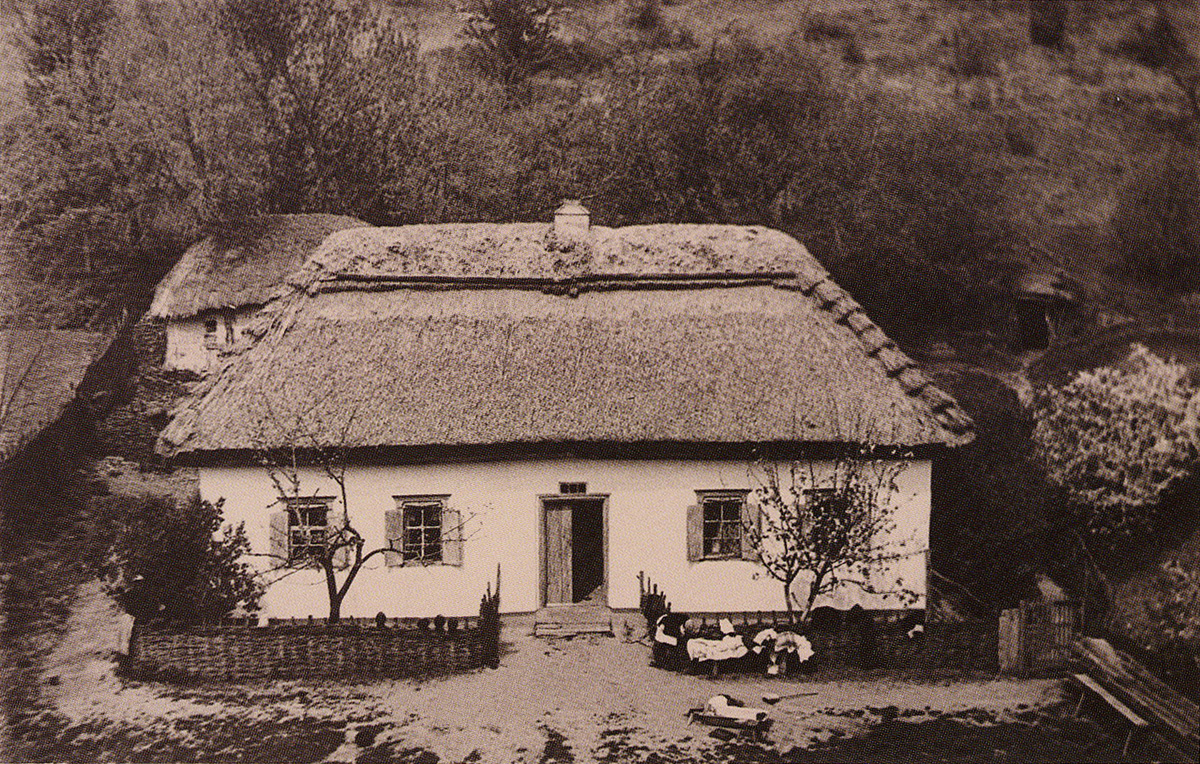
Вереміївка Черкаської області, центральна Україна, 19 ст.

Розвиток серед селянства ткацького та гончарного ремесел змушував іноді виділяти виробничі приміщення з обладнанням в окрему кімнату. Приклад планування хати одного з гончарів села Опішні дуже цікавий у цьому відношенні: у приміщенні при житлових кімнатах влаштована майстерня з окремим ходом зовні, коморою і піччю.
Наведені прийоми планування хати не вичерпують всього різноманіття вишукувань та схем внутрішньої організації житла. Вони є лише ілюстрацією основних тенденцій, які можна було спостерігати в будівництві житла в селах. Усі ці пошуки мають в основі строгу економію площі, тому кімнати робляться прохідними і розмір кімнат надзвичайно малий. По суті, весь процес подальшого розвитку полягає в тому, що житловий будинок дещо збільшується. Розміщення всього обладнання — печі, полу, столу, кухні — залишається те ж; тільки кути, що отримували в примітивному житлі різне призначення, розділяються перегородками, і таким чином виходять кімнати різного призначення. Традиції дуже сильно впливають на еволюцію житла, і з ними різко поривають тільки в післяреволюційний час.
У процесі розвитку другого типу хат найбільш значним нововведенням є виділення комори, відділення кухні, виділення спального приміщення та, нарешті, виділення вітальні. Розмежування житла на 2-3 кімнати різного функціонального призначення сприяло підвищенню зручностей та санітарного стану, тим більше, що поліпшення плану супроводжувалося збільшенням корисної висоти та природного освітлення кімнат. Однак таке внутрішнє планування не було масовим. Воно застосовне лише у великих багатих хатах і було доступне лише найбільш заможній частині населення, оскільки нове внутрішнє планування збільшувало обсяг житла, і, отже, збільшувалася і його вартість. Найбідніші верстви селянства продовжували будувати хати мінімальних розмірів в одне житлове приміщення з сінями і навіть без сіней. Цей тип був найбільш поширеним у забудові дореволюційного села.

Вигляд української хати, з одного боку, підкреслював естетичні смаки селянина, його характер, індивідуальність, з іншого — унікальність, неповторність того місця на землі, де цей будинок розташований. У традиціях української хати відчувався прояв творчої наснаги народу, його досвіду, знань і художнього смаку. Народне житло цікаве й оригінальне не тільки за формою, але й щодо внутрішнього змісту. Кожний предмет у ньому, крім практичного призначення, мав ще й свій духовний образ. Завдяки цьому хата для селянина була всім: і храмом, і рідним краєм, і батьківщиною, і матір'ю. Здавна так велося, що кожна господиня свою хату дбайливо доглядала. Тому в хаті завжди було чисто, вибілено, розмальовано кольоровою глиною, оздоблено витинанками, прикрашено квітами, пахучими травами. Характерною рисою народного житла була простота плану хати. За зовнішнім окресленням він мав переважно форму витягнутого прямокутника, співвідношення сторін якого становило від 1:1,5 до 1:2,0.

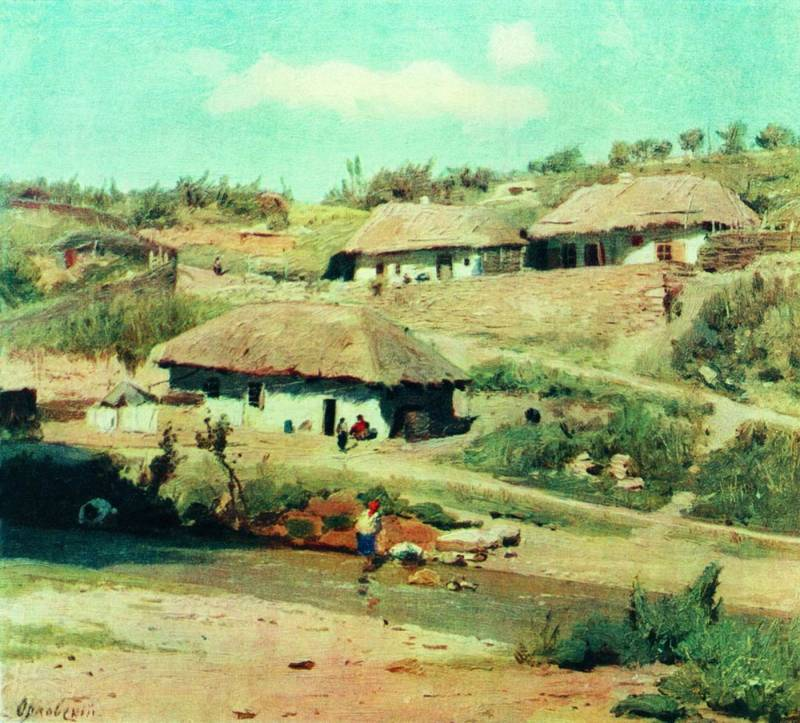
В. Д. Орловський, "Хати в літній день". 1870-ті роки. Національний художній музей України.
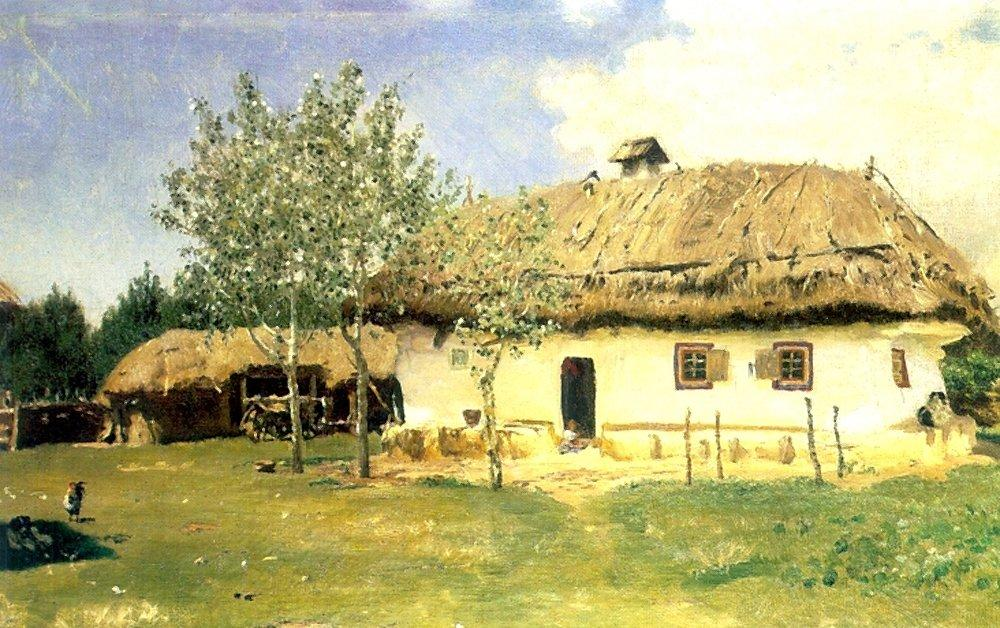
Українська традиційна селянська хата, розписана І. Рєпіним (1880)
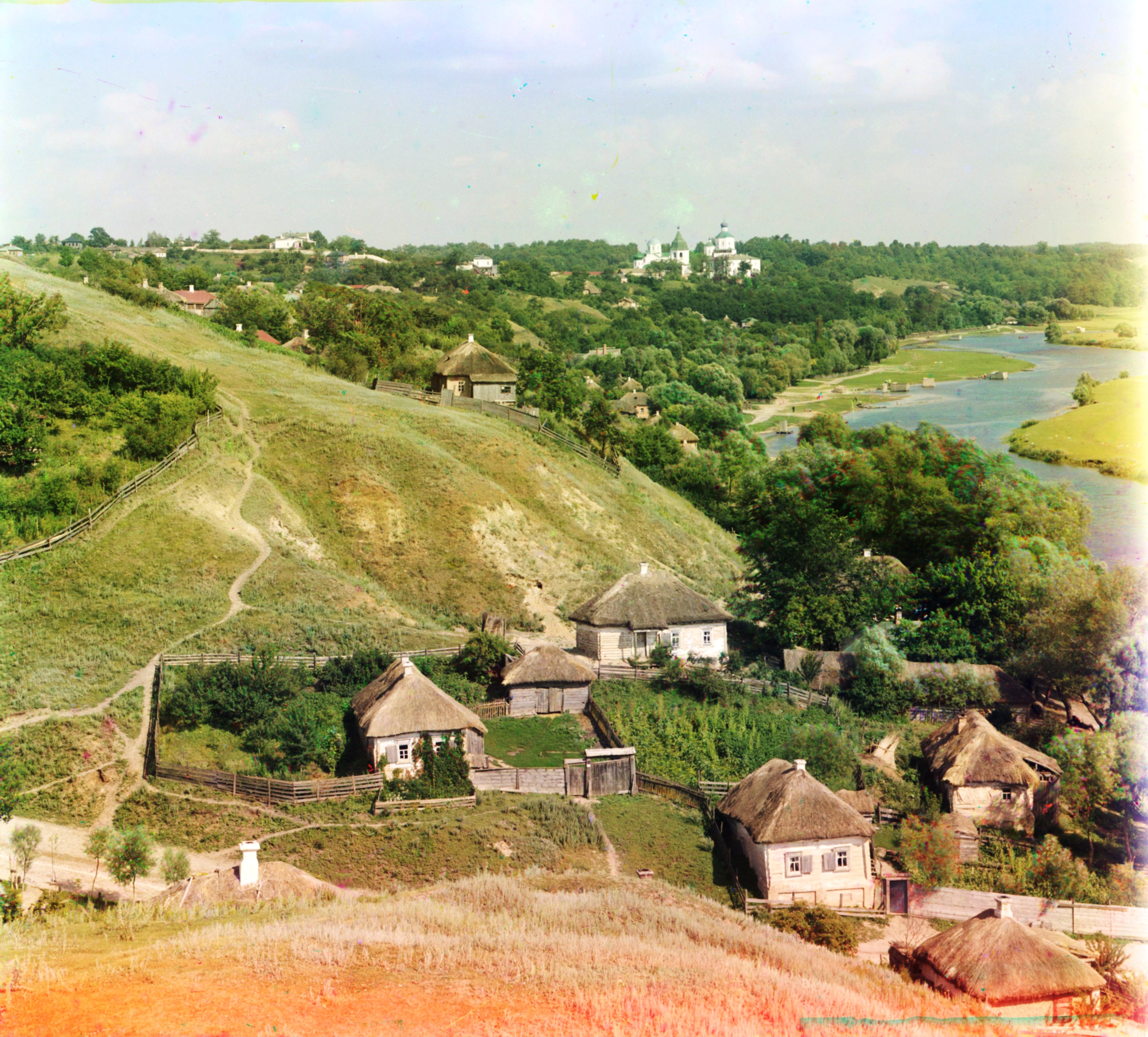
Путивль між 1905 та 1915 (фото Прокудіна-Горського)

## Настінний живопис

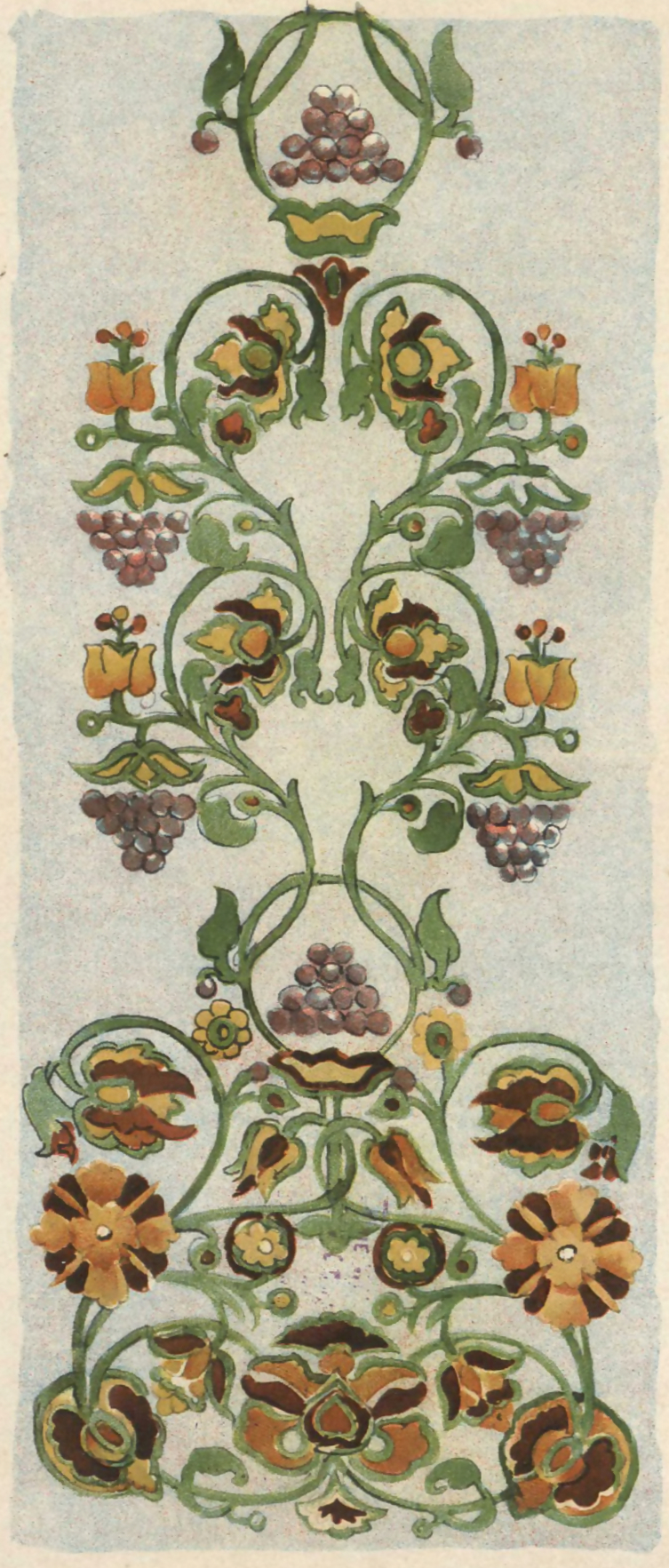
Стінний живопис в будинку Губернського Земства в Полтаві / Микола Самокиш. Мотиви українського орнаменту. Харків. 1902. (книга повністю доступна для перегляду, або для скачування з вікі: лінк)

В архітектурі народного житла України колір має настільки важливе значення, що важко уявити загальний вигляд української хати поза її колоритністю. Ця колоритність зовні досягається контрастним поєднанням м'яких сіруватих тонів, властивих покрівельному матеріалу, з яскравими тонами стіни. Обмазування стін глиною створило широкі можливості для мальовничих композицій. Специфіка будівельних прийомів вдало поєднувалася з притаманною українцям любов'ю до яскравої та радісної колоритності й виразилась у прикрашенні житла настінним живописом.
Невеликий достаток не дозволяв простому селянину застосовувати для оздоблення кращі, але й дорожчі матеріали — дерево, тканину, кераміку, скло тощо. Доводилося вдаватися до живопису. Але нестійкість ґрунту та фарби вела до швидкого руйнування орнаменту. Фарба швидко стиралася або змивалася дощем. Це змушувало відновлювати малюнок щорічно або навіть кілька разів на рік. Тому історичні відомості про розвиток малювання та, зокрема, орнаменту мізерні й мало вивчені.
Розповсюдження декоративного живопису для оздоблення житла та його характер залежать від технічних особливостей конструкції стіни, розвитку інших видів мистецтва (тканина, кераміка) та частково впливу художньої промисловості міст.
Живопис успішно застосовувався не лише на глиняних, але і на дерев'яних стінах. Приклади застосування живопису можна бачити у зрубних хатах Київщини та Полтавщини з немазаними всередині стінами. Характер малюнка та техніка зазвичай відрізнялися від малювання на глиняній поверхні.
У північній частині України, на Поліссі та Чернігівщині, де основною конструкцією стін є зруб із промазуванням лише шва, настінний малюнок майже повністю відсутній. Далі на південь паралельно з переходом від зрубу до каркасу декоративне оздоблення стін зустрічається значно частіше. У степовій частині України, де основним матеріалом для стін була глина, настінний живопис набув найбільшого розвитку.

В українській хаті особливо виділяється прикрашення стін житлового приміщення. Принцип підкреслення житлового приміщення та відокремлення його від службової частини здійснюється в різних умовах різними засобами. У каркасних та зрубних конструкціях стіни службових приміщень залишаються відкритими, без обмазки та побілки; якщо ж стіни будуються з глини або якщо каркас покритий обмазкою, то різниця між службовими та житловими приміщеннями показується фарбуванням стін у різні кольори. Стіни житлового приміщення фарбують в основному в білі тони, а для господарських приміщень застосовують жовті, коричневі, помаранчеві та інші. Пояснюється це тим, що крейда — нестійка і швидко змивається та забруднюється, а фарбування в темні, земляні кольори менше брудниться, і його рідше доводиться відновлювати. З цих же міркувань іноді крейдою білять лише передню та бічну стіни житлового приміщення, звернені до вулиці й освітлювані сонцем, а інші стіни хати фарбують у темне. Так само і виступаючий цоколь хати, призьбу, яка забруднюється бризками дощу і ногами людей, теж фарбують у земляні, жовті, або коричневі кольори. Під час фарбування хати, один тон, найчастіше білий, є провідним, а декоративні композиції чи колір архітектурних деталей обов'язково узгоджуються з основним тоном.

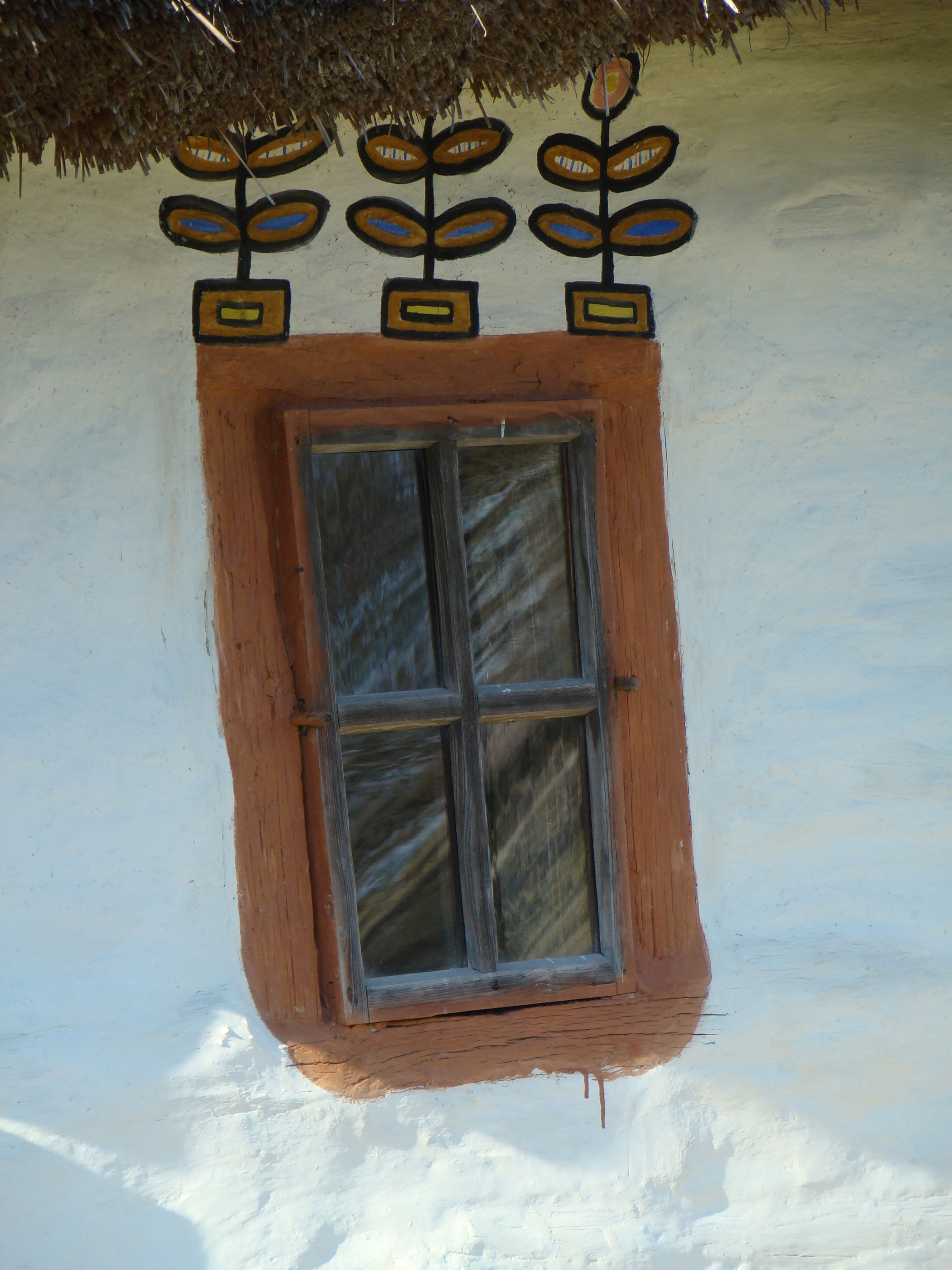
Хата з с. Луги Чечельницького району Вінницької області, Київ, Пирогів

Декоративне оформлення житла пов'язане не лише зі сприятливими конструктивними умовами, але й із розвитком інших видів мистецтва, зокрема гончарства та художньої обробки тканини. Особливо розвинені в Подільщині, Київщині та Полтавщині гончарство і ткацтво сприяли використанню кольорових глин та рослинних фарб і створили прийоми заповнення площин рослинним та геометричним орнаментом. Цей досвід використовується і в архітектурі, але вже в інших умовах та масштабах. Улюблені мотиви геометричного та рослинного орнаментів, виконані на тканині, повторюються також і в архітектурно-декоративному живописі. Але малюнок та колорит дещо змінюються через іншу техніку та інші засоби виконання. Ба навіть більше, часто зустрічаються приклади зображення засобами живопису кахляних печей, килимів, вишитих рушників тощо. Там, де більше розвинене оздоблення тканини або інший вид прикладного мистецтва, розпис хат відрізняється більшою досконалістю.
Художня продукція міста, яка потрапляла до села, і прийоми прикрашення інтер'єру міського житла, які бачили селяни, позначалися на тематиці та характері настінного живопису сільської хати. Особливо це помітно в наслідуванні шпалер. Найбільшого впливу зазвичай зазнавали села, розташовані поблизу міст і містечок.
Часто інтенсивному розвиткові розпису хат у тому чи іншому регіоні сприяла наявність гарної майстрині. Поява десь здібної та самовідданої художниці сприяла широкому поширенню живопису й у навколишніх селах. З'являлись послідовниці та наслідувачки, які навчаючись у майстрині потім переносили її навички та прийоми зображення до навколишніх сіл. Слід зазначити, що розпис хат, як і вишивка, були суто жіночою справою.

Настінний живопис у кращому своєму прояві суворо підпорядкований архітектурі будинку і доповнює її художню виразність. Тому розташування живопису на стіні аж ніяк не випадкове, а тісно пов'язане з архітектурним поділом, тобто віконними/дверними отворами, простінками, рогами будівлі чи смугою під звисом даху. Положення композиції на стіні визначає її характер: коли вона обрамляє якийсь архітектурний елемент, то перетворюється на орнамент, а коли заповнює площу стіни — стає килимовим малюнком.

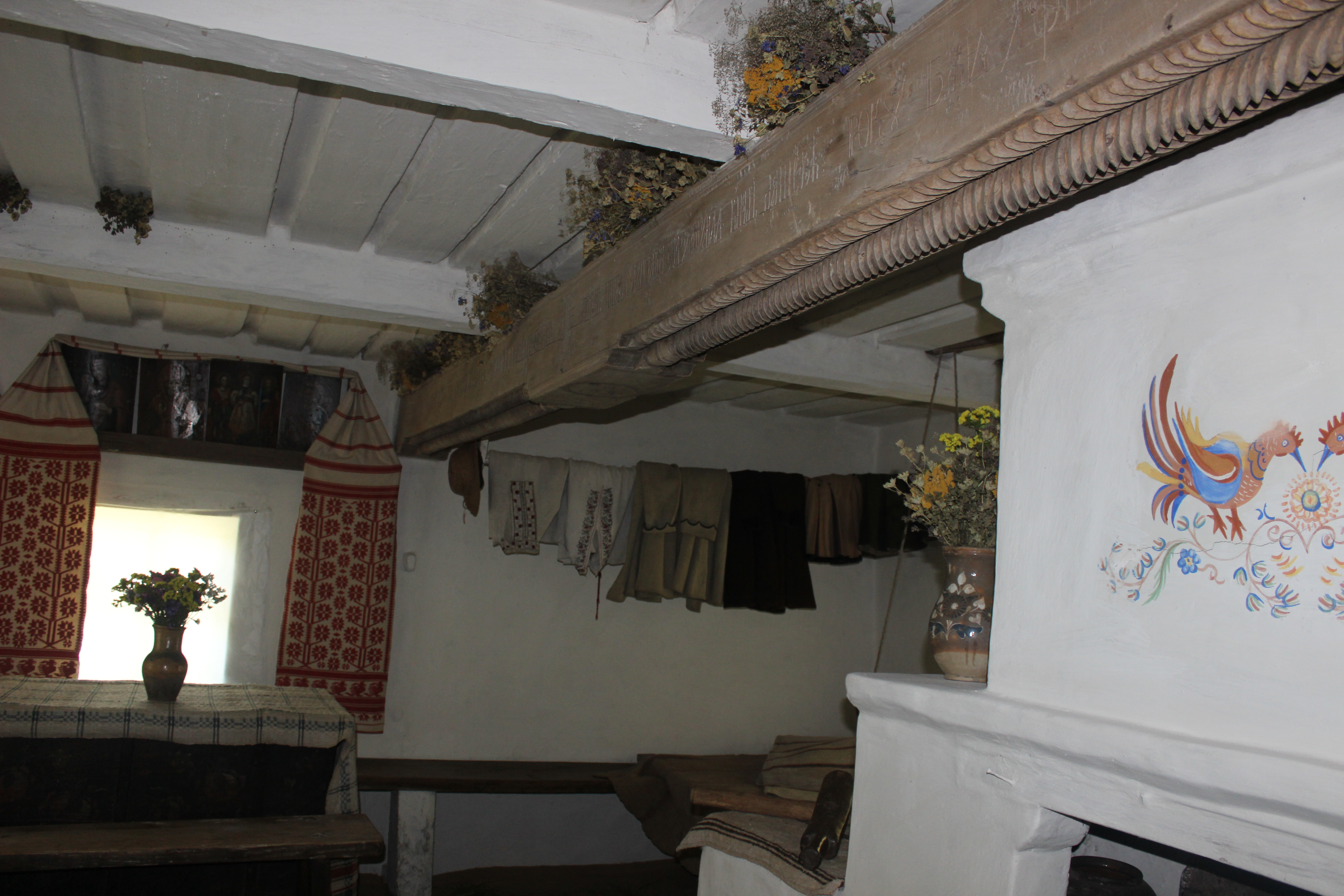
Хата із с. Єрківці Переяслав-Хмельницького району

Художня обробка отворів композиційно пов'язується з формою отвору, обрамляючи його навколо або згори. Отвір прикрашається малюнком лише тоді, коли немає дерев'яних лиштв. Найпростіший вид художнього обрамлення віконного отвору — обведення навколо вікна кольоровою смугою з фарбуванням іноді в той самий колір і віконної рами. Така техніка найбільш властива північним районам.
Більш поширеним прийомом оформлення вікна є виділення його не суцільною смугою, а геометричним чи рослинним орнаментом. Іноді його розташовують не повністю по периметру, а лише над вікном. Двері рідко обрамляють орнаментом. Зазвичай дерево виділяється на світлому фоні стіни або полотно дверей фарбують у яскравий колір.
Простінки між отворами рідко використовуються для настінного живопису. Якщо тут і є орнамент, він має симетричну закінчену форму.

Перехід від тону стіни до тону призьби робиться не просто стиком, а смугою яскравішого кольору, зазвичай червоного. Ця смуга рідко орнаментується, бо через низьке розташування швидко стирається і забруднюється. Область стіни, що над вікнами захищена від дощу звисом стріхи, є найкращим місцем для розташування художньої композиції. Найцікавіші пояси рослинного чи геометричного орнаменту створюються саме на ній.

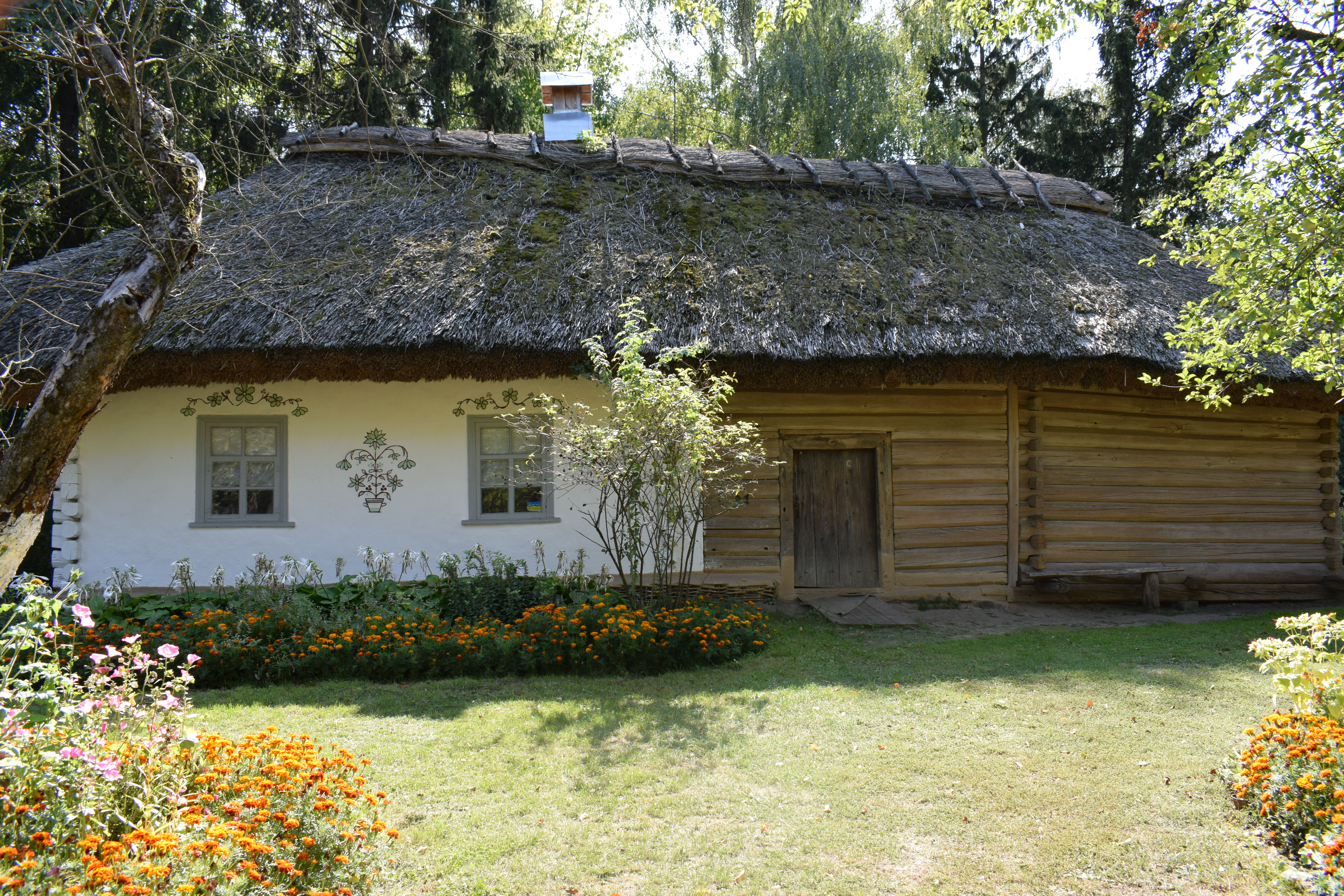
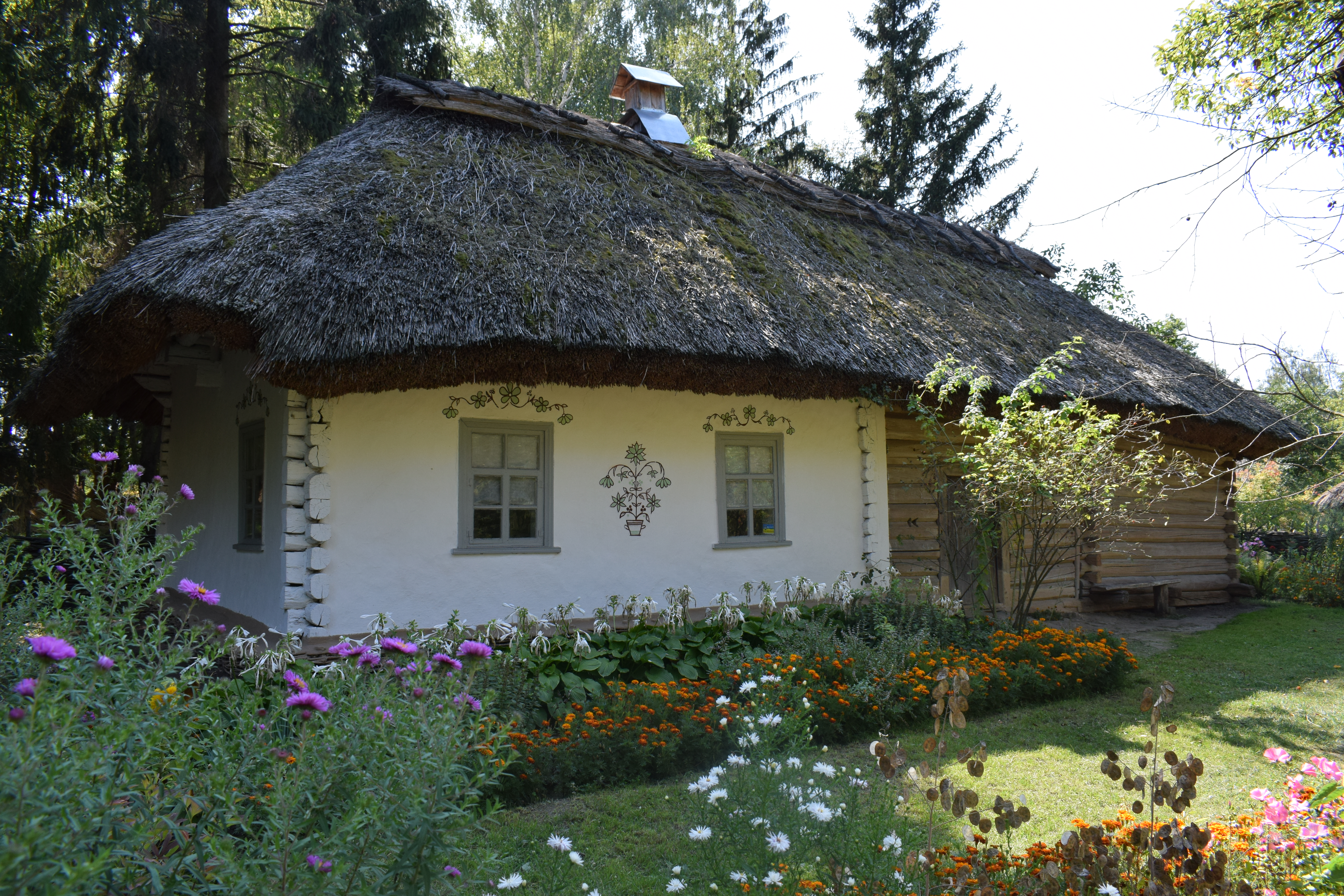
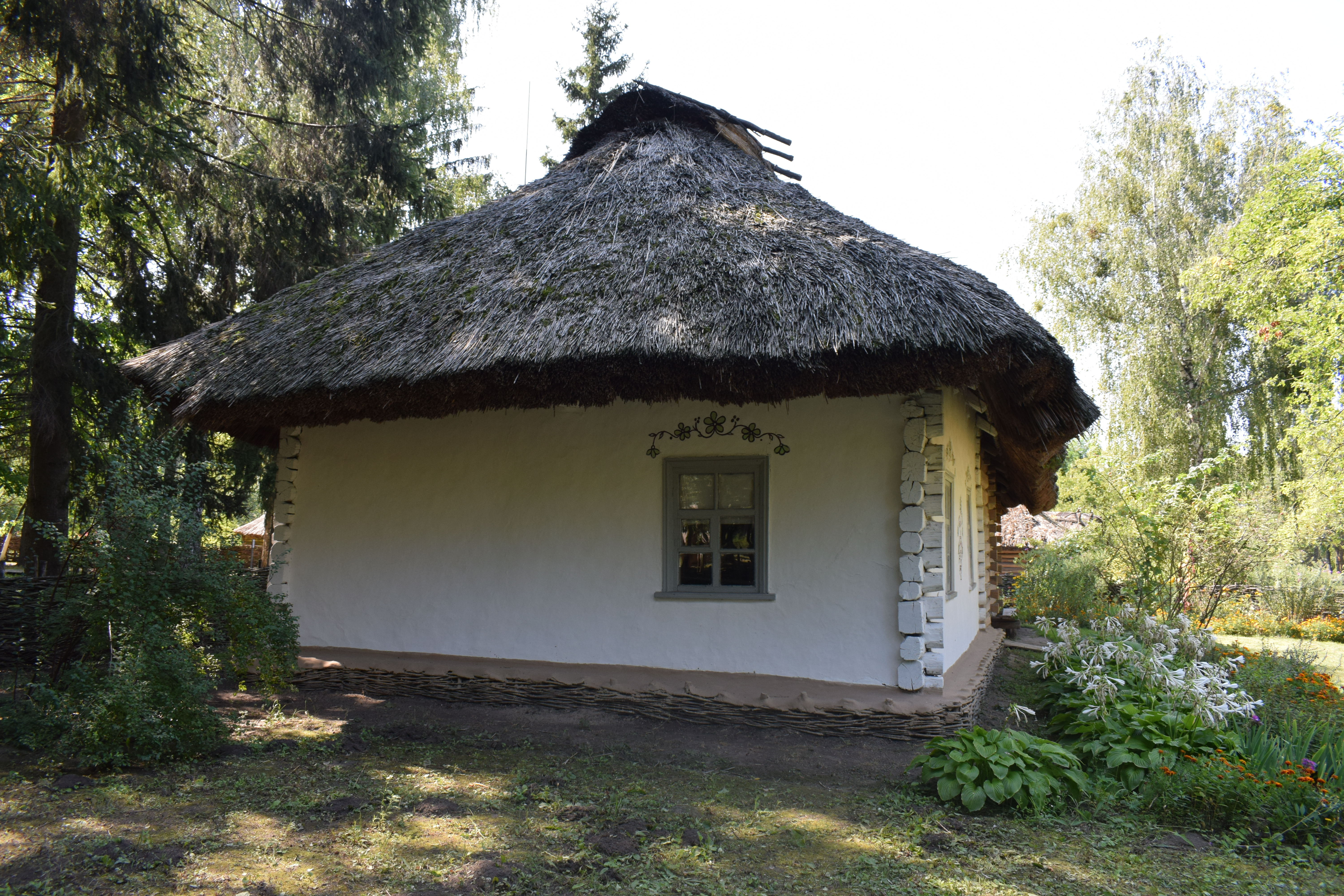
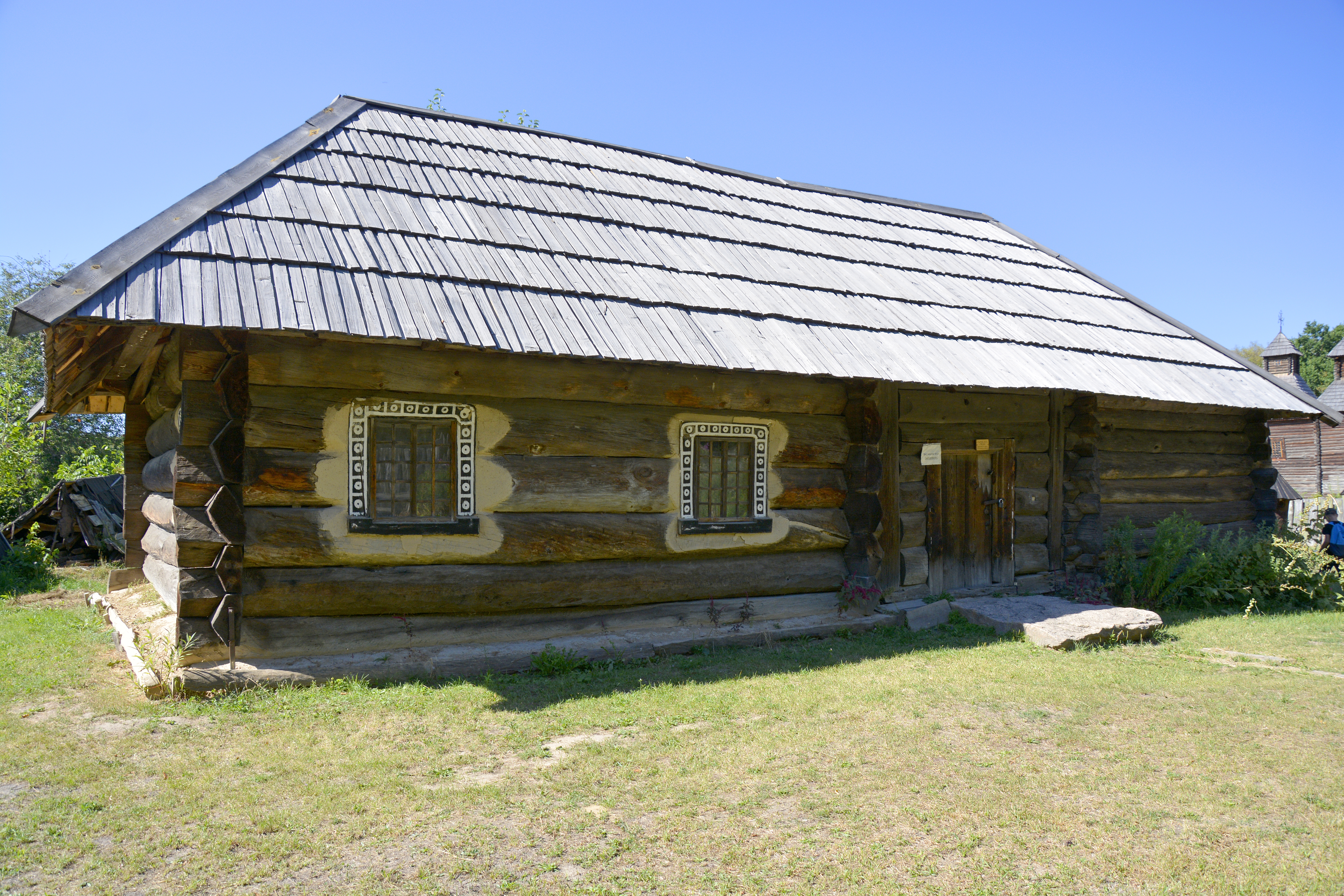
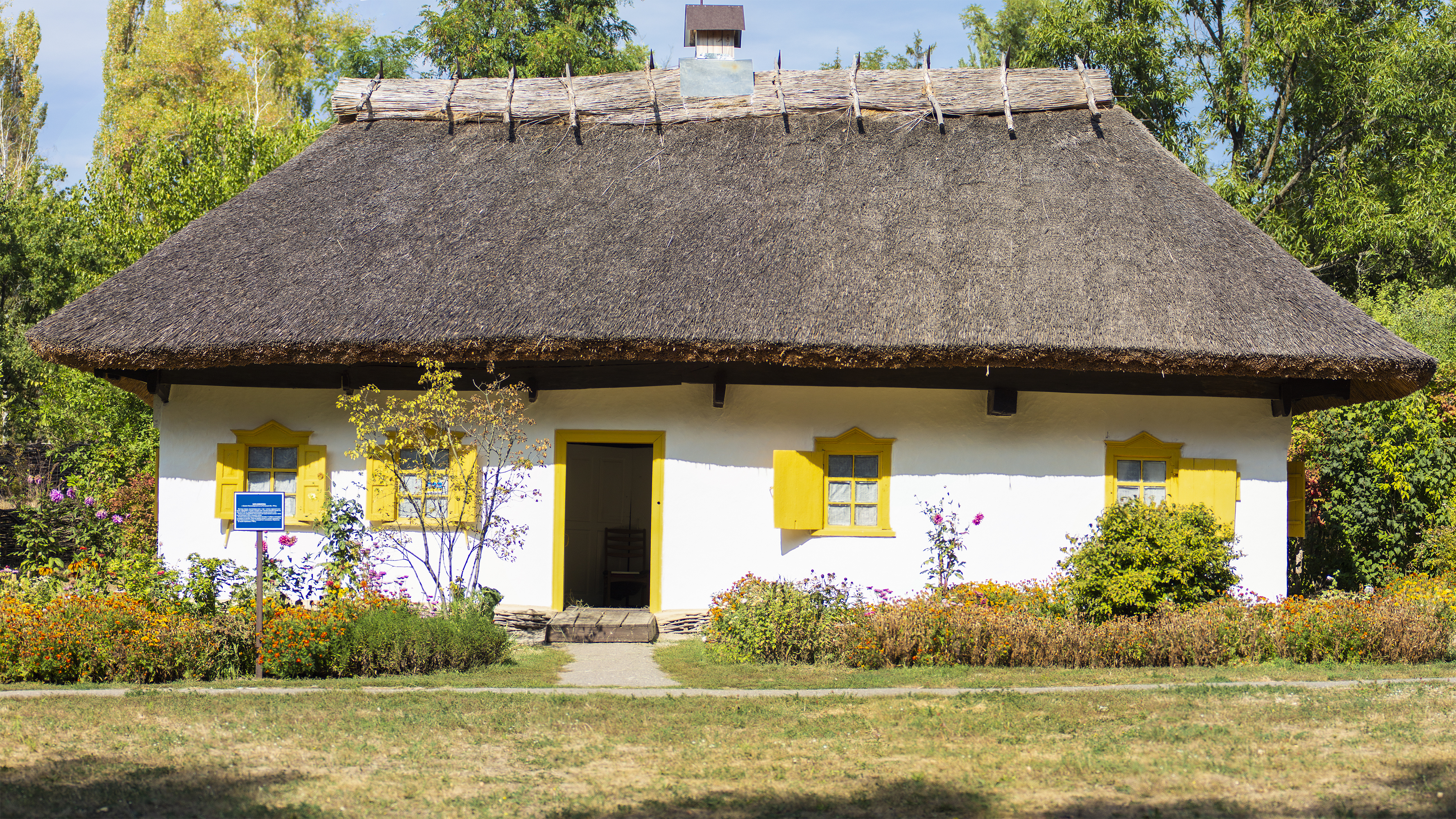
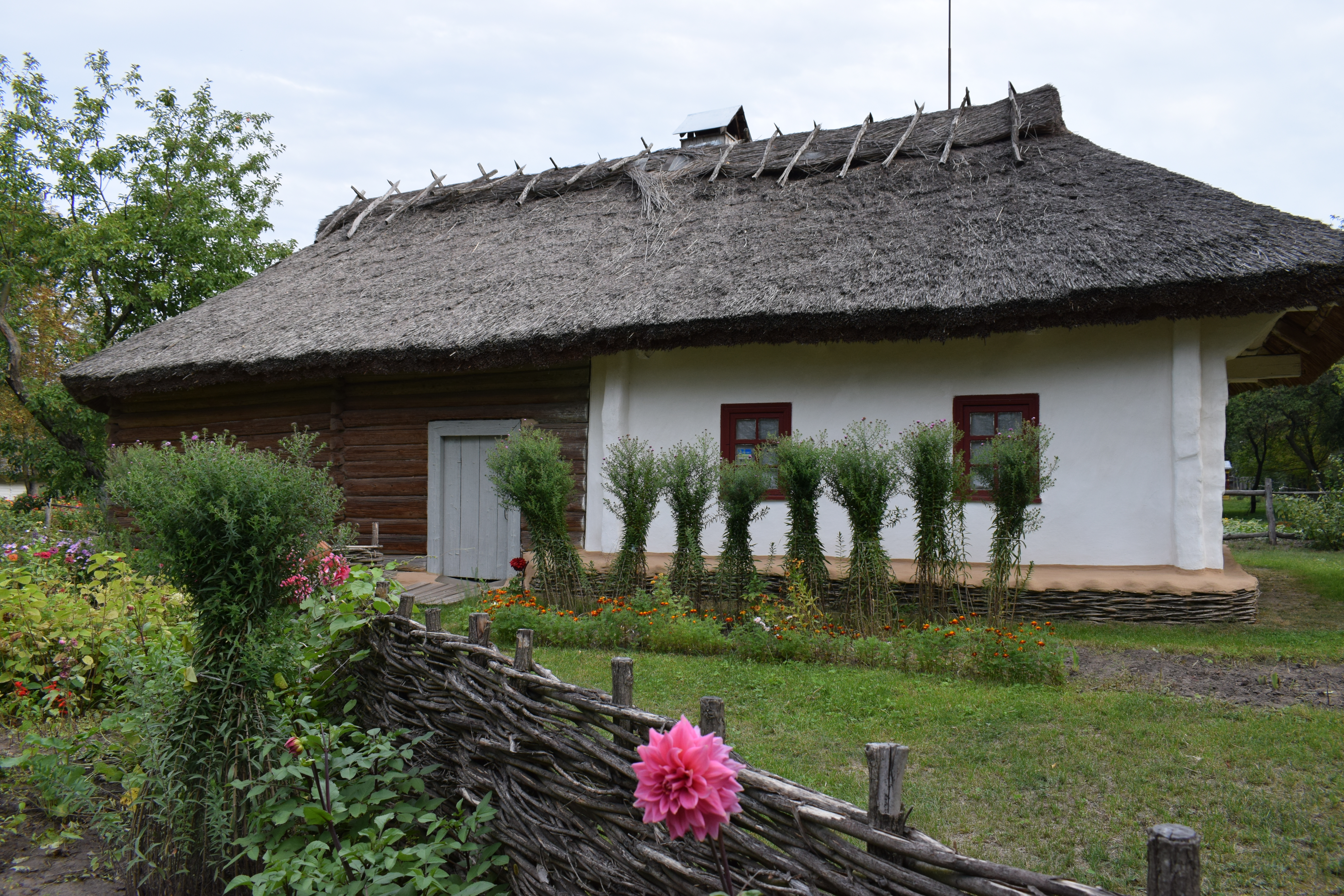

Незрівнянно більше розвинений живопис усередині хати. Розподіл живопису на стінах та його тематика ясно говорять про те, що в основному вона є наслідуванням таких навісних прикрас, як килими, шпалери, вишиті рушники, букети квітів, вінки тощо. У мальовничому зображенні навісної прикраси копіюються як форма предмета та її розташування на стіні, так і композиційні особливості та характер його орнаменту. Стіни, що обмежують спальний кут і не мають віконних отворів, покриваються розписом, що займає всю поверхню стіни. Цей розпис має чітко окреслені контури, що нагадують килим або шпалери. Так само орнамент, що обрамляє вікно, портрет або будь-який інший предмет, компонується у формі вінка або настінного вишитого рушника. Слід зазначити, що улюбленою тематикою народного живопису є геометричний і рослинний орнамент; теми з тваринного світу зустрічаються рідко.

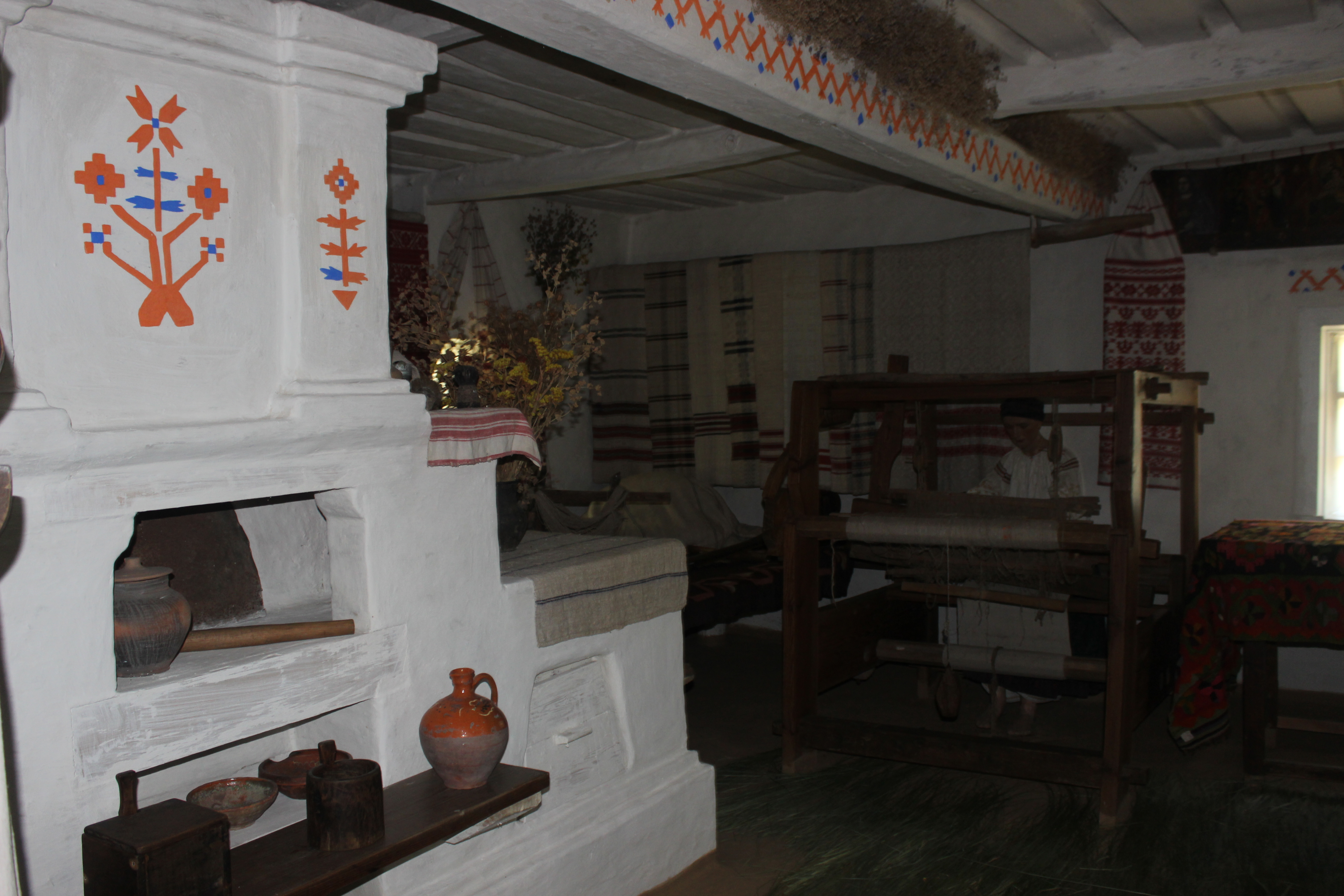
Хата, Переяслав-Хмельницький

У народному живописі розрізняються три основні прийоми композиції, які пов'язані з формою поверхні, що заповнюється. При заповненні орнаментом довгої, більш-менш вузької смуги, виходить своєрідний мальовничий пояс, малюнок якого складається з прямих, хвилястих або зигзагоподібних ліній або з дрібного орнаменту, що повторюється. Вузька витягнута форма поверхні, що декорується, природно наштовхує на застосування ритмічного лінійного орнаменту, який простий у виконанні і дає всій смузі спокійне заповнення. Рисунок геометричного орнаменту, що веде композицію, доповнюється стилізованим малюнком квітки або листя. Іноді пояс, що розфарбовується, представляє покриту яким-небудь тоном суцільну смугу, якій надають своєрідну фактуру нанесенням на неї бризок іншого тону. Лінійний орнамент розташовують зазвичай знизу або згори фасадної зовнішньої стінки або на горизонтальних поясках «варистої» печі в тих випадках, коли хочуть наслідувати шпалери; лінійним орнаментом заповнюють усю площину стіни.

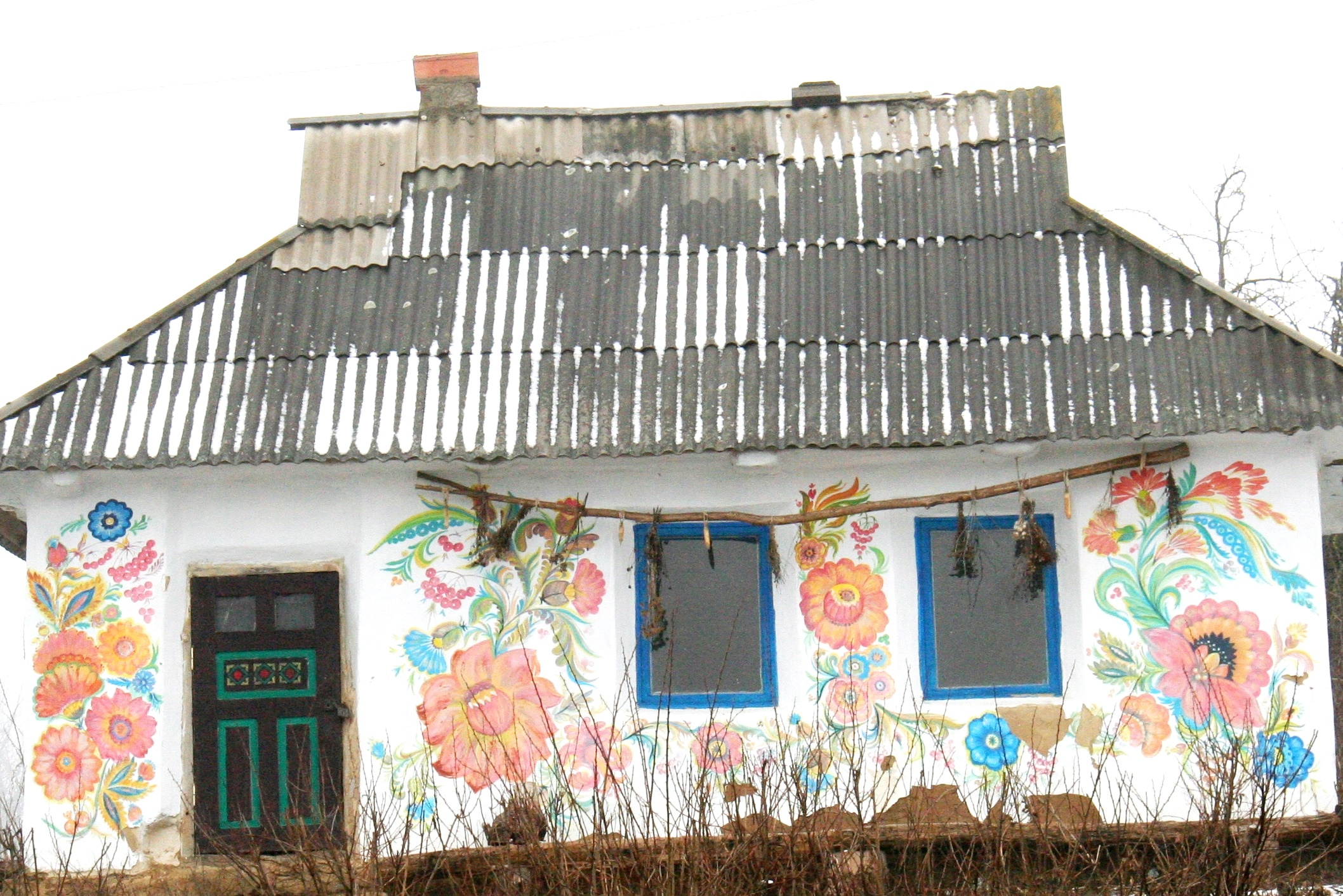
Мальована хата в с. Сліди Могилів-Подільського р-ну Вінницької обл.

Найулюбленішою формою мальовничого заповнення поверхні стіни хати є рослинний орнамент-«вазон», що зображує рослину, яка виходить з невеликого горщика. Цей орнамент однаково часто застосовується і в зовнішньому, і у внутрішньому розписі хати. Його композиція завжди підпорядковується певним законам. Горщик, з якого росте орнамент, ніколи не зображується об'ємно в перспективі, а малюється ніби в ортогональній проекції. Стебла рослини не переплітаються, а послідовно розкладаються на площині, заповнюючи відгалуженнями вільні місця, і закінчуються або квітами, або листям. Ця ясність побудови стеблинок «вазону» властива не лише декоративному живопису, а й іншим видам народного мистецтва — вишивці, килимовій справі та різьбленні по дереву.
Характер малюнка стеблинки та квітів у настінному розписі не однаковий. В одному випадку стеблинки зображуються соковитими прямими лініями та мають мало відгалужень. Малюнок носить дещо сухий і прямолінійний характер, що нагадує малюнок «вазону» на вишивках, килимах або в різьбленні по дереву; найкращі зразки такої композиції дає Старобільщина. В іншому випадку тонкі стеблинки, що ніби згинаються під вагою квітів, густо заповнюють площину малюнка. Квіти та листя даються крупно й виконані яскравими тонами. У деяких випадках малюнок стеблин настільки розвивається, що орнамент втрачає чіткість форми й заповнює всю площину стіни. Тут композиція видозмінюється стосовно контурів площини, що заповнюється. Цей вид малюнка найбільше поширений у південних районах України.
Іноді площина стіни або пояс заповнюються барвистими малюнками букетів, що чергуються; тут основна увага приділяється квітці, стебельки або зовсім відсутні, або зображені невеликими відрізками.
У тих випадках, коли рослинний орнамент обрамляє собою якесь зображення, наприклад портрет, композиція набуває форми вінка, розвиненого з боків. На Подольщині та півдні Правобережжя заповнення стіни живописом іноді перетворюється на справжню килимову композицію. Фоном для неї служать не тільки біла стіна, а й синій, коричневий або жовтий тони, за якими ведеться розпис. Для заповнення такої площини використовується чисто геометричний орнамент. Уся площина розкреслюється на квадрати, трикутники або ромби, що розфарбовуються в різні тони; іноді геометрично розчленована площина заповнюється дрібним рослинним орнаментом або вся площина покривається стилізованим рослинним орнаментом. Цей прийом декоративного оформлення відрізняється соковитістю фарб і застосовується переважно в інтер'єрі житла.
Одним із найпростіших прийомів декоративного оформлення великих поверхонь є набризкування, торцювання або штампування поверхні стін. У цьому випадку малюнка немає, а обробка стіни досягається імітацією шорсткої поверхні.
Розпис на печах носить у собі сліди наслідування кахельним печам: площина печі розбивається тонкими лініями на прямокутники, у яких розміщуються своєрідні орнаментальні рисунки.
Манера малюнка та листа залежить від техніки нанесення фарби; настінний живопис народного житла виконується дуже простими інструментами.
Для нанесення стандартного орнаменту застосовується штамп. Для цього беруть картоплину або буряк, рівно зрізають один бік і на ньому ножем вирізають простий орнамент, наприклад, у вигляді прямих ліній, що перетинаються в центрі кола. В іншому способі беруть ганчірку, стискають її пальцями в грудку, опускають у фарбу та притискають до стінки. Виходить невизначена за формою пляма, якою заповнюють всю поверхню стіни або розташовують ці плями однією лінією.
Імітація шорсткої поверхні досягається набризком або торцюванням — для цього беруть зв'язку колосків, опускають у фарбу та наносять ними бризки на стіну. В іншому способі ті ж колоски пов'язують у форму валика, який опускають у фарбу і потім рукою катають поверхнею стіни.
Виконання складних орнаментів потребує більш досконалих інструментів. Для цього застосовуються різноманітні кисті. Матеріалом для живопису є земляні, рослинні та анілінові фарби.
Стінний живопис, виконаний фарбами, приготованими на воді, молоці або яєчному білку, швидко руйнується. Фарба швидко стирається або змивається дощем, і це змушує часто переписувати орнамент іноді 2-3 рази на рік, причому під час переписування дуже часто орнамент докорінно змінюється.
Широко побутували в Україні настінні розписи. Проте вже на кінець XIX ст. декоративні мотиви-розписи традиційного житла втратили свій символічний зміст. Український настінний розпис сягає своїм корінням ще часів трипільської культури. Про це свідчать археологічні знахідки, зокрема зображення на стінах сови, барвінку, гілок із квітами, букетів.

## Типи українського житла і конструкції стін

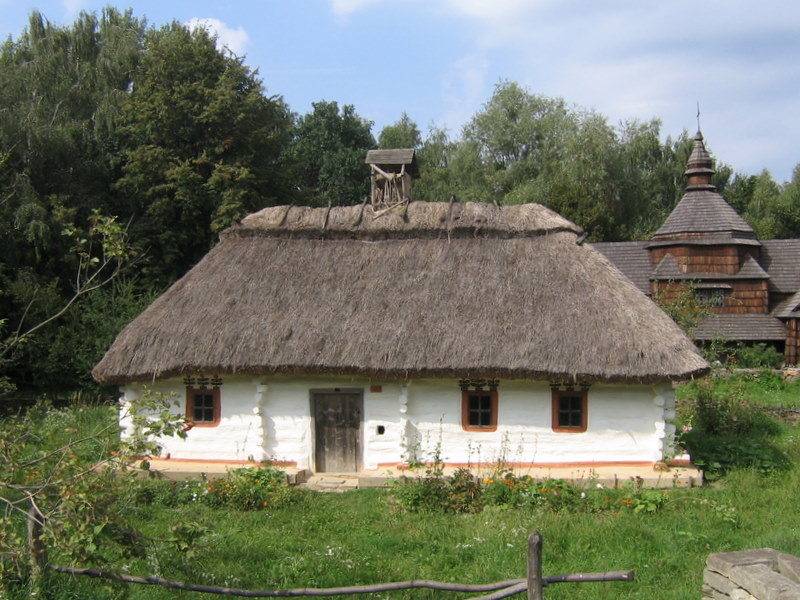
Побілена дерев'яна хата 19 ст. з солом'яною стріхою із села Луги на Поділлі

Панівним типом житла в Україні XIX ст. вважалась хата з одним житловим приміщенням. Найбільш простим і найдавнішим її різновидом було однокамерне житло, в якому єдине приміщення мало безпосередній вихід на вулицю. Як свідчать археологічні джерела, таке планування широко застосовувалось на території України ще в VIII—XI ст., а також у пізніші часи. Так, у середині XIX ст. цей тип однокамерного житла переважав на півночі Київщини, на Чернігівщині, Житомирщині. Двокамерне житло було поширене в XIX ст. і зберігалось у центральній частині України до початку XX ст. Така хата мала одне житлове приміщення та сіни. Трикамерне житло набуло масового поширення в Україні наприкінці XIX — на початку XX ст. Воно вважалося наступним етапом розвитку української хати. Житлові будинки з таким плануванням, окрім хати й сіней, мали ще комору. Хати, в яких було одне житлове приміщення, сіни й комора, мали багато регіональних відмінностей у різних місцевостях. Так, на Поліссі до хати добудовували ще одну комору для зберігання овочів (стебку, пукліт), у західних районах України — хлів, приміщення для сільськогосподарського інвентарю. Такі типи трикамерного житла стали основою для створення будинків із двома житловими приміщеннями (одне з них було основною кімнатою, друге використовувалось як святкове). До хати могло добудовуватись і допоміжне приміщення — ванькир, який використовували як спальню, дитячу чи кухню.
Розрізняють два варіанти такого житла: «дві хати підряд» та «хата через сіни». Визначальною рисою першого варіанта є те, що друга хата створювалась шляхом добудови до трикамерного житла спеціального приміщення. Отже, обидва житлові приміщення розміщувались по один бік сіней. Тип планування «дві хати підряд» мав значне поширення на Поліссі на початку XX ст.

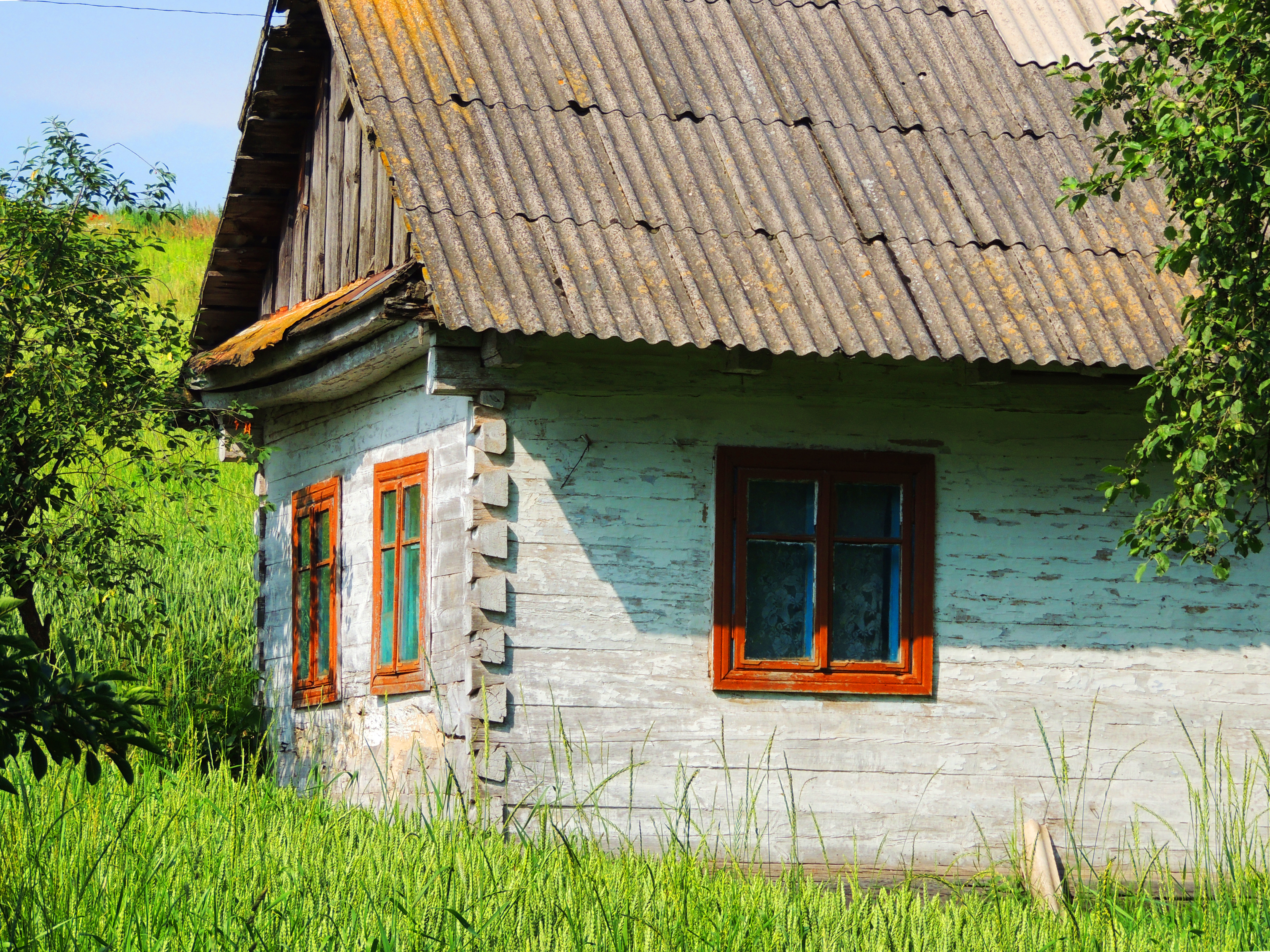
Стара хата в Антонівці

План житла «хата через сіни» найчастіше зустрічався на Поділлі, Півдні України. Характерною ознакою цього плану є те, що житлові приміщення розташовувалися по обидва боки сіней (подвійне житло), тобто замість комори створювалось ще одне житло. В народній житловій архітектурі завжди передбачали додаткові приміщення, які можна було легко пристосувати до житла, а також думали про можливість розширення житлової будівлі шляхом добудови до первісного об'єму нових приміщень. У цьому випадку збільшувалися кубатура будівлі й площа забудови, що спричиняло відповідні зміни в плануванні не тільки всієї споруди, а й садиби.
Застосовували два типи конструкції стін: зрубний (в українському Поліссі та Карпатах) і каркасний (у лісостеповій смузі). Конструкційною основою зрубних будівель є стіни з горизонтально викладених колод, брусів, півкругляків, з'єднаних на кутах врубками. Кожний ряд називається «вінець». Вінці зрубів завжди були майже однакової товщини, крім підвалин, для яких використовувалося грубе дерево, переважно дуб. Довжина зрубів сягала 5 м. Зрубні будівлі зводилися з окремих квадратних коробок — клітей. Стіни каркасних будівель складалися зі стовпців (стояків, сох), які закопували в землю або вставляли в нижній зрубний вінець (підвалини). Стовпи розміщували по кутах будівлі й проміжках стіни на відстані, яка залежала від заповнювача каркаса. Щоб конструкція споруди була міцнішою, на кутах робили розкоси. Заповнювали каркас дошками, півкругляками (пленицями), хмизом, очеретом, а також глиносолом'яними вальками.

Стіни з плетеним заповненням каркаса вальками, очеретом і лозою були поширені в лісостеповій смузі, у степах. Тут у будівлях ставили легкі каркаси з густо поставлених стовпчиків, які скріплювалися кількома рядами горизонтальних жердин. Хати, зведені за такою технікою, мали різні назви: мазанка, хворостянка, кильована та ін. Поряд із каркасною у лісостеповій і особливо степовій частинах України побутувала безкаркасна техніка зведення стін із глиносолом'яних вальків та саману, а в низці районів — з природного каменю (черепашнику, солонцю тощо).

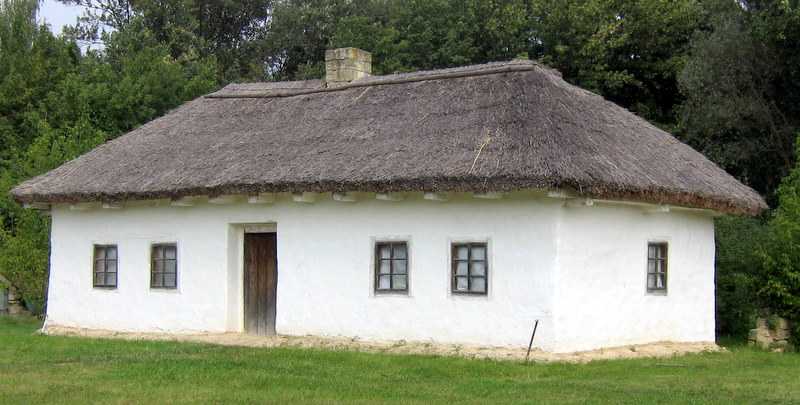
Хата 19 ст. із села Старокозаче Одеської області

Найпоширенішою конструкцією даху в Україні була чотирисхила на кроквах, які кріпилися на верхньому вінці зрубу або на поздовжніх брусах (платвах), покладених на верху стін. На Поліссі також побутував двосхилий дерев'яний дах, споруджений за кількома варіантами: накотом (зрубне перекриття), на стільцях (прилаштування у формі стільця, що підтримує дах), на сохах (стовпах, які підтримують сволок і весь дах). Дах покривали переважно соломою, зв'язаною у сніпки (кулики, китиці, плескачі), а на Лівобережжі — розстеленою соломою (внатруску). Зруб хати в лісових і гірських районах України був відкритий. Добре підібрані й оброблені вінці зрубу утворювали чудову фактуру стін, що створювало враження вагомості та міцності. У лісостеповій і степовій смугах хата, незалежно від матеріалу, з якого збудована (зрубна, глиновалькована, городжена й мазана глиною, з каменю), завжди була ззовні й зсередини побілена. Серед зелені садів вона виділялася білим кольором стін, а жовтогарячі плями (облямівки вікон, дверей, призьби) надавали їй веселого вигляду.
У народному житлі завжди багато уваги приділяли художньому оздобленню. Вірили, що тільки розмальована хата може бути надійним захистом від злих сил. Наприклад, вогонь і його відповідник — червоний колір, вважали надійними захисниками від будь-якого лиха. Червоною смугою вище долівки обводили стіни. Створене таким чином замкнене коло повинно було охороняти від нечистої сили. Магічне значення мали й настінні розписи. Селяни вірили, що різноманітні барвисті зображення та орнаменти можуть привернути увагу лихої сили, яка не чіпатиме людей.

### Поділля
Попри традиційну одноманітність українського житла, кожен з куточків України мав і свої особливості. Так, наприклад, на Поділлі житлові будівлі вирізнялися мальованими фасадами завдяки широкому використанню кольорів та настінного розпису. Віддавна в будівництві тут застосовували глину та солому. Переважним типом була оселя з двома житловими приміщеннями з обох боків сіней. На Поділлі здавна широко використовувався камінь. Найактивніше це робили мешканці басейну Дністра на території між річками Збруч і Золота Липа та на покутсько-буковинському Подністров'ї. У них були печі й приблизно однаковий інтер'єр. Менше приміщення використовувалося як кухня, більше — як кімната для гостей.

### Полісся
На Поліссі ще в XIII ст. будували найпростіші зрубні споруди — кліті, стебки, однокамерні хати. Житла зводили з дерева. У XVI ст. відбулися інтенсивні соціально-економічні процеси, які стимулювали розвиток хліборобства, розширення торгівлі. Усе це позитивно позначилося й на характері будівництва. Широкого застосування набуває різане дерево, рублені дахи замінюються кроквяними, поширюється покриття соломою та побілка житлових приміщень, зростає кількість господарських будівель, які часто блокуються з житлом.

### Південь України
Природні умови півдня України (спека, вітри), наявність таких матеріалів, як глина та камінь, зумовили спорудження будівель із товстими стінами, глибокими амбразурами у прорізах для вікон і дверей, тривале існування напівземлянок із масивним земляним дахом. Переважна більшість жител у XIX ст. мала великі вікна, дахи під соломою або очеретом. Останні були двосхилими із фронтонами, які часто оздоблювалися декоративним ліпленням.

### Наддніпрянщина
У Середній Наддніпрянщині житло було каркасне та зрубне. Обмежена кількість дерева спричинювала застосування соломи, очерету, лози, які гармонійно поєднувалися. При цьому майстерно використовувались їх декоративні властивості. Багатоваріантності осель не існувало. Панівним типом тут була хата з одним житловим приміщенням, сіньми та коморою. На Черкащині та в деяких районах Київщини — з двома житловими приміщеннями й сіньми. На Полтавщині побутувала двокамерна хата з одним житловим приміщенням і сіньми.

### Слобожанщина
На Слобожанщині будували дерев'яні хати, які обмазували глиною або білили. Зрідка стіни виплітали з хмизу й обробляли глиною, а в деяких місцевостях складали з каменю. Стіни обов'язково клинцювали (забивали клинці) і закидали глиною з половою, а потім білили. Дахи покривали соломою. Краї стріхи відводили від стіни й спирали на вінця, які підтримувалися стовпчиками. Завдяки цьому хати набирали більш оригінальної форми. Планування хат було різноманітним: двокамерні (житлове приміщення та сіни), трикамерні (два житлові приміщення, розділені сіньми). Рідко траплялися хати з житловим приміщенням, сіньми й коморою.

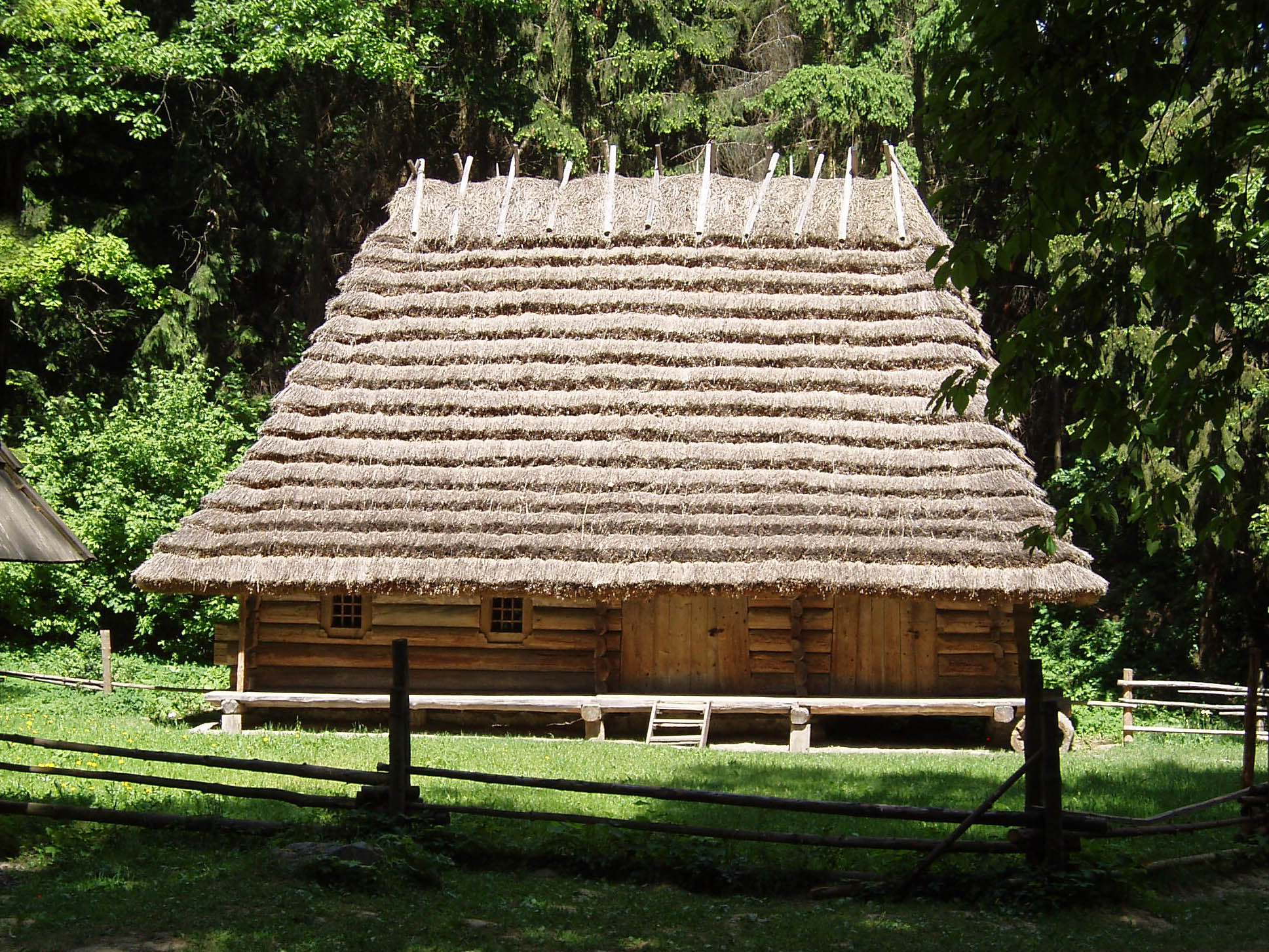
Хата, с. Либохора Турківського р-ну, 1749 рік.
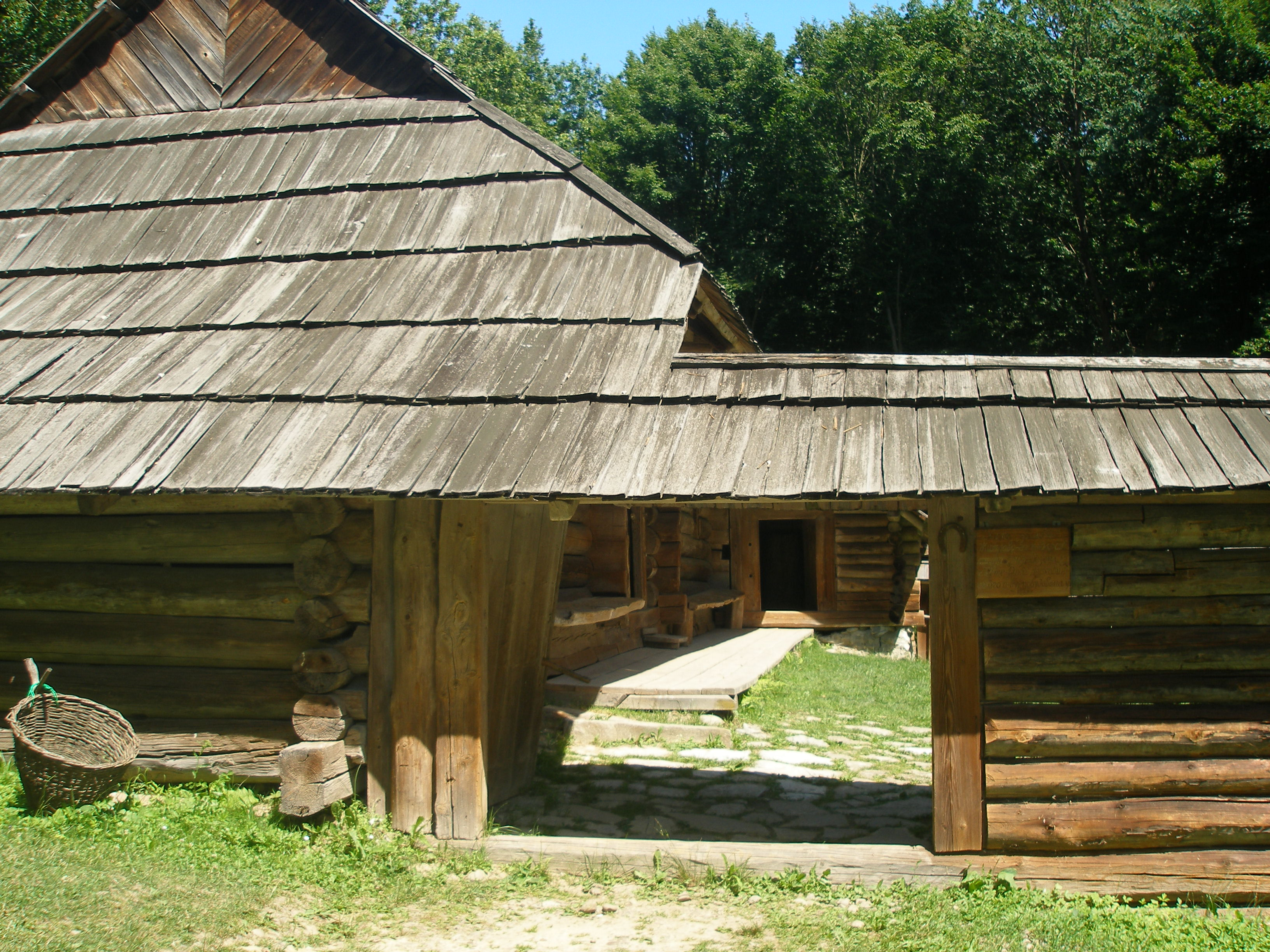
Гуцульська гражда, Крилос, ур. Прокаліїв Сад
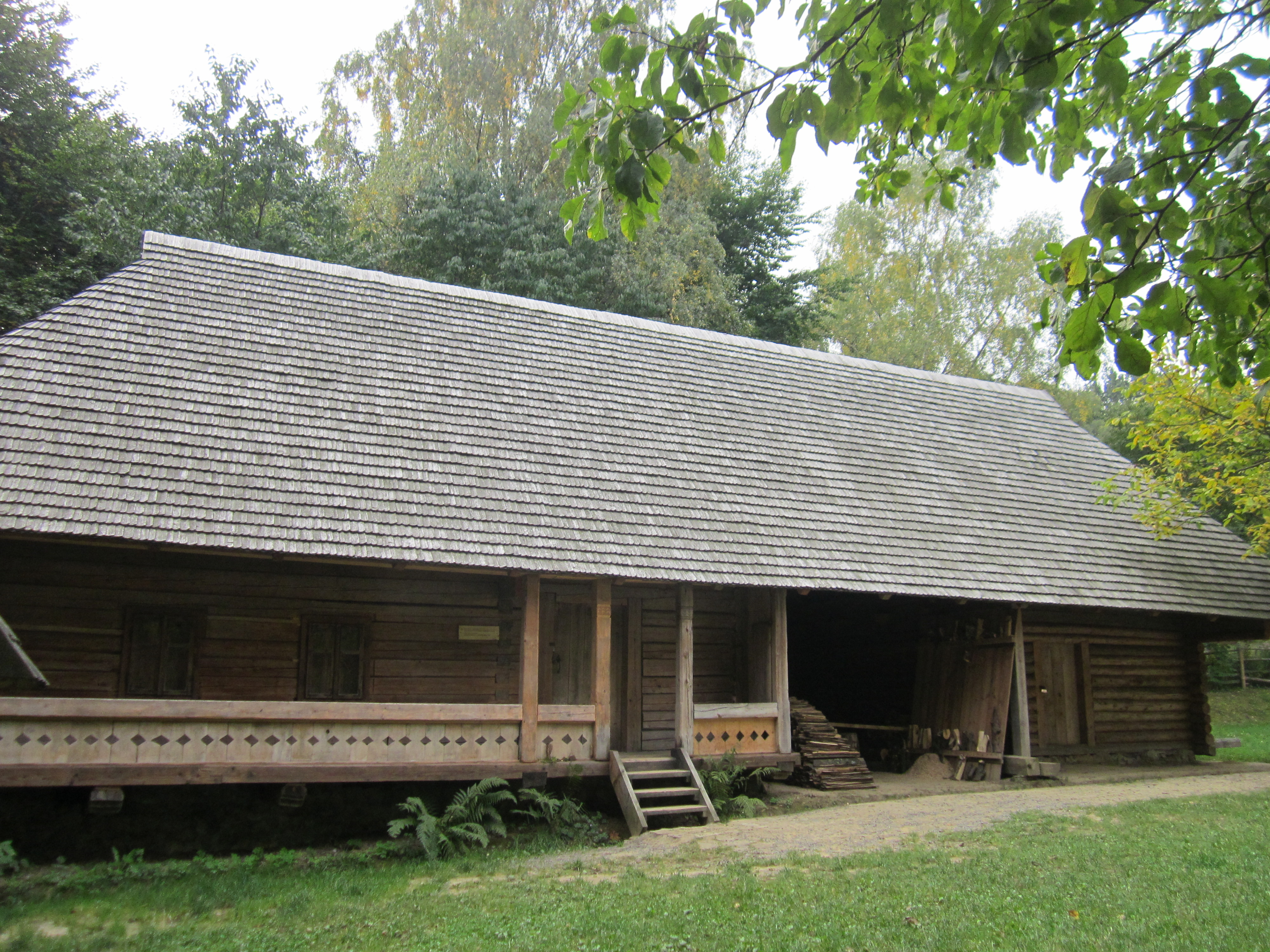
Лемківська «довга хата». Хата з с. Люта Великоберезнянського р-ну
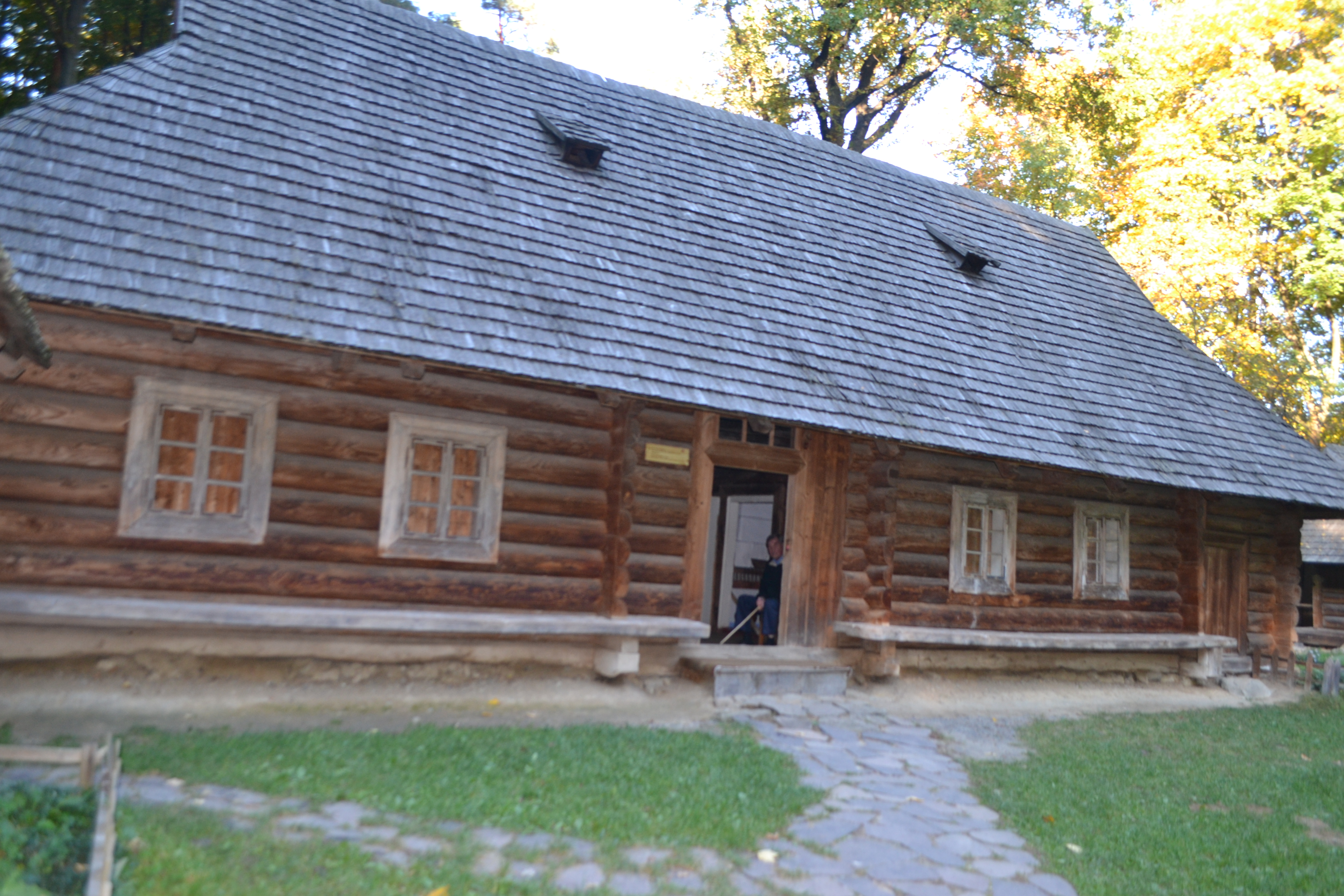
Хата з с. Вербовець
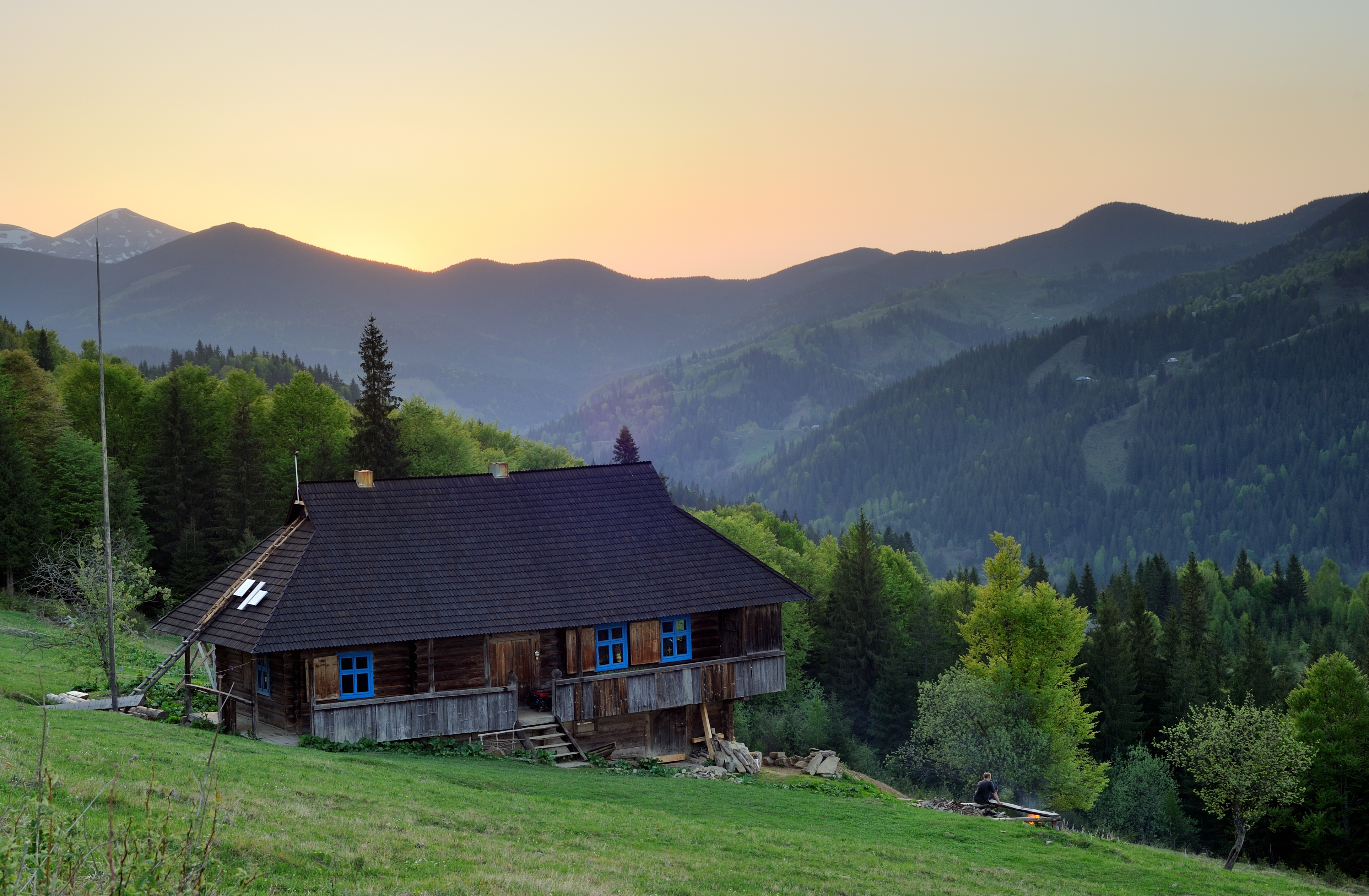
Яремче

### Бойківщина
Карпати — край, особливо цікавий багатством архітектурних форм, конструкційних прийомів і планувальних структур у народному житлі. На Бойківщині, наприклад, де населення віддавна займалося хліборобством, хати всюди крили соломою. Будівлі вирізнялися добре виваженими пропорціями, оригінальним завершенням фасадів у вигляді галерей зі стовпчиками. За плануванням бойківські хати відрізнялися розміщенням у них житлових приміщень між коморою й сіньми. У західній частині хати дуже часто блокувалися з господарськими приміщеннями в довжину.

### Гуцульщина

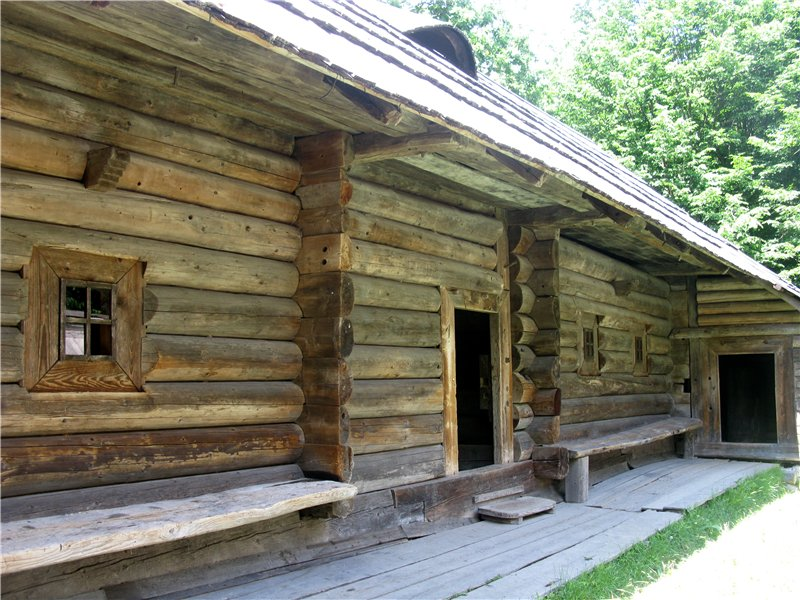
Гуцульська хата 40-х років XX ст. у музеї народної архітектури та побуту Прикарпаття в Крилосі

На Гуцульщині хати споруджували з дерева, покривали дошками-драницями й оздоблювали різьбою окремі деталі (галерейки, одвірки, сволоки). Основним типом житла тут вважається хата з галерейкою та двома житловими приміщеннями, розташованими по обидва боки від сіней.

### Лемківщина
Класичним типом лемківського житла була «довга хата». Так називали народне житло, у якому під одним дахом зведені житлові й господарські будівлі: хата, сіни, комора, стайня, боїще (клуня), возівня. Хати споруджували найчастіше зі смерекових півкругляків. На кутах в'язали вінці за допомогою «простого замка» або «риб'ячого хвоста». Дахи робили двоспадові, покривали соломою. Увесь зруб обмазували нафтою, яка не тільки захищала стіни від гниття й червоточин, але й була своєрідним оздобленням. Там, де нафти не було, використовували палену глину, розведену водою чи олією. Стики вінців білили, тому вони яскраво виступали на темному тлі стін і горизонтальними смугами підкреслювали фактуру хати. У деяких місцевостях Лемківщини побутував також декоративний розпис.

### Закарпаття
На рівнинному Закарпатті (територія в долині р. Тиси та її приток) переважна більшість будівель — зрубна з дуба, подекуди з липи. Стіни зовні обмазані глиною або «полісковані» й закидані глиною з половою. При обмазуванні та виділенні окремих деталей тут віддавна використовували синій колір, пластичне ліплення. Дахи робили високими й покривали соломою. Тому за своїми формами, окремими елементами, побілкою місцеві хати нагадують будівлі з інших регіонів України, насамперед Поділля.

### Буковина
На Буковині віддавна споруджували будинки з дерева. На зруб, складений з менш цінних порід дерева, густо набивали клини, накидали суміш глини з соломою і вирівнювали поверхню. Багато уваги приділяли обробці торців кутів, зберігаючи при цьому їхню ступінчастість.

### Сіверщина
У поліській частині Чернігівщини переважали дерев'яні хати білоруського типу. На півдні та в центрі Сіверщини ж переважали звичайні білені хати, які побутували на всій рівнинній частині України.

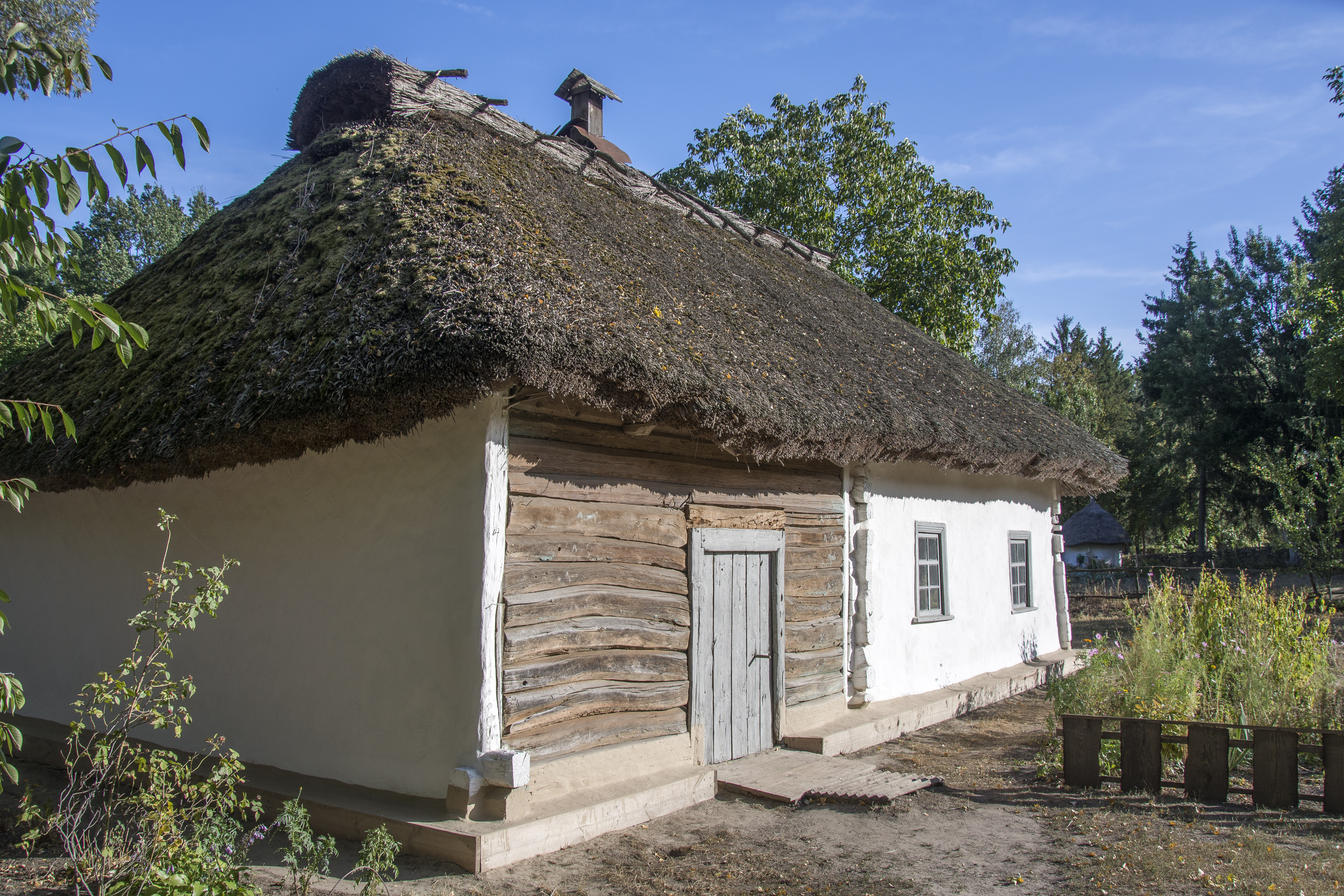
Хата олійника із с. В'юнище Переяслав-Хмельницького району Київської області
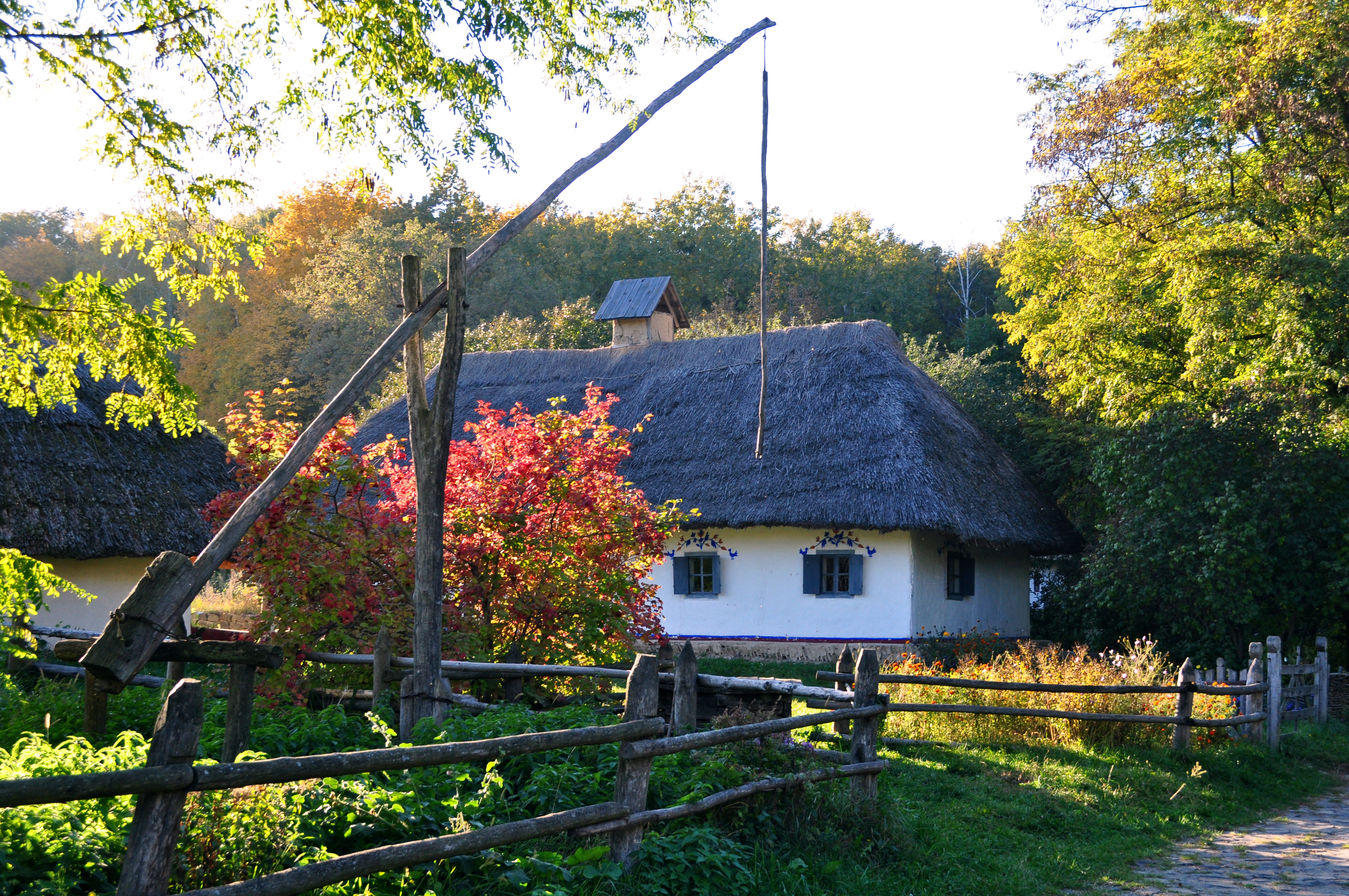
Хата з села Пужайкове Балтського району Одеської області
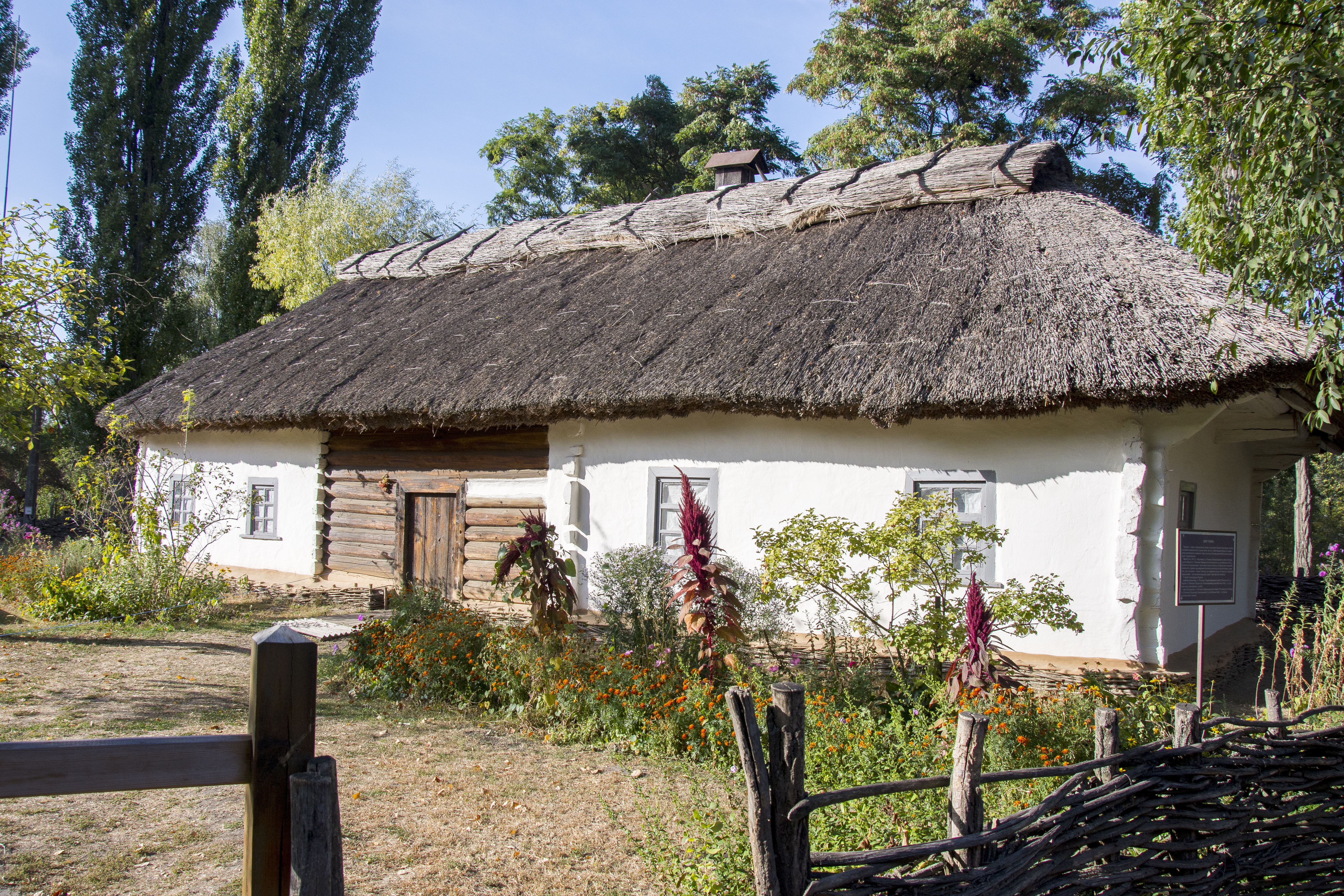
Хата, Переяслав-Хмельницький

## Двір
На всій території України двори були відкритими, тобто земельна ділянка, прилегла до хати та господарських споруд, завжди лишалася просто неба на відміну від закритого двору в інших східнослов'янських народів, де під спільним дахом із житлом перебувала певна площа двору. Житло та господарські споруди розташовувалися переважно поокремо і тільки в деяких районах (Полісся, Карпати, частково Лісостеп та Степ) побутували різні варіанти їх поєднання. Найдавнішою формою огорожі були вали (окопи) з землі та глини, перемішаних з м'ятою соломою. На них висаджували кущі та дерева. У лісових районах огорожу (вер'є) робили з тонких стовбурів дерев, горизонтально покладених між подвійними вертикально вбитими в землю стовпчиками. На Західному Поліссі подекуди зберігалися такі архаїчні форми огорожі, як сторч, сторчівка, частокіл, зроблені з кругляків, вертикально вбитих у землю, та дерев'яні паркани. У південних районах, багатих на камінь, огорожі робили з грубо отесаних брил значних розмірів. Наприкінці XIX — на початку XX ст. у переважній більшості районів лісостепової та степової смуги поширилися плетені з лози тини. Огорожа мала в'їзні ворота — браму, вхідні двері — фіртку, перелаз — підвищений над рівнем землі отвір для проходу людини, але утруднений для подолання худобою та птицею.

## Образ української хати в мистецтві
Художній образ української хати створювався багатьма майстерними українськими творчими особистостями. Він, проходячи через почуття і страждання автора, характеризується щирістю та реальністю та дає можливість сказати щось нове.
У світоглядних картинах української хати відбивається генеза речей у середині нашого життя, просторова динаміка зіткнень, бінарних опозицій, подрібненість і клаптиковість людських розвідок, народні загадки, елементарне нагадування про внутрішній і зовнішній світ, закритий і відкритий, знаний і незнаний, безпечний і небезпечний, страхи, забобони, нееволюційні, негармонійні образи, руйнування, трагізм, невловимість і швидкоплинність часу, безперервність, універсалізовану пам'ять народу, протистояння, світло, тінь і темряву, шлях життя, пізнання і спасіння, естетику, добро, святість, материнську любов і ін., містить пізнавальні, філософські, естетичні критерії, є місцем візій про себе. Хата — особлива структуро-світоглядна картина.
Хоча у другій половині ХІХ — першій половині ХХ ст. в багатьох селянських хатах на стіні поряд з іконами під вишитим рушником висів портрет Шевченка, проте його поезія не сприймалася з достатньою глибиною. Про це переконливо зазначав Борис Грінченко в брошурі «Шевченків „Кобзар“ у селі» (1906), зауважуючи, що селяни досить поверхово сприймали більшість його поезій. Але архетипна Шевченкова образність була легко впізнавана тогочасним селянином.

Вигляд зруйнованої хати набирає ознак знищеної ворогами України у поемі-містерії Т. Шевченка «Великий льох». Захоплено й журливо писав про неї Тарас Шевченко, згадуючи її в повістях «Княжна», «Наймичка» та поезії «Сон». У поезії Т. Шевченка уся життєдіяльність людини, її існування пов'язане з міфологемою хати: хата-могила, хата-рай, хата-родина:
|  | «Нема в його хати, ні сестри, ні брата, нікого нема», «Як положать отамана в новій хаті спати, заголосить, як та мати, голосна гармата», «А хату раєм називають! ... У тій хатині, у раю, Я бачив пекло ...». |

Т. Шевченко порівнював хату з людиною:
|  | «"Хати біленькі виглядають, Мов діти в білих сорочках", "Неначе дівчина, хатина".» |

Образ української хати має такі постійні епітети-демінутиви: «вишнева», «біла», «проста», «гуцульська», «білена», «срібна». Побілена хата — універсалізована пам'ять роду, що не підлягає руйнуванню. Біла хата — вербальний портрет таких психічних процесів, як моральна чистота, самотність. Місцем збереження історичної пам'яті у хаті займають образи-символи геніїв нації, у ширшому символічному значенні — предків роду: Шевченко, Куїнджі, Франко, Кибальчич тощо. 

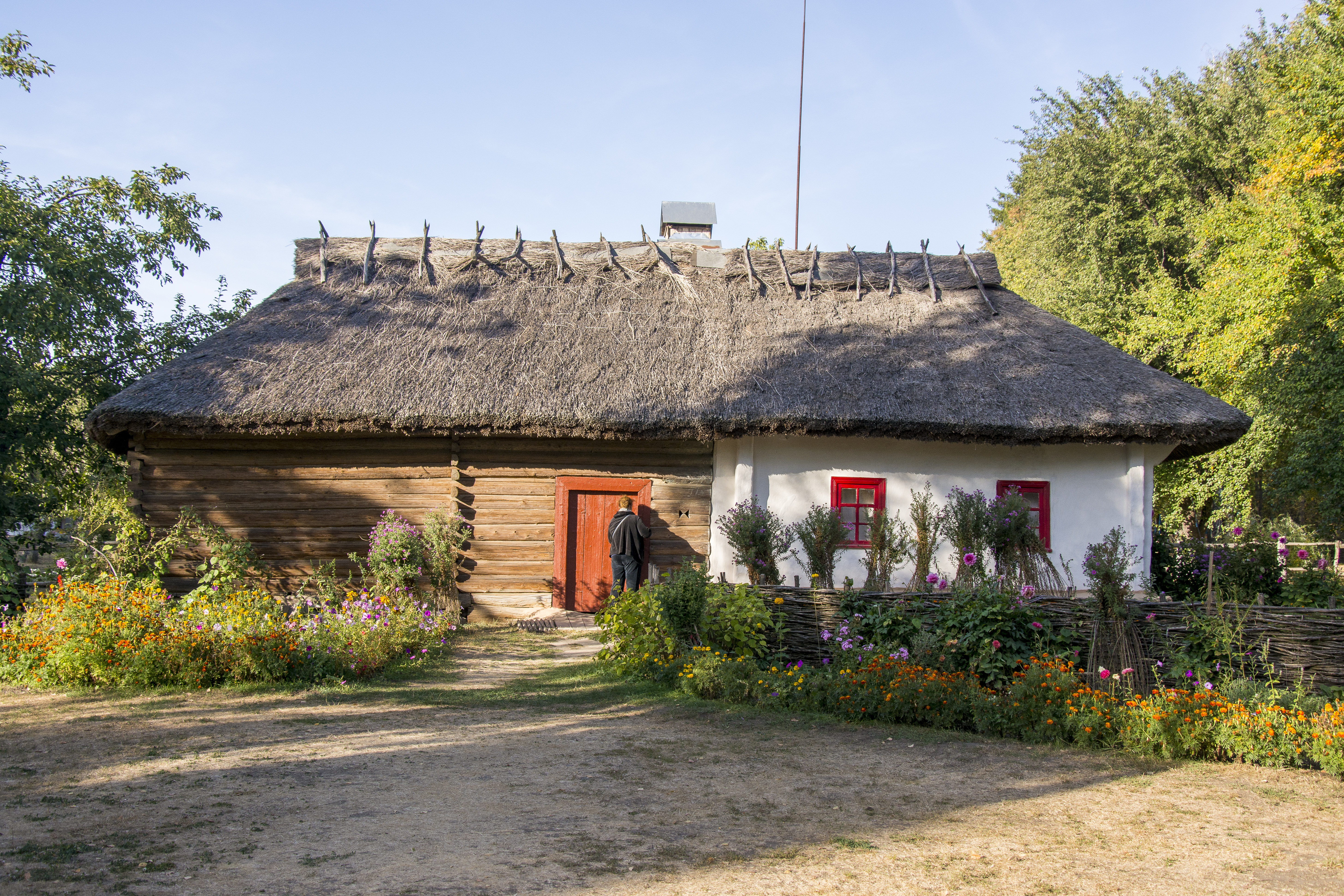
Хата із с. В'юнище Переяслав-Хмельницького району Київської області

З образом предків митці неодмінно пов'язують, крім проекції в майбутнє, і картину Страшного Суду, і образ «материнських сліз» (асоціації «рідної роси») в розмовах матері з померлим чоловіком. Це є знаковим характером діалогу з символом смерті. Тут батько «неперсоніфікований дух-божество» смерті, що пам'ятає своє походження, рід, хату і вступає в діалог з живими під дверима сільського будинку. Тарас Мельничук доходить висновку, що причиною потрясінь і катастроф є першозло, «лжа», зерна якого є в людській природі. Людина, яка виходить із батьківської хати, втрачає її захист й стає беззахисною перед світом і злом, а інший локальний простір, в який вона потрапляє, не є оберегом.
|                                                                        | «Рідна хата! Оспівана в піснях, оповита легендами та переказами, опоетизована майстрами слова й пензля, вона буде завжди символом добра і надії, її незгасний вогник світитиметься теплом маминої любові, вірою в доброту, високу людяність...». |
| — писав про роль батьківської хати В. Скуратівський у книзі «Берегиня» | |

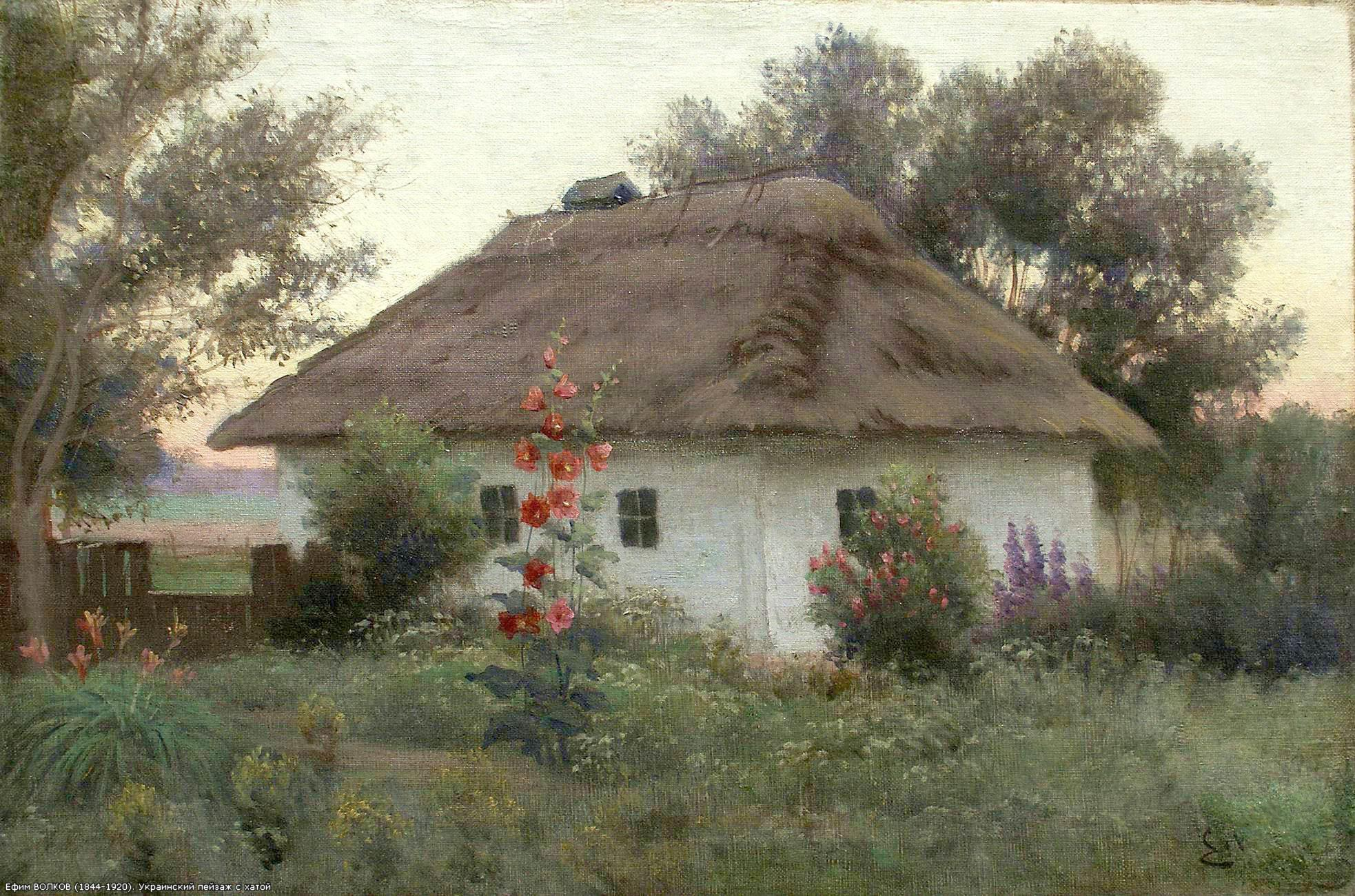
Ю. Ю. Волков, «Український пейзаж із хатою», (1910), приватна колекція.
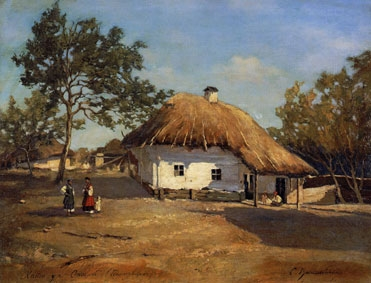
С. І. Васильковський «Хата в Опішні»
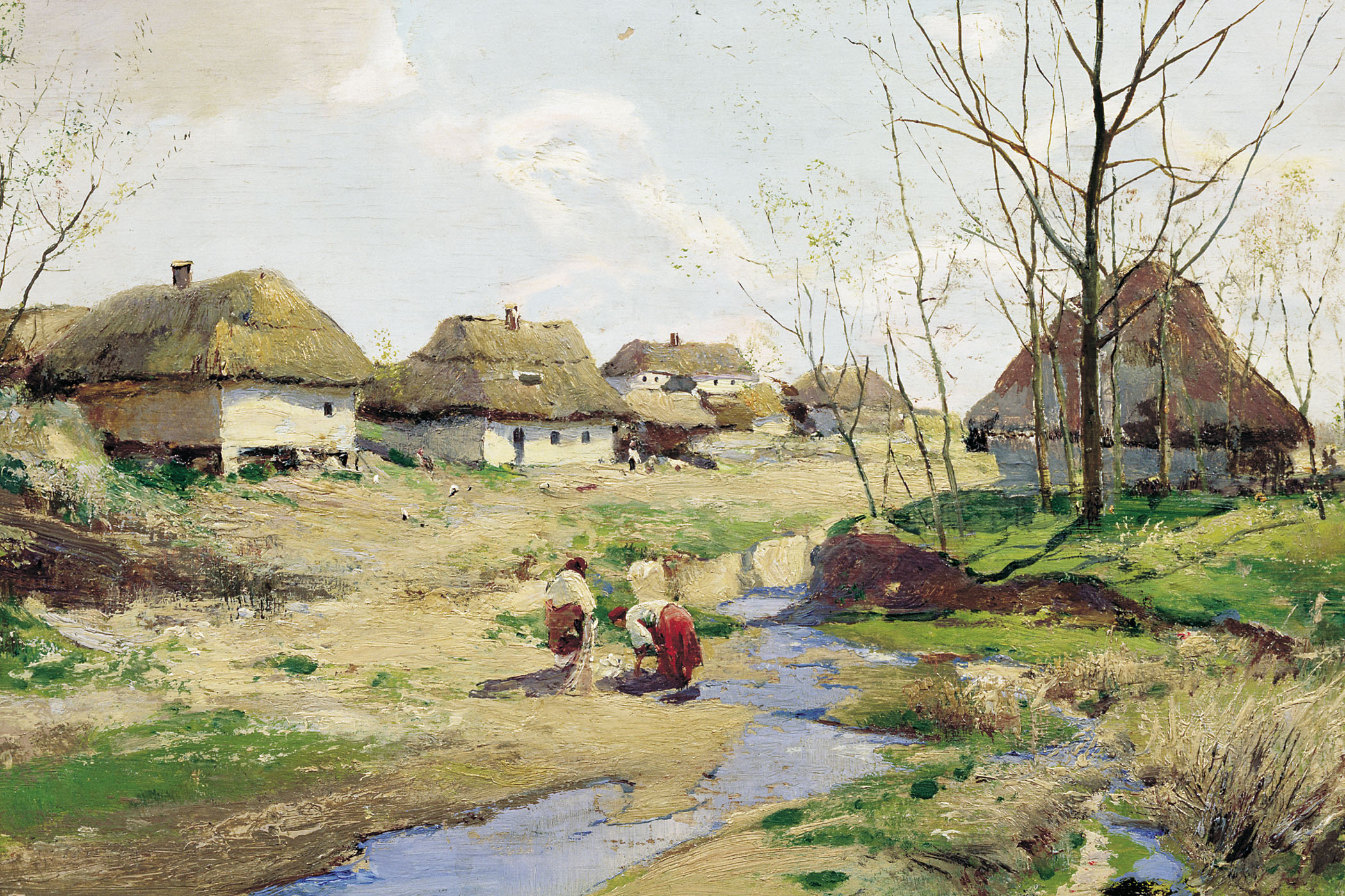
С. І. Васильковський «Весняний день»

## Звичаї, вірування та забобони, пов'язані з будівництвом житлових та господарських споруд
Оздоблення хати як зовні, так і всередині мало не тільки естетичне значення, але й виконувало певні інформативні та магічні функції.
Вибір місця для нової хати супроводжувався врахуванням того, чи були на тому місці раніше які-небудь споруди чи господарські зони, чи ставалася там смерть людини, чи росли певні рослини, яким приписувалися магічні властивості. Так, заборонялося зводити хату на місці колишніх споруд, смітників, поховань, місць вбивств і нещасних випадків, на стежках, перехрестях, місцях зростання бузини, терену, груші, калини і т. ін. Вважалося, що нова хата повинна бути більшою за стару, щоб родина не зменшувалася.

Для вибору місця будівництва вдавалися до ворожінь. Наприклад, на вибраному місці сіяли жито: якщо воно росло гарно, то вважалося, що ділянка підхожа. На місці майбутньої хати лишали хліб, зерно, сіль та воду. Якщо все лишалося незачепленим, а кількість води навіть побільшала, то це вважалося доброю ознакою. Широко побутував обряд із використанням металевого або глиняного посуду, під який увечері клали жмут вовни, а вранці перевіряли, чи не зволожилась вона. Якщо так, то вважалося, що житло теж буде вологим. Усі зазначені магічні обряди в далекому минулому виконували тільки чоловіки, хоча наприкінці XIX ст. цієї традиції вже не дотримувались.

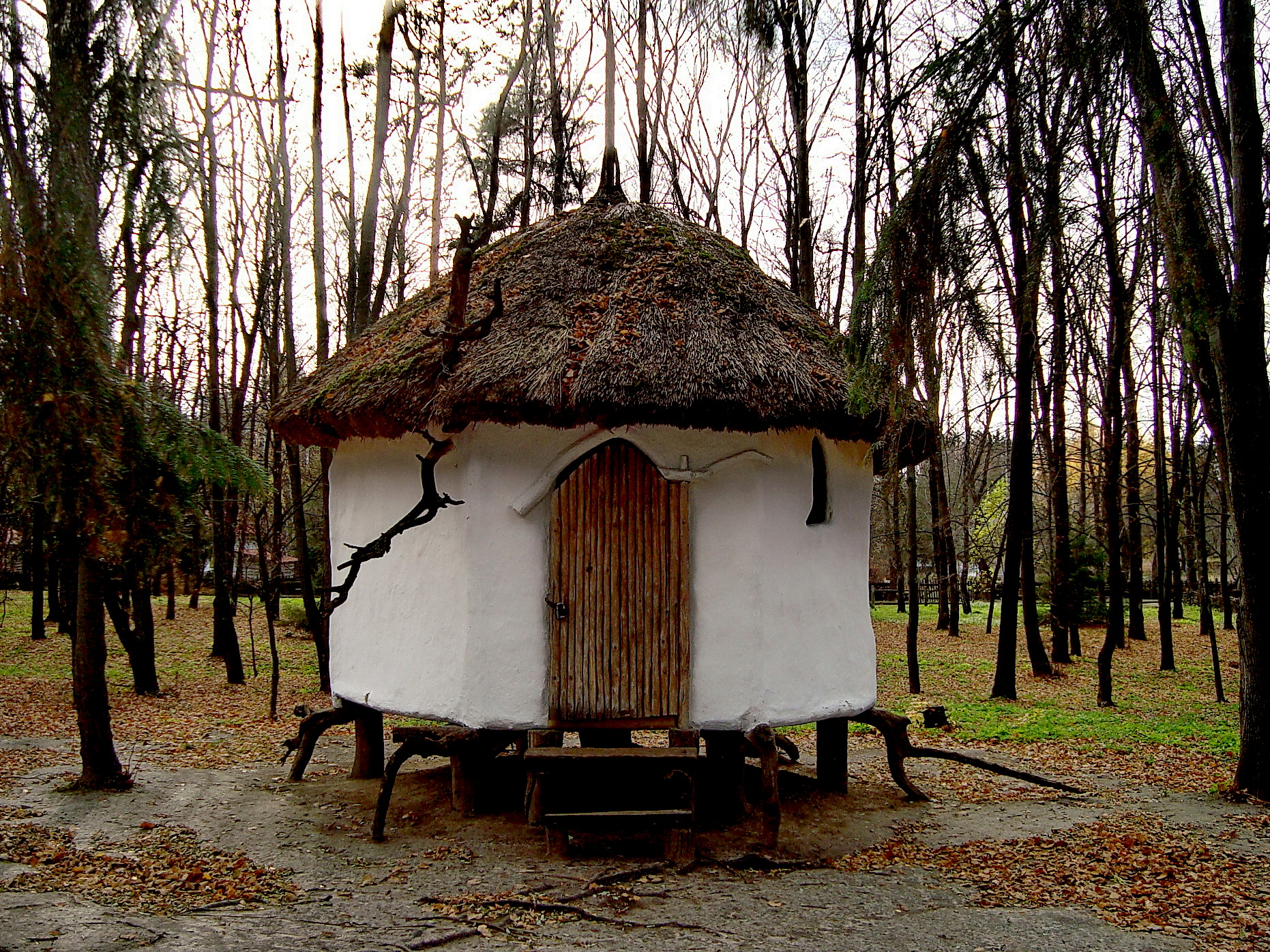
Хата знахарки

Закладати нову хату було прийнято навесні та влітку. Найбільш сприятливими днями вважались вівторок, четвер, п'ятниця та субота. Небажано було починати будівництво у високосний рік, понеділок, середу та на свята. Несприятливими вважалися дні, присвячені мученикам. Обряд закладин житла починався рано вранці та виконувався старшим будівельником. У центрі майбутнього житла, перед місцем, де мала бути піч, або на покуті(південно-східний куток) ставили стілець, застелений рушником, на якому лежали хрест, букет квітів, хліб, сіль, чашка води чи вина. Старший майстер брав рушник із хлібом, цілував його, промовляючи: «Господи, допоможи», — і починав роботу. Рушник, а інколи добрий шмат тканини та гроші він потім брав собі. Майстер робив хрест, який під час будівництва поступово піднімався до вершини даху. Згідно з повір'ям, майстра треба було добре частувати на закладинах, інакше він може наслати лихо. Першу підвалину будівельник повинен був виконувати осторонь чужих очей. Під кути майбутнього будинку (подекуди — лише під красний куток) клали «будівельну жертву»: дрібні гроші, зерно, хліб, вино, трави, часник, овечу вовну, лампадки, іконки, ладан, освячену воду тощо. По закінченні основних будівельних робіт на гребені даху ставили хрест, колоски збіжжя та букет квітів — це була «квітка». Вивершення хати «квіткою» було своєрідним сигналом до того, що господареві слід розрахуватися з майстром, а господині — накривати стіл. Виставлення «квітки» будівельниками збереглося й досі.
Закінчуючи будівництво, майстри обов'язково залишали непокритою частину даху над сіньми, вважаючи, що через цей отвір мусить вилетіти все зло. Через декілька днів отвір закривали. Крім того, протягом року після спорудження не можна було повністю білити хату.
Входини супроводжувалися внесенням образів до нового житла та його благословлянням. Молоді господарі бралися за кінці рушника та заходили в житло, а за ними — родичі та сусіди. Літня жінка посипала всіх зерном і дрібними грішми, бажаючи щастя в новому домі. Після цього відбувалося застілля з частуванням гостей і отриманням подарунків від них. Проводилося обкурення житла ладаном, смирною, вугіллям та шматочками шкіри. Новосілля закінчувалося співами й танцями. Батьки новоселів дарували подушки, родичі та сусіди — клуночки з житом, хліб, сіль. Посуд, ножі, ложки обов'язково повинні були бути новими в новозбудованій оселі. На входини господар обов'язково різав барана або свиню. У давнину першим у хату заводили коня.

## Цитати
| | \| білу, з теплою солом’яною стріхою, що поросла зеленим оксамитовим мохом, архітектурну праматір пристанища людського. Незамкнену, вічно одкриту для всіх без стуку в двері, без “можна?” і без “войдіте!” високонравственну людську оселю. Бідну і ясну, як добре слово, і просту, ніби створили її не робочі людські руки, а сама природа, немовби виросла вона, мов сироїжка в зеленій траві. В тобі так гарно пахло давниною, рутою-м’ятою, любистком, і добра щедра піч твоя пахла стравами, печеним хлібом, печеними і сушеними яблуками і сухим насінням, зіллям, корінням… \| «Хата», Олександр Довженко |
| білу, з теплою солом’яною стріхою, що поросла зеленим оксамитовим мохом, архітектурну праматір пристанища людського. Незамкнену, вічно одкриту для всіх без стуку в двері, без “можна?” і без “войдіте!” високонравственну людську оселю. Бідну і ясну, як добре слово, і просту, ніби створили її не робочі людські руки, а сама природа, немовби виросла вона, мов сироїжка в зеленій траві. В тобі так гарно пахло давниною, рутою-м’ятою, любистком, і добра щедра піч твоя пахла стравами, печеним хлібом, печеними і сушеними яблуками і сухим насінням, зіллям, корінням… | |

| | \| Ти була мені, наче мати, ти служила мені, як могла, кожна кроквочка, кожна лата, не жаліла для нас тепла... \| «Прощання Федора Кравчука, колгоспного конюха, з старою хатою», Василь Симоненко |
| Ти була мені, наче мати, ти служила мені, як могла, кожна кроквочка, кожна лата, не жаліла для нас тепла... | |

| | \| Люблю хати древлянського Полісся, ті старовинні рублені хати − кремезні, довгі, сірі од сльоти, де кущ туману, як бузок, розрісся...; У мене хата тут своя, нівроку, свій домовик, свої он рогачі... \| «Маруся Чурай», Ліна Костенко |
| Люблю хати древлянського Полісся, ті старовинні рублені хати − кремезні, довгі, сірі од сльоти, де кущ туману, як бузок, розрісся...; У мене хата тут своя, нівроку, свій домовик, свої он рогачі... | |

| | \| Спішу до неї мов лелека, простори кинувши до ніг, несу любов свою з далека, яку назавжди я зберіг. Дитячих літ моїх колиска, моя порадниця свята, вона як доля — рідна й близька, миліш її ніде нема... \| «Смерекова хата», Назарій Яремчук |
| Спішу до неї мов лелека, простори кинувши до ніг, несу любов свою з далека, яку назавжди я зберіг. Дитячих літ моїх колиска, моя порадниця свята, вона як доля — рідна й близька, миліш її ніде нема... | |

| | \| Хата є елементом усіх форм сучасної духовності, одним з провідних втілень української національної ментальності. У ході формування свідомості хата виступала спочатку як синкретичне уявлення, символ, далі як образ і знак, нарешті, особливо впродовж останнього століття, — як ідея, моральна засада, естетичний критерій, світоглядна категорія. \| Ігор Мойсеїв |
| Хата є елементом усіх форм сучасної духовності, одним з провідних втілень української національної ментальності. У ході формування свідомості хата виступала спочатку як синкретичне уявлення, символ, далі як образ і знак, нарешті, особливо впродовж останнього століття, — як ідея, моральна засада, естетичний критерій, світоглядна категорія. | |

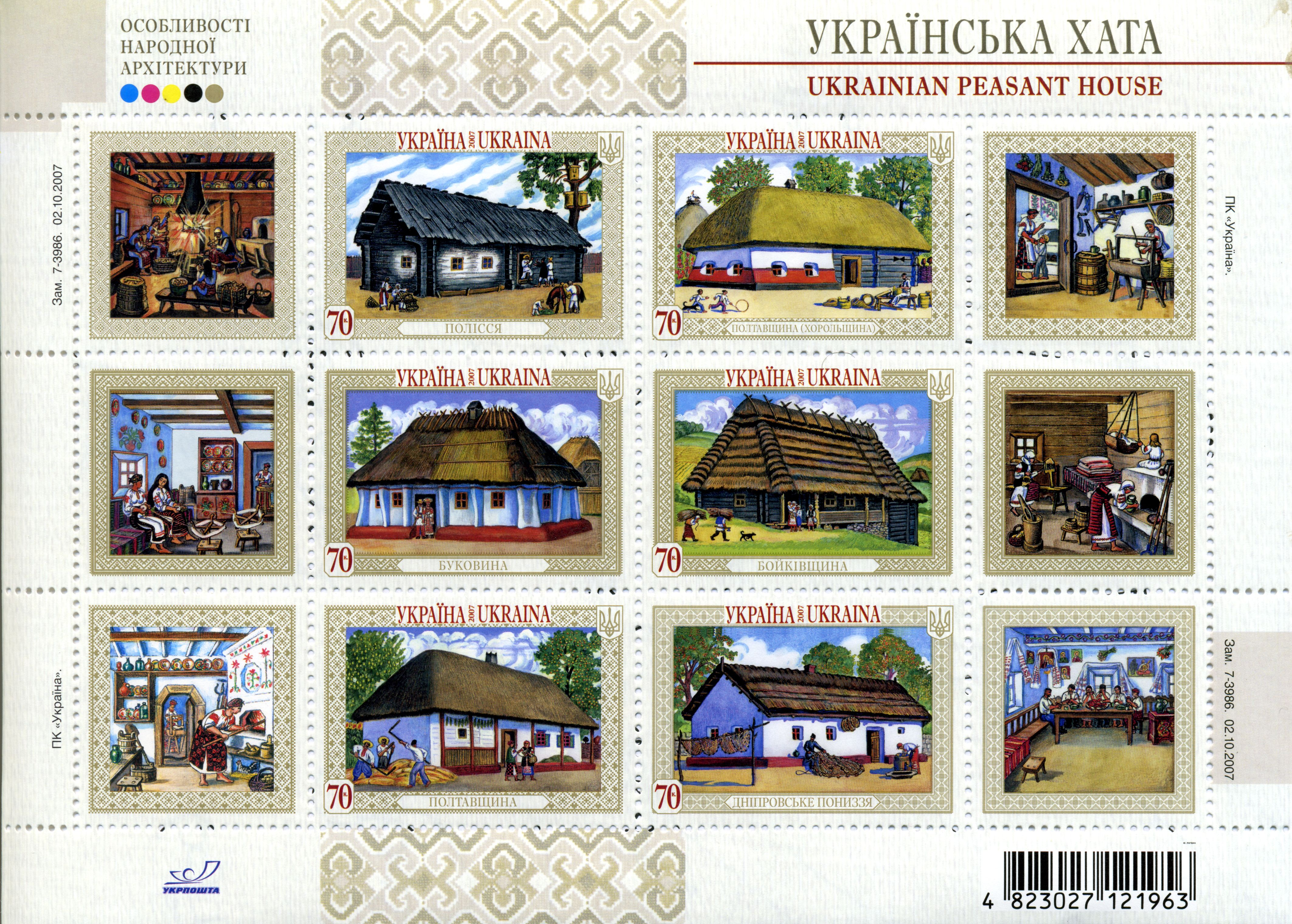
Українська хата в українській філателії
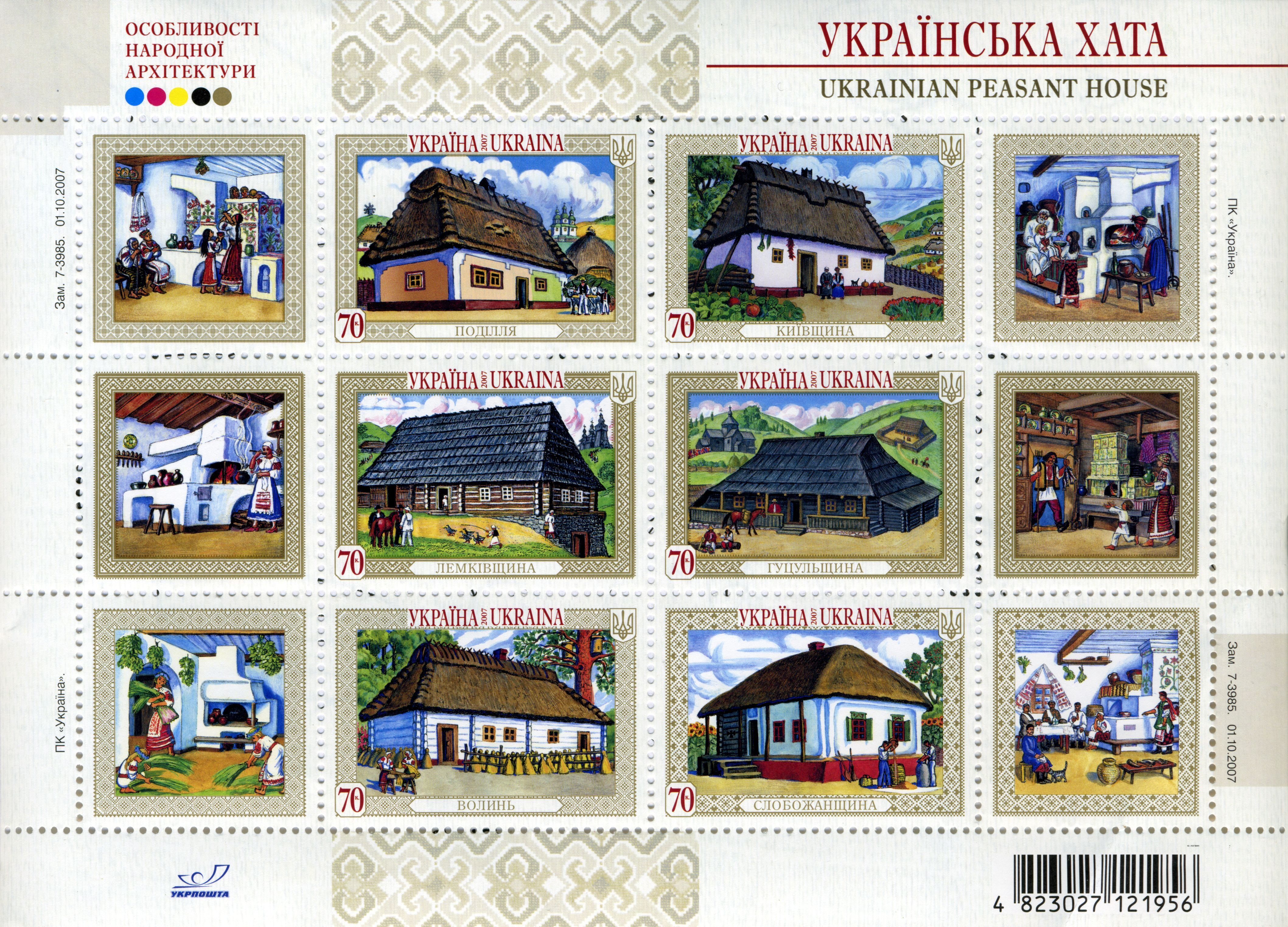
Знаки поштової оплати на тематику «Українська хата»